# Cameroun
Pour les articles homonymes, voir Cameroun (homonymie).
Cet article possède des paronymes, voir Camaron, Camero et Cameron.
République du Cameroun
(en) Republic of Cameroon 
Le Cameroun (/ka.mə.ʁun/ ou /kam.ʁun/), en forme longue la république du Cameroun (en anglais : Cameroon et Republic of Cameroon), est un État d'Afrique centrale et occidentale situé entre le Nigeria au nord-nord-ouest, le Tchad au nord-nord-est, la République centrafricaine à l'est, la république du Congo au sud-est, le Gabon au sud, la Guinée équatoriale au sud-ouest et le golfe de Guinée au sud-ouest. Les langues officielles sont le français et l'anglais pour un pays qui compte une multitude de langues locales.
Avant la période coloniale, les habitants ne forment pas un seul groupe homogène et présentent plusieurs formes d'organisations sociales allant de royaumes structurés à des ethnies nomades. Aux anciens royaumes (Bamoun, Bandjoun, Adamaoua, Mandara) succède au XIXe siècle la colonisation allemande qui place le Cameroun sous protectorat. À l'issue de la Première Guerre mondiale, le Cameroun est divisé en deux territoires sous mandat, la partie orientale administrée par la France et la partie occidentale par le Royaume-Uni. Au lendemain de la Seconde Guerre mondiale, les deux territoires sont placés sous la tutelle des Nations unies et sont restés sous la responsabilité des deux pays respectifs. Le territoire sous administration française accède à l'indépendance sous l'appellation de république du Cameroun le 1er janvier 1960 avec comme président Ahmadou Ahidjo. Il est rejoint par le Cameroun méridional (partie du territoire sous administration britannique) le 1er octobre 1961 pour former la république fédérale du Cameroun qui, le 20 mai 1972, est renommée en république unie du Cameroun, puis république du Cameroun en 1984. Depuis la démission d'Ahidjo en 1982, Paul Biya sert comme président du pays. Comme pour la plupart des États africains, les frontières actuelles du pays résultent de la colonisation européenne qui a séparé des mêmes ethnies telles que les Fang-Beti qui se trouvent au Cameroun et au Gabon.
Le Cameroun est aujourd'hui membre de droit de l'Organisation internationale de la francophonie, du Commonwealth ainsi que de l'Organisation de la coopération islamique.
Le Cameroun est surnommé « l'Afrique en miniature » en raison de sa diversité climatologique, minière, géographique, humaine, linguistique et culturelle. Le pays s'étire vers le nord jusqu'au lac Tchad, reliant l'Afrique équatoriale à l'Afrique occidentale et constituant un pont entre l'Afrique centrale et occidentale. L'ouest du pays présente une importante chaîne volcanique dominée par le mont Cameroun, qui est le point culminant d'Afrique centrale avec 4 100 m d'altitude.

## Histoire

### Préhistoire
Les premiers habitants du territoire de l'actuel Cameroun sont probablement les chasseurs-cueilleurs Baka, des nomades pygmées. Mais dès le Ier millénaire av. J.-C. se développent des sociétés sédentaires d'agriculteurs-éleveurs, peut-être venus du Sahara alors en voie de désertification, et les Baka sont repoussés dans les forêts des provinces du sud et de l'est où on les trouve encore. Parmi les sédentaires, ceux du sud-ouest de l'actuel Cameroun et du sud-est de l'actuel Nigeria sont les plus anciennement attestés comme utilisant des langues bantoues. Ces langues se sont ensuite répandues à travers la majeure partie de l'Afrique subsaharienne occidentale, jusqu'en Afrique du Sud, probablement en même temps que l'agriculture. La première mention historique des côtes camerounaises pourrait se trouver dans le récit dit Périple d'Hannon, dans un texte grec très discuté. Au Ve siècle av. J.-C., ce Carthaginois atteint le mont Cameroun qu'il baptise le Char des Dieux. Mais ce texte est controversé pour sa traduction approximative depuis le phénicien et surtout parce qu'il n'y a pas de preuve archéologique que les Carthaginois soient allés plus loin qu'au sud d'Essaouira.

### Présence européenne
En revanche, on a la certitude que, en 1472, les marins portugais du navigateur Fernando Pó sont entrés dans l'estuaire du Wouri, s'extasiant de l'abondance des crevettes dans le cours d'eau qu'ils appellent aussitôt Rio dos Camarões (rivière des crevettes). Les marins anglais adoptent ce nom en l'anglicisant (Cameroons), d'où le nom actuel de "Cameroun".
Après les Portugais viennent les Néerlandais puis les Allemands. Par les contacts avec les Européens et les Sahéliens (royaume du Kanem-Bornou) débutent des échanges commerciaux réguliers. Le développement de la traite négrière, soit occidentale, soit orientale, la diffusion du christianisme par le sud et de l'islam par le nord, changent profondément les sociétés du Cameroun, favorisant les groupes structurés ayant adopté une religion monothéiste et capables de se procurer des armes à feu, au détriment de l'organisation politique antérieure (comme le royaume Bamoun).

### Colonisations allemande, française et britannique

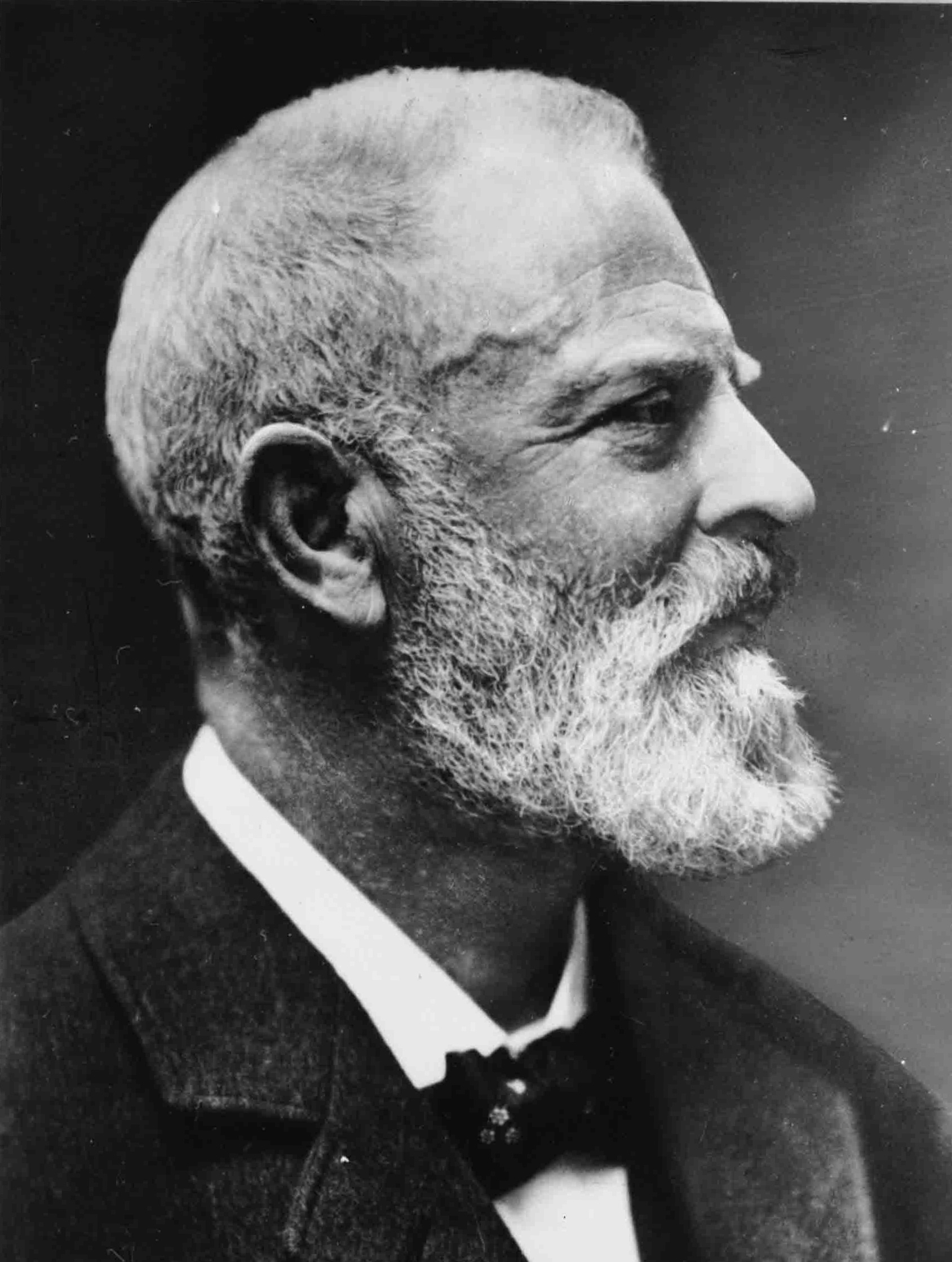
Adolph Woermann, commerçant allemand

Dans l'optique de protéger leurs intérêts commerciaux, les Allemands établissent le 5 juillet 1884 leur protectorat du nom de Kamerun. L'Allemagne est en particulier intéressée par le potentiel agricole du Cameroun et confie à de grandes firmes le soin de l'exploiter et de l'exporter. Le chancelier Otto von Bismarck définit l'ordre des priorités comme suit : le marchand d'abord, le soldat ensuite. C'est en effet sous l'influence de l'homme d'affaires Adolph Woermann, dont la compagnie implante une maison de commerce à Douala, que Bismarck, d'abord sceptique sur l'intérêt du projet colonial, se laisse convaincre. De grandes compagnies commerciales allemandes et compagnies concessionnaires s'implantent massivement dans la colonie. Laissant les grandes compagnies imposer leur ordre, l'administration se contente de les épauler, de les protéger, et d'éliminer les rébellions indigènes.
Afin d'assurer l'essor économique du protectorat, les Allemands se lancent dans des travaux importants : construction de routes et de la première ligne de chemin de fer, démarrage des travaux du port de Douala, édification d'écoles et d'hôpitaux, création de grandes plantations (cacaoyers, bananiers, caféiers, hévéas, palmiers à huile…). Mais les populations locales sont, pour la plupart, soumises au travail forcé et aux châtiments corporels. Quant aux Baka, ils sont piégés et étudiés comme des animaux ; certains sont emmenés en Allemagne pour être montrés, en cage, dans les expositions coloniales.
En 1918, les Allemands perdent leur protectorat en raison de leur défaite lors de la Première Guerre mondiale ; la Société des Nations confie alors la majeure partie du protectorat à la France et deux poches occidentales limitrophes du Nigeria (colonie britannique) au Royaume-Uni. Pendant les vingt premières années, la France s'emploie notamment à liquider les rébellions de populations kirdis dans le nord du Cameroun. Si la pacification de cette région s'accompagne de massacres et de pillages récurrents, la France, à la différence de l'Allemagne, pratique aussi une politique d'assimilation à l'instar de ce qui se passe dans ses autres colonies. Le Royaume-Uni applique le régime de l'indirect rule.

### Indépendance, réunification et guerre civile

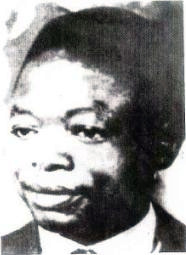
Ruben Um Nyobe, leader de l'UPC

Au lendemain de la Seconde Guerre mondiale, l'Union des populations du Cameroun (UPC), parti politique dirigé par Ruben Um Nyobe et intégrant des personnalités telles que Charles Assalé, Léopold Moumé Etia ou Felicitas Ntang,   revendique l'indépendance et la réunification. Cette union est ensuite interdite puis réprimée par les Français en pays bassa et en pays bamiléké (« guerre bamiléké »). L'indépendance de la zone française est proclamée le 1er janvier 1960, le Cameroun devenant la première des dix-huit colonies africaines à accéder à l'indépendance en 1960. La réunification a lieu l'année suivante avec la partie sud de la zone britannique (Cameroun méridional), la partie nord (Cameroun septentrional) ayant opté pour l'union avec le Nigeria. Cette indépendance reste pourtant largement théorique puisque des « conseillers » français sont chargés d'assister chaque ministre et disposent en réalité du pouvoir. Le gouvernement gaulliste préserve son ascendant sur le pays à travers la signature « d'accords de coopération » touchant à tous les secteurs de la souveraineté du Cameroun. Ainsi, dans le domaine monétaire, le Cameroun conserve le franc CFA et confie sa politique monétaire à son ancienne puissance tutrice. Toutes les ressources stratégiques sont exploitées par la France et des troupes sont maintenues dans le pays. 

Logo du parti politique l'Union des Populations du Cameroun

Il s'ensuit une période de violente répression contre le mouvement de l'UPC et l'ALNK, son « Armée de libération nationale du Kamerun », par le nouveau gouvernement avec l'assistance de la France, qui dure jusqu'à la fin des années 1960. D'après l'ouvrage Kamerun ! Une guerre cachée aux origines de la Françafrique, ce sont des officiers français qui, au cours des années 1960, dirigent clandestinement les opérations de répression menées par l'armée camerounaise contre les derniers bastions de l'insurrection « upéciste », essentiellement dans l'ouest du pays. Tortures, regroupement et déplacement de force des populations, exécutions extrajudiciaires, guerre psychologique, villages rasés ou bombardés au napalm, les méthodes employées sont peu à peu transmises par les militaires français à leurs homologues camerounais, notamment au sein de l'École militaire interarmes du Cameroun (EMIA), dirigée au cours de cette période par des officiers français formés à la doctrine de la guerre révolutionnaire (DGR). Le 20 mai 1972, un référendum conduit à un État unitaire et met fin au fédéralisme.

### Présidence de Paul Biya

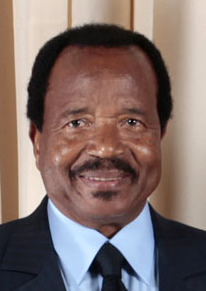
Paul Biya en 2009, président du Cameroun depuis 1982.

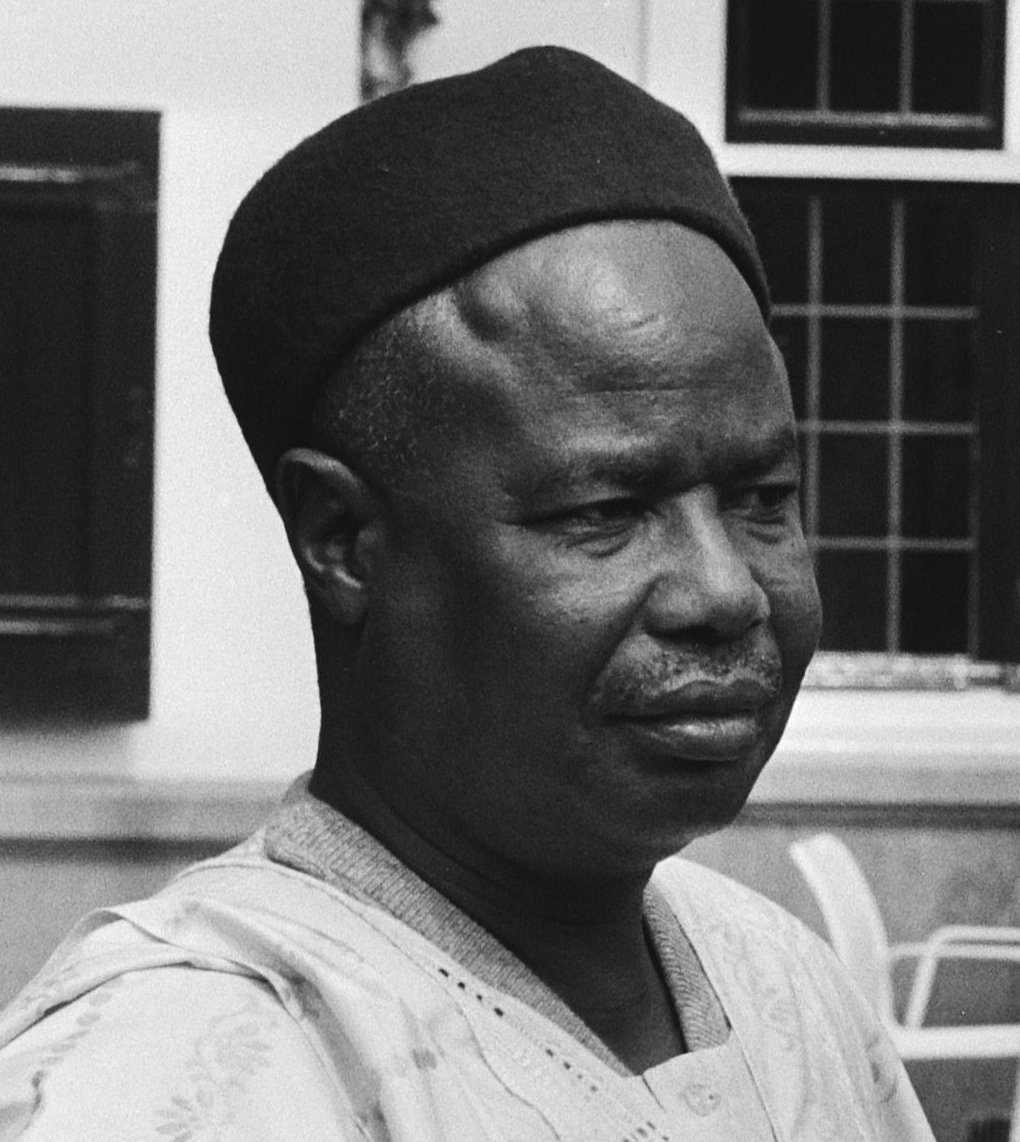
Ahmadou Ahidjo, premier Président de la République du Cameroun.

Le Premier ministre Paul Biya devient président de la République le 6 novembre 1982, après la démission du président Ahidjo. Le 6 avril 1984, il échappe à une tentative de coup d'État perpétrée par des membres de la Garde présidentielle. Plusieurs des putschistes sont arrêtés et quelques-uns exécutés. De nombreuses autres personnalités sont également interpellées et emprisonnées à cet effet. Associé au coup d'État manqué, l'ancien président Ahidjo sera condamné à mort par contumace puis gracié plus tard par le président Biya. La répression vise particulièrement les régions du Nord, où des centaines de personnes sont tuées. Paul Biya reprend dès lors en main le parti unique, qu'il rebaptise Rassemblement démocratique du peuple camerounais.
Seul candidat, il est élu président en 1984 et 1988. Il adopte un plan d'ajustement structurel qui lui est présenté par le Fonds monétaire international (FMI) et la Banque mondiale : privatisation, ouverture à la concurrence, réduction des dépenses sociales, etc. Les salaires des fonctionnaires sont réduits de 60 %, le secteur informel augmente très significativement, mais les classes dirigeantes ne sont pas affectées par ce programme. Au début des années 1990, à la suite d'opérations de désobéissance civile, baptisées « Villes mortes », et d'émeutes, il accélère la mise en œuvre du multipartisme. Il supprime la législation « contre-subversive » instaurée par son prédécesseur, restaurant ainsi la liberté d'association, et permet à une presse indépendante de commencer à paraître. Cette démocratisation a ses limites : le gouvernement continue d'avoir recours aux fraudes électorales et instrumentalise les appareils judiciaire et policier contre l'opposition.

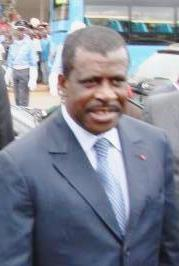
Inoni Ephraïm

À la fin des années 1990, les « compagnies juniors » canadiennes, investies dans plus de 8 000 propriétés minières, dans plus de 100 pays, pour la plupart encore à l'état de projet, multiplient les contrats avec des pays africains parmi lesquels le Cameroun, où Mega Uranium a des concessions sur 4 654 km2 . L'ambassadeur américain au Cameroun, Niels Marquardt, organise le voyage du premier ministre Ephraïm Inoni à l'été 2007 aux États-Unis, au cours duquel la délégation camerounaise est orientée vers des sociétés minières canadiennes, américaines, anglaises et australiennes.

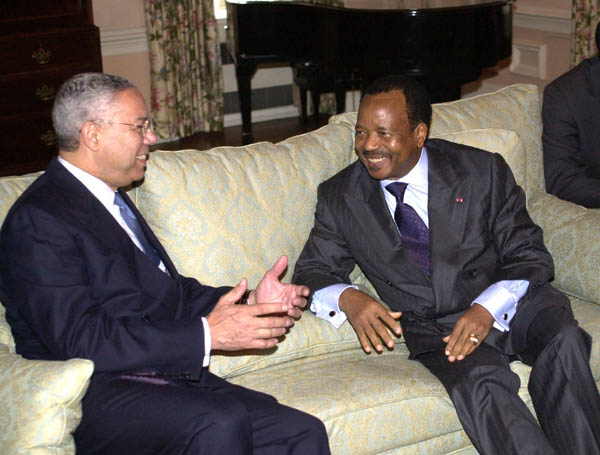
Le président Paul Biya et Colin Powell en 2002.

Le régime de Paul Biya est proche du gouvernement français, qui lui livre des armes et forme ses forces de répression. La France est le premier investisseur étranger, devant les États-Unis. Cent cinq filiales françaises sont implantées dans tous les secteurs clés (pétrole, bois, bâtiment, téléphonie mobile, transport, banque, assurance, etc.). En février 2008, des émeutes éclatent, réclamant la baisse des prix et le départ de Paul Biya. Les manifestants sont sévèrement réprimés : une centaine de morts, des milliers d'arrestations.
En novembre 2016, Bamenda devient l'épicentre d'un mouvement de protestation de la minorité anglophone. Des enseignants, des magistrats et des avocats manifestent contre ce qu'ils appellent la marginalisation des anglophones dans le partage du pouvoir, des postes et des richesses. En décembre 2016, les manifestations en zone anglophone sont réprimées par la police, faisant les premiers morts civils. Le 1er octobre 2017, jour anniversaire de la réunification du pays, les séparatistes anglophones proclament unilatéralement leur « indépendance ». Au moins 17 personnes sont tuées. Fin 2017, une frange séparatiste radicale de la minorité anglophone prend les armes, attaquant les forces de sécurité et les symboles de l'État, et procédant à des enlèvements. En 2018, les combats entre soldats et séparatistes deviennent quasi quotidiens, tuant 170 membres des forces de sécurité et au moins « 400 civils », selon l'International Crisis Group (ICG). Aucun chiffre n'est disponible du côté des séparatistes. Selon les Nations unies, plus de 240 000 personnes ont dû quitter leur domicile dans le sud-ouest du pays pour échapper aux violences. La même année, Paul Biya est réélu pour un septième mandat, dans un scrutin dont la régularité est contestée par l'opposition. Il lance un «grand dialogue national». Aucune avancée décisive n'en ressort sur la crise dans les régions anglophones. Paul Biya fait libérer des détenus, mais les leaders du mouvement restent en prison.

## Politique

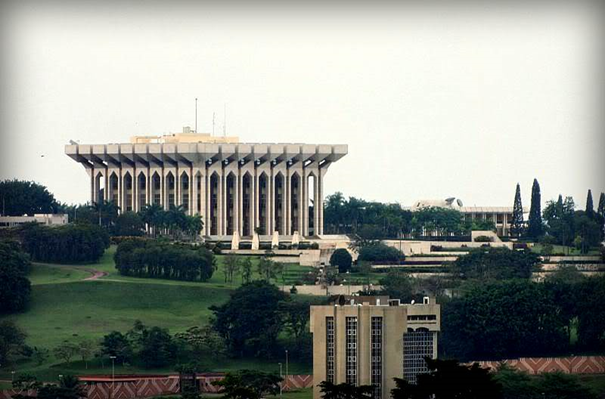
Le palais de l'Unité, présidence de la république du Cameroun.

Le Cameroun est une république de type présidentiel. Le pouvoir est concentré entre les mains du président de la République reconnu par la constitution comme celui qui « définit la politique de la nation » (Titre II, Chapitre 1, article 5, alinéa 2).

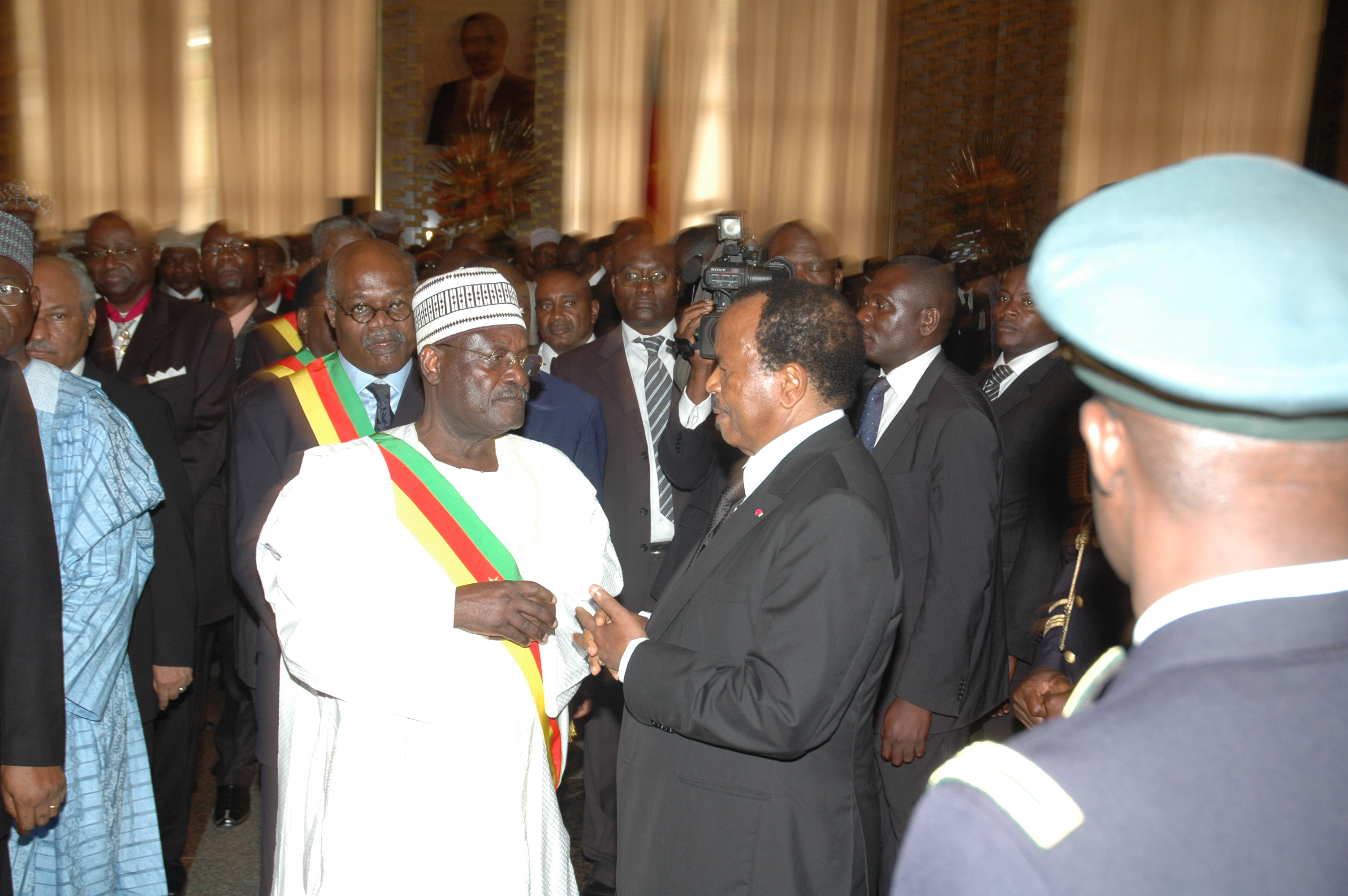
Paul Biya en tête-à-tête avec le président de l'Assemblée nationale Cavayé Yeguié Djibril.

Le pouvoir législatif est exercé par le Parlement. Il est composé de deux chambres, l'Assemblée nationale (où on compte 180 députés) et le Sénat (composé de 100 sénateurs). Le Sénat est mis en place depuis le 14 mai 2013.
On désigne souvent le régime comme étant une « démocrature » dans la mesure où le système politique du Cameroun s'apparente plus à une démocratie procédurale ; derrière les institutions au fonctionnement a priori démocratique, la réalité de l'exercice du pouvoir est celle d'une dictature qui réprime avec force toute velléité de contestation politique ou sociale. Les incarcérations de journalistes, écrivains, syndicalistes et activistes sont fréquentes.
Le 10 avril 2008, l'Assemblée nationale adopte le projet de loi sur la révision constitutionnelle avec 157 voix pour, 5 contre et 15 non votants. Ce projet adopté est très critiqué par les partis politiques de l'opposition puisqu'il permet à Paul Biya de prétendre à un quatrième mandat à la fin de son mandat en 2011.

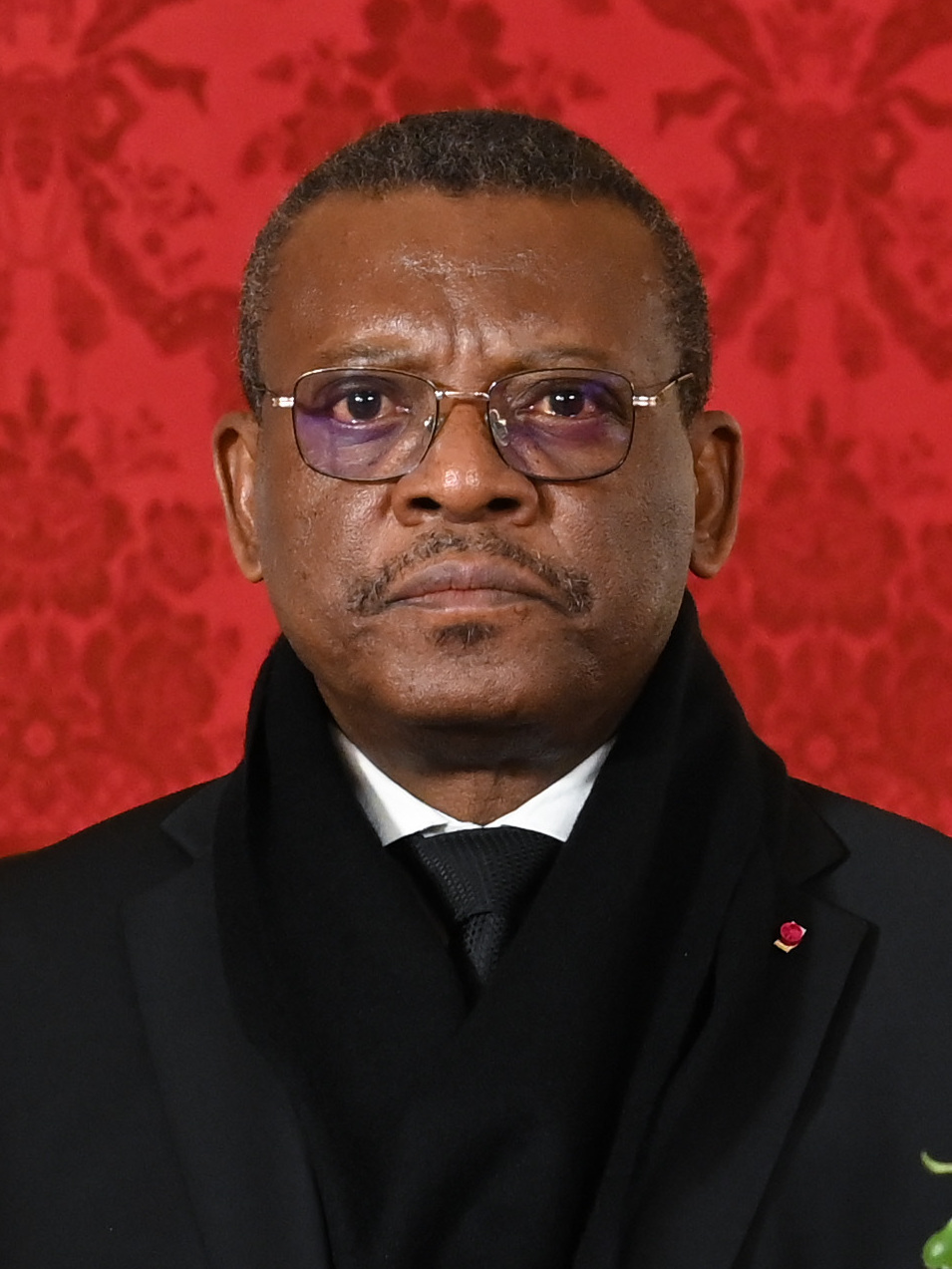
Joseph Dion Ngute Premier Ministre depuis 2019

Le 9 octobre 2011, Paul Biya est réélu à travers des élections présidentielles au premier tour du scrutin et avec 77,99 % des voix. Le 9 décembre 2011, il y a un nouveau gouvernement avec à sa tête le premier ministre Philémon Yang, qui se succède à lui-même. Le 4 janvier 2019, Joseph Dion Ngute est nommé Premier ministre.
Sur tout le territoire, les chefs traditionnels conservent un réel pouvoir et sont consultés par les autorités centrales. Outre les codes juridiques modernes émanant des législations internationales, la réglementation juridique s'appuie sur le droit coutumier qui permet aux Camerounais de maintenir leurs cultures originelles. Il n'est pas rare que les fils des dynasties royales, des lamibé ou des sultans exercent des responsabilités ministérielles à Yaoundé[réf. nécessaire].
Le Cameroun est également membre de l'Assemblée parlementaire de la francophonie.
L'extrait du projet de loi no 962/PPJL/AN adopté par l'Assemblée nationale, punissant de peine de mort qui ose s'opposer au régime par manifestation de quelque type que ce soit, classe le Cameroun parmi les gouvernements de type dictatorial.

## Subdivisions administratives
Le Cameroun est peuplé par 280 ethnies dont quelques grands ensembles (Sémites, Hamites, Bantous, Semi-Bantous et Soudanais) et de nombreux métissages.
Sur le plan administratif, le Cameroun compte aujourd'hui dix régions elles-mêmes divisées en 58 départements. Les départements sont divisés en arrondissements. Les régions sont créées à la suite d'un décret présidentiel le 12 novembre 2008. Jusque-là, on avait affaire aux « provinces » ou « districts ».

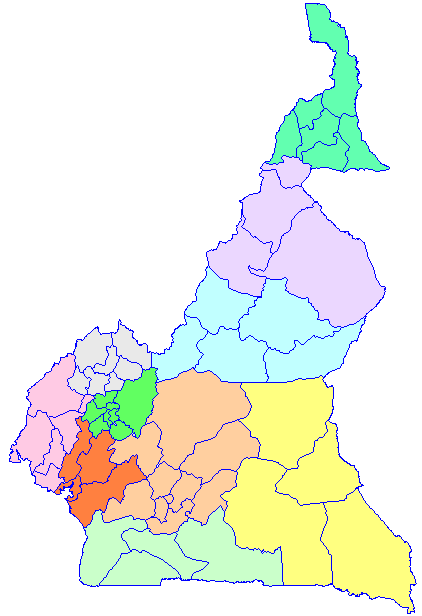
Les départements du Cameroun par région

| Les régions du Cameroun. | no | Région       | Chef-lieu  | Nombre de départements | Langues officielles             |
| Les régions du Cameroun. | 1  | Adamaoua     | Ngaoundéré | 5                      | français (majoritaire), anglais |
| Les régions du Cameroun. | 2  | Centre       | Yaoundé    | 10                     | français (majoritaire), anglais |
| Les régions du Cameroun. | 3  | Est          | Bertoua    | 4                      | français (majoritaire), anglais |
| Les régions du Cameroun. | 4  | Extrême Nord | Maroua     | 6                      | français (majoritaire), anglais |
| Les régions du Cameroun. | 5  | Littoral     | Douala     | 4                      | français (majoritaire), anglais |
| Les régions du Cameroun. | 6  | Nord         | Garoua     | 4                      | français (majoritaire), anglais |
| Les régions du Cameroun. | 8  | Ouest        | Bafoussam  | 8                      | français (majoritaire), anglais |
| Les régions du Cameroun. | 9  | Sud          | Ebolowa    | 4                      | français (majoritaire), anglais |
| Les régions du Cameroun. | 7  | Nord-Ouest   | Bamenda    | 7                      | anglais (majoritaire), français |
| Les régions du Cameroun. | 10 | Sud-Ouest    | Buéa       | 6                      | anglais (majoritaire), français |

## Géographie

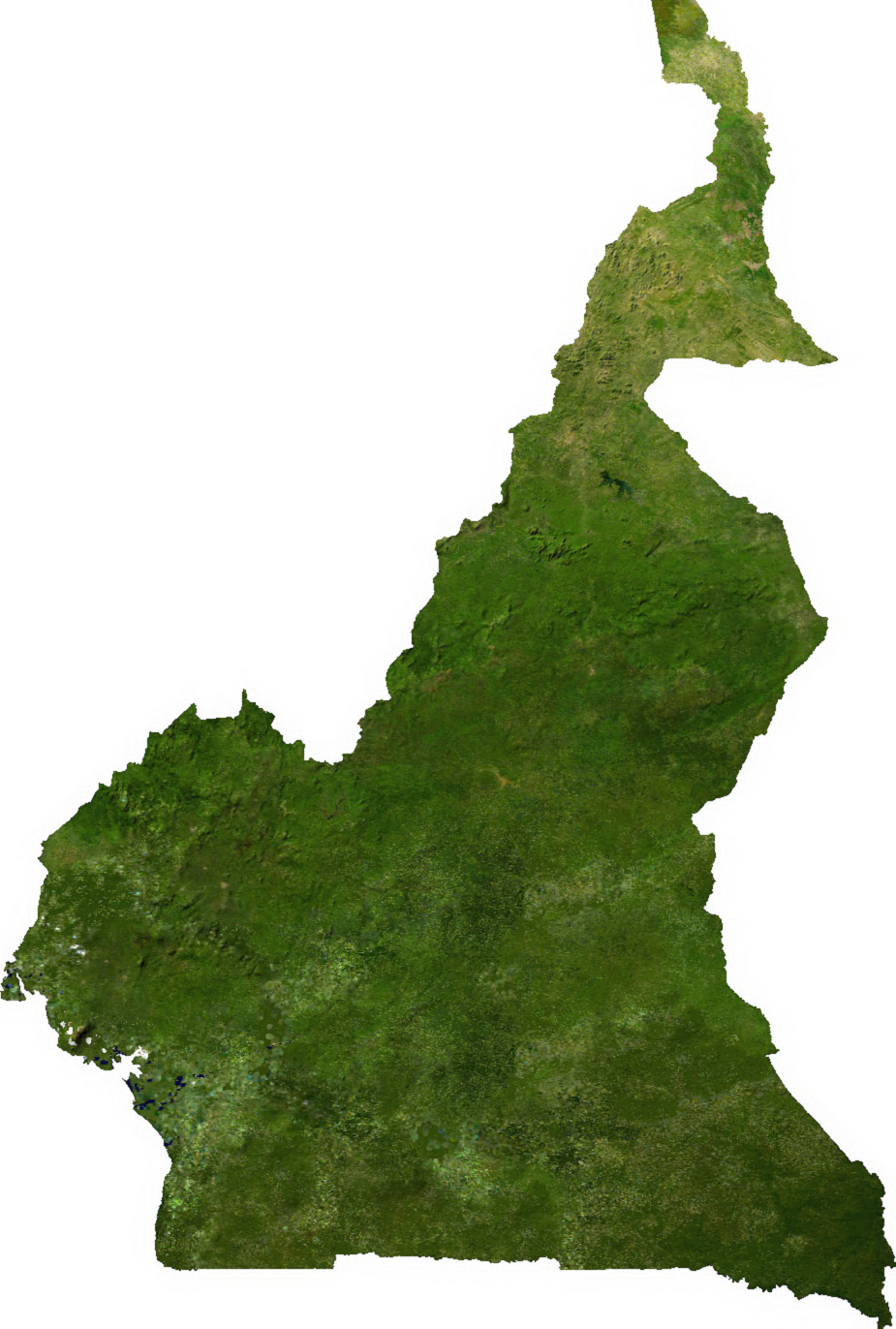
Image satellite du Cameroun.

Le Cameroun est un pays du golfe de Guinée, sur la façade occidentale de l'Afrique. Il possède 590 km de côtes très découpées le long de l'océan Atlantique. Très étendu en latitude (1 200 km du nord au sud), le pays a schématiquement la forme d'un triangle dont la base longe le 2e degré de latitude nord, tandis que le sommet, riverain du lac Tchad, atteint le 13e parallèle. Le Cameroun est entouré des pays et étendues d'eau suivants :
- le Nigeria et l'océan Atlantique à l'ouest ;
- la Guinée équatoriale, le Gabon et la république du Congo au sud ;
- la République centrafricaine et le Tchad à l'est ;
- le lac Tchad au nord.

Par sa superficie de 475 442 km2 — 465 400 km2 de surface terrestre — et sa population d'environ 19 598 889 habitants en 2010, le Cameroun est un pays de taille moyenne en Afrique.
Le pays se situe entre la bordure méridionale du Sahara et la limite septentrionale de la forêt équatoriale du bassin du Congo au sud. L'ouest du pays est dominé par les Hauts-Plateaux, et comprend le massif le plus haut de toute l'Afrique de l'Ouest : le mont Cameroun, qui culmine à 4 070 mètres ; c'est le neuvième sommet du continent africain. L'est du pays est recouvert dans sa très grande majorité d'une forêt équatoriale encore bien conservée. Le long de ses 590 km de côtes, on compte quelques cités balnéaires : Kribi, et Limbé près du mont Cameroun.

### Frontières terrestres
Le Cameroun partage ses frontières avec six pays, dont 1 690 km avec le Nigeria, 1 094 km avec le Tchad, 797 km avec la République centrafricaine, 523 km avec la république du Congo, 298 km avec le Gabon et 189 km avec la Guinée équatoriale

### Relief
Le relief est extrêmement varié et les études géologiques et géomorphologiques rendent compte que la barrière orographique de l'Adamaoua sépare le Cameroun « humide » du Cameroun « sec ».

#### Basses terres
Les basses terres sont composées de la cuvette de Mamfé (Sud-Ouest), de la cuvette de la Bénoué et de la plaine du Nord.

#### Plateaux
Les plateaux camerounais comptent le Sud camerounais, avec une altitude moyenne de 650 m, et l'Adamaoua — le château d'eau du Cameroun — dont l'altitude moyenne est de 1 000 m mais qui s'élève jusqu'à 2 650 m.

#### Hautes terres de l'Ouest

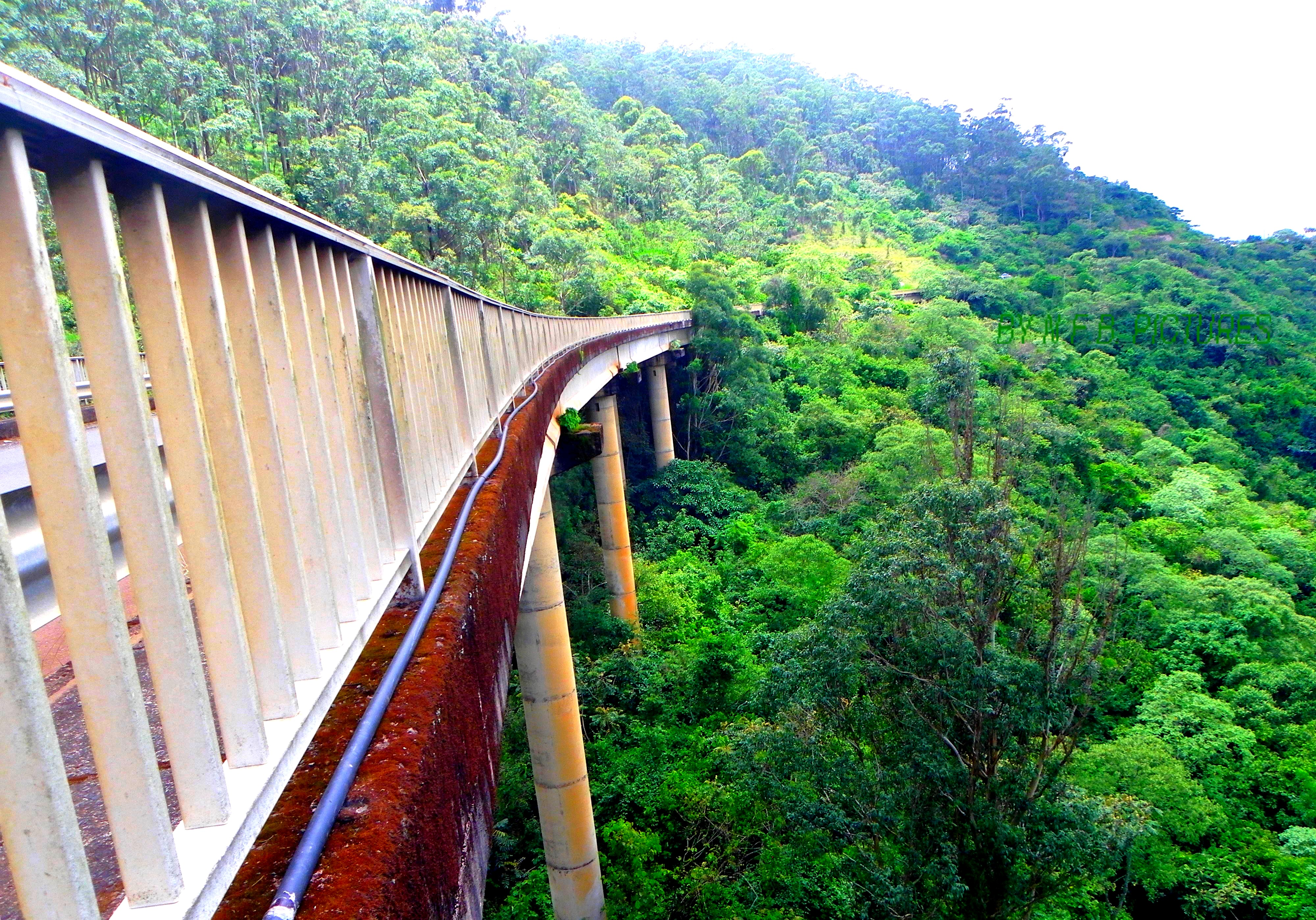
Le viaduc Bana - Bangou au Cameroun.

Les hautes terres de l'Ouest sont un bloc du socle soulevé et recouvert d'épanchements basaltiques, disposé en un arc de cercle appelé la dorsale camerounaise. Les sommets vont de 1 500 à 4 000 m. Les massifs les plus connus sont les monts Mandara (Extrême-Nord), Alantika (Nord), et les volcans encore en activité d'Oku (Nord-Ouest) et du mont Cameroun (Sud-Ouest) qui est, à 4 095 m d'altitude, le point culminant de l'Afrique occidentale.

### Climat

#### Domaine équatorial
Le domaine équatorial se caractérise par des précipitations abondantes, des températures élevées et stables et une végétation se dégradant au fur et à mesure qu'on s'éloigne de l'équateur. On distingue les plateaux du Centre et du Sud avec quatre saisons bien tranchées : petite saison de pluie (de mars à juin), petite saison sèche (juillet et août), saison de pluie (de septembre à novembre), grande saison sèche (décembre à février), et la zone occidentale (Littoral, montagnes du Sud-Ouest et hauts plateaux de l'Ouest) avec ses pluies surabondantes qui tombent pendant neuf mois d'affilée de mars à novembre.

#### Domaine tropical

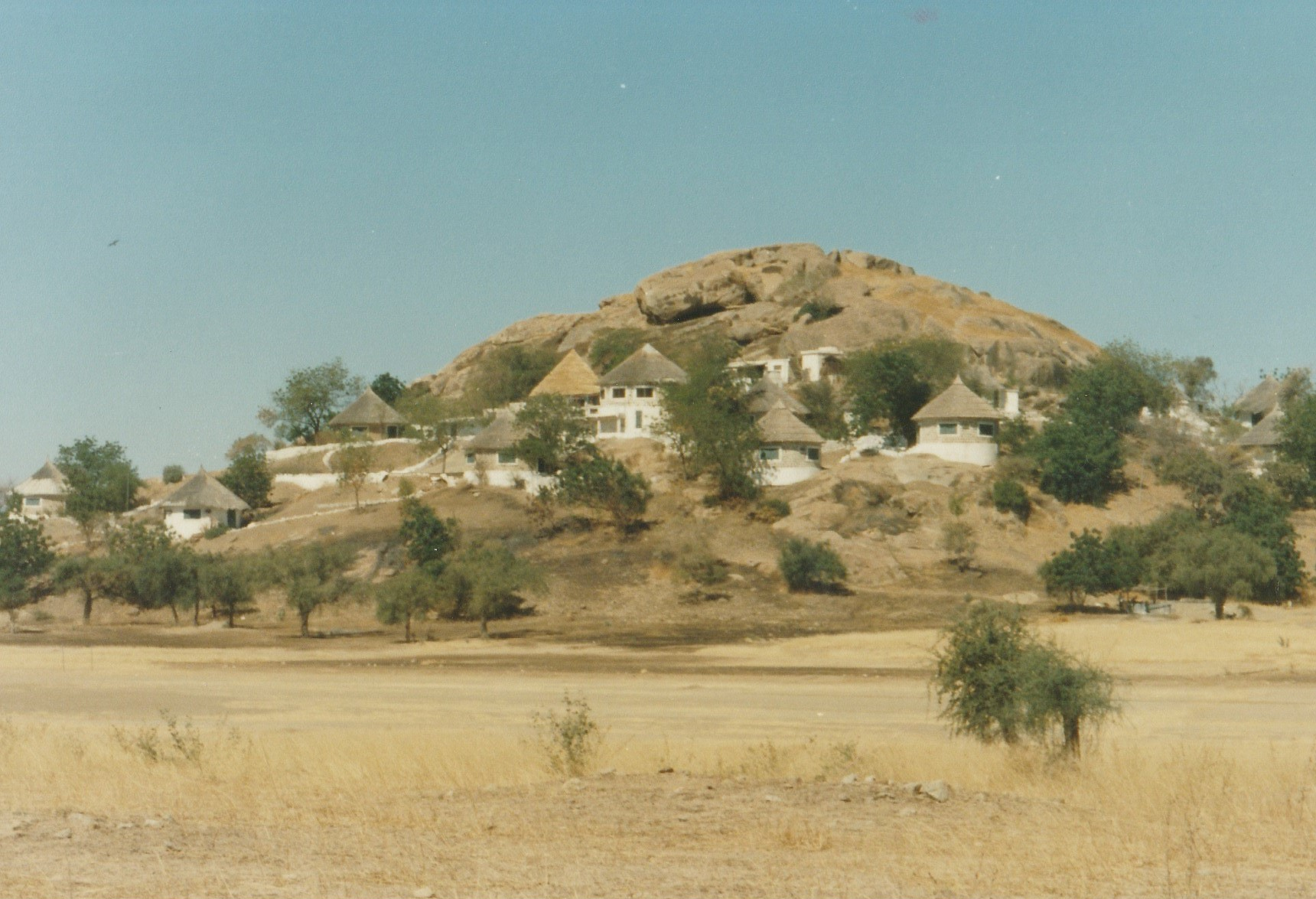
Climat chaud de l'Extrême-Nord.

Le domaine tropical se distingue par des températures élevées et des pluies peu abondantes, de type soit soudanien (une saison pluvieuse de mai à octobre, une saison sèche de novembre à avril), soit sahélien, marqué par des pluies très irrégulières, mais absentes de décembre à mars. Les températures les plus basses sont de 17 à 18 °C et les plus élevées de 30 à 32 °C.

### Environnement

#### Végétation

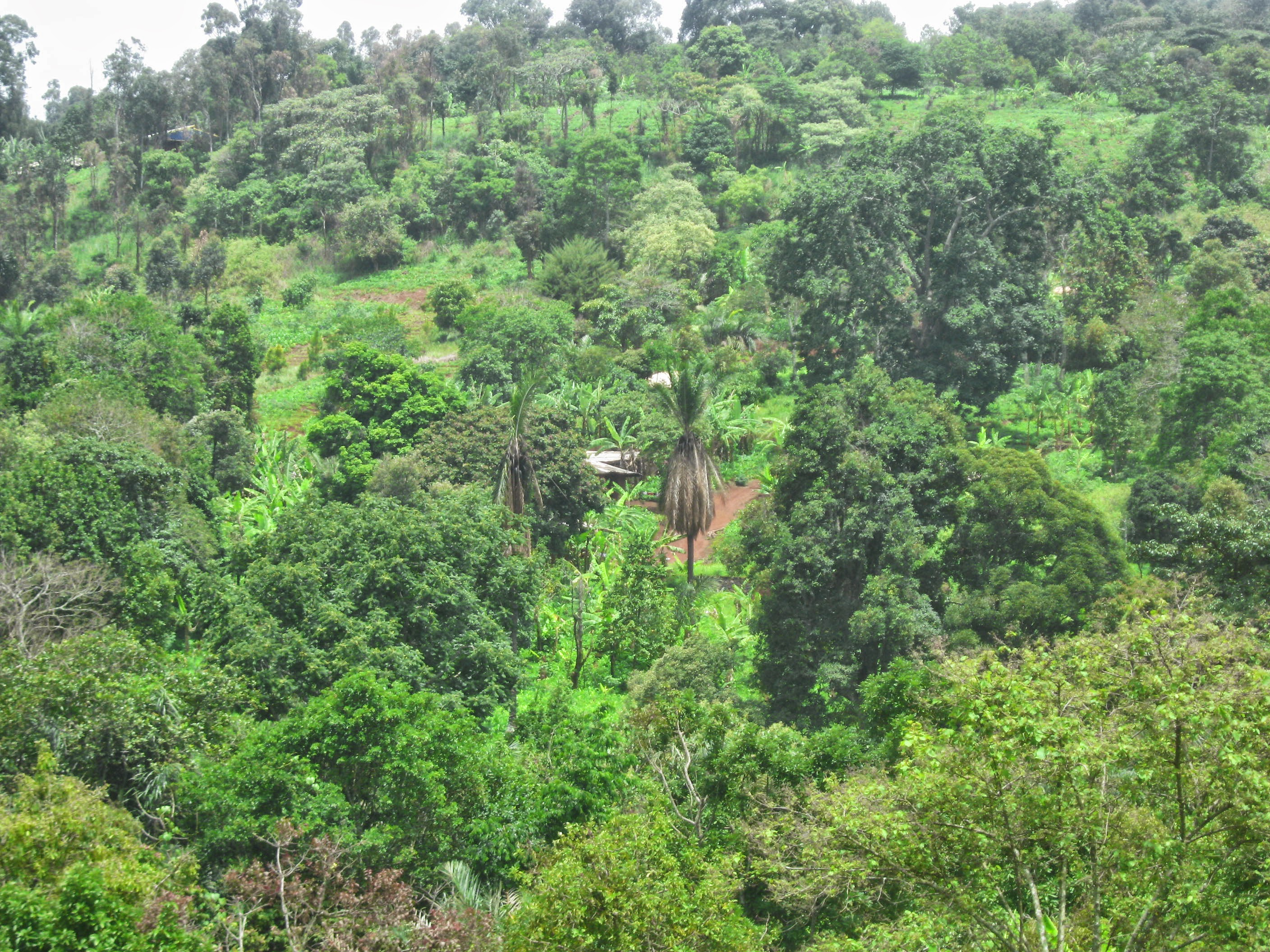
Végétation.

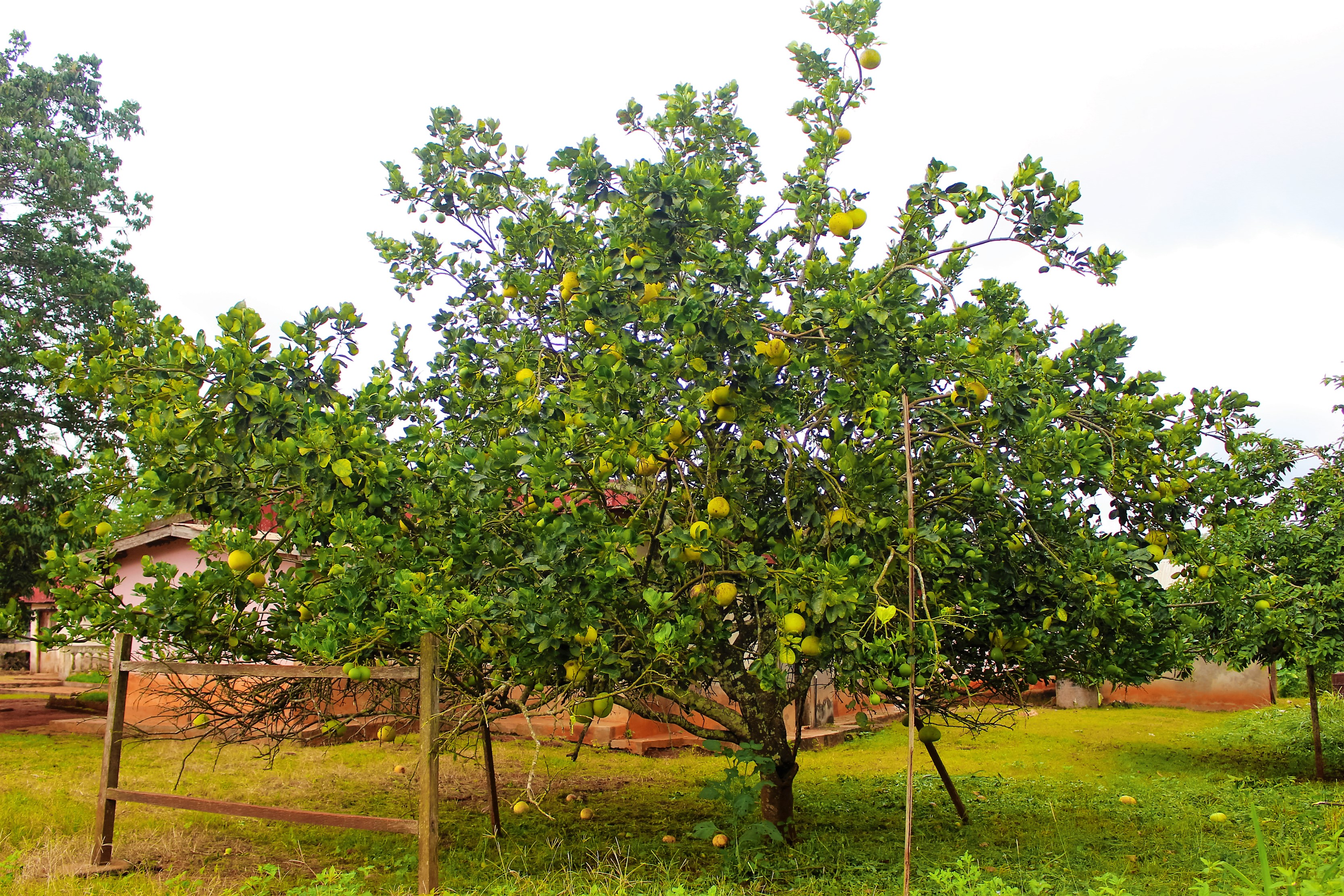
Pamplemoussier dans le village de Ndanga.

La végétation camerounaise est diversifiée et peut être divisée en deux grandes zones : la zone tropicale et la zone équatoriale. Elle souffre d'une importante déforestation, ayant conduit à un appauvrissement de la biodiversité et à d'importantes émissions de gaz à effet de serre.

##### Zone tropicale
La zone tropicale est en grande partie couverte de savane. On y trouve :
- la savane boisée de l'Adamaoua riche en arbustes ;
- la savane herbeuse du nord ;
- la steppe de l'extrême-nord pauvre en arbres et en herbe. Les arbres qu'on rencontre dans la steppe sont à épines et à feuilles caduques pour mieux résister à la sécheresse.

##### Zone équatoriale

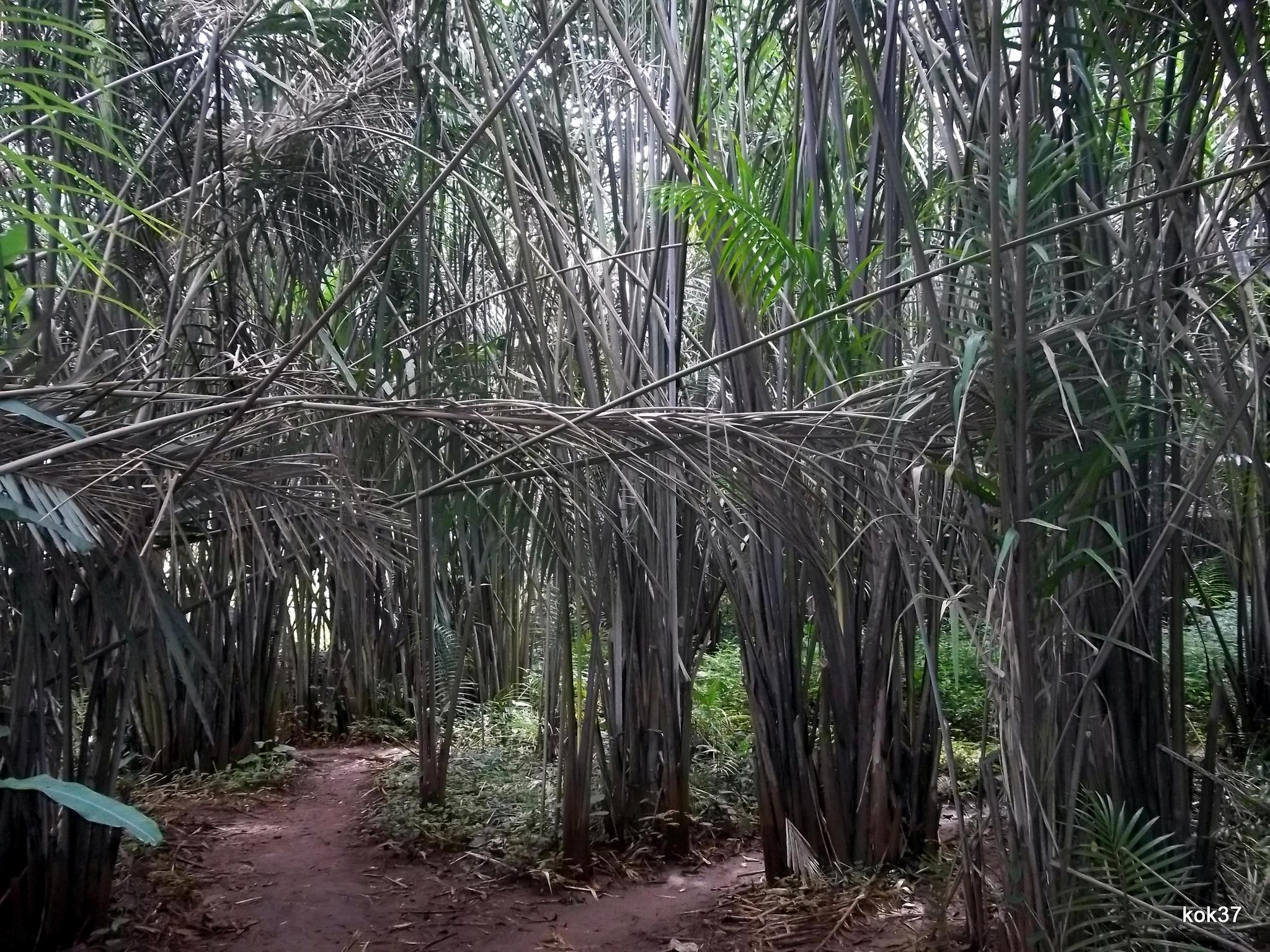
Forêt.

La végétation de la zone équatoriale camerounaise est d'un vert luxuriant et composée de :
- la forêt dense humide du Sud et de l'Est formée de très grands arbres[35] ;

- les forêts galeries de l'ouest et du nord-ouest le long des cours d'eau et dans les bas-fonds ;
- la mangrove sur les côtes du Littoral et du sud-ouest.

#### Faune
Plus de la moitié des espèces de mammifères sont amputées d'au moins 70 % de leurs effectifs, notamment à cause de la chasse.

## Géologie

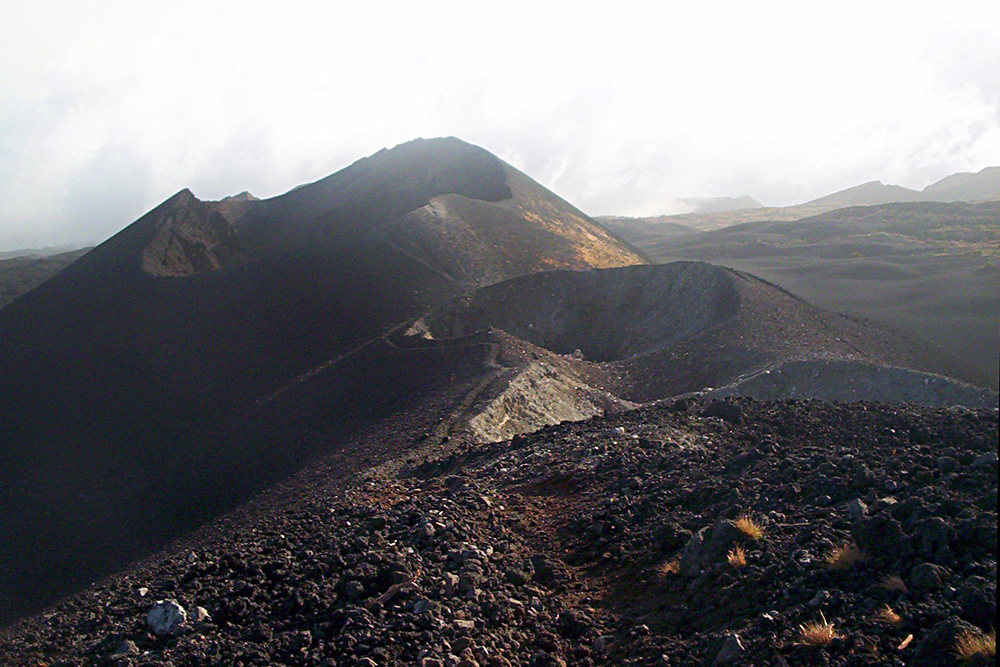
Les cratères du sommet du Mont Cameroun.

La géologie du Cameroun présente de forts contrastes pétrographiques et structurels répartis sur quatre grands ensembles géologiques majeurs :
- un craton ancien (Archéen et Paléoprotérozoïque) et sa couverture protérozoïque à l'extrême sud ;
- des dépôts sédimentaires et des granitoïdes néoprotérozoïques déformés et métamorphisés durant l'orogenèse panafricaine, occupant la majeure partie du pays, traversé par deux cisaillements majeurs ;
- des dépôts sédimentaires d'extension très localisée d'âges paléozoïques, crétacés à quaternaires ;
- la Ligne du Cameroun est une structure majeure orientée N 30° E, soulignée par un volcanisme actif depuis 40 Ma formant une ligne d'édifice volcanique allant du golfe de Guinée jusqu'au lac Tchad.

## Économie

### Généralité

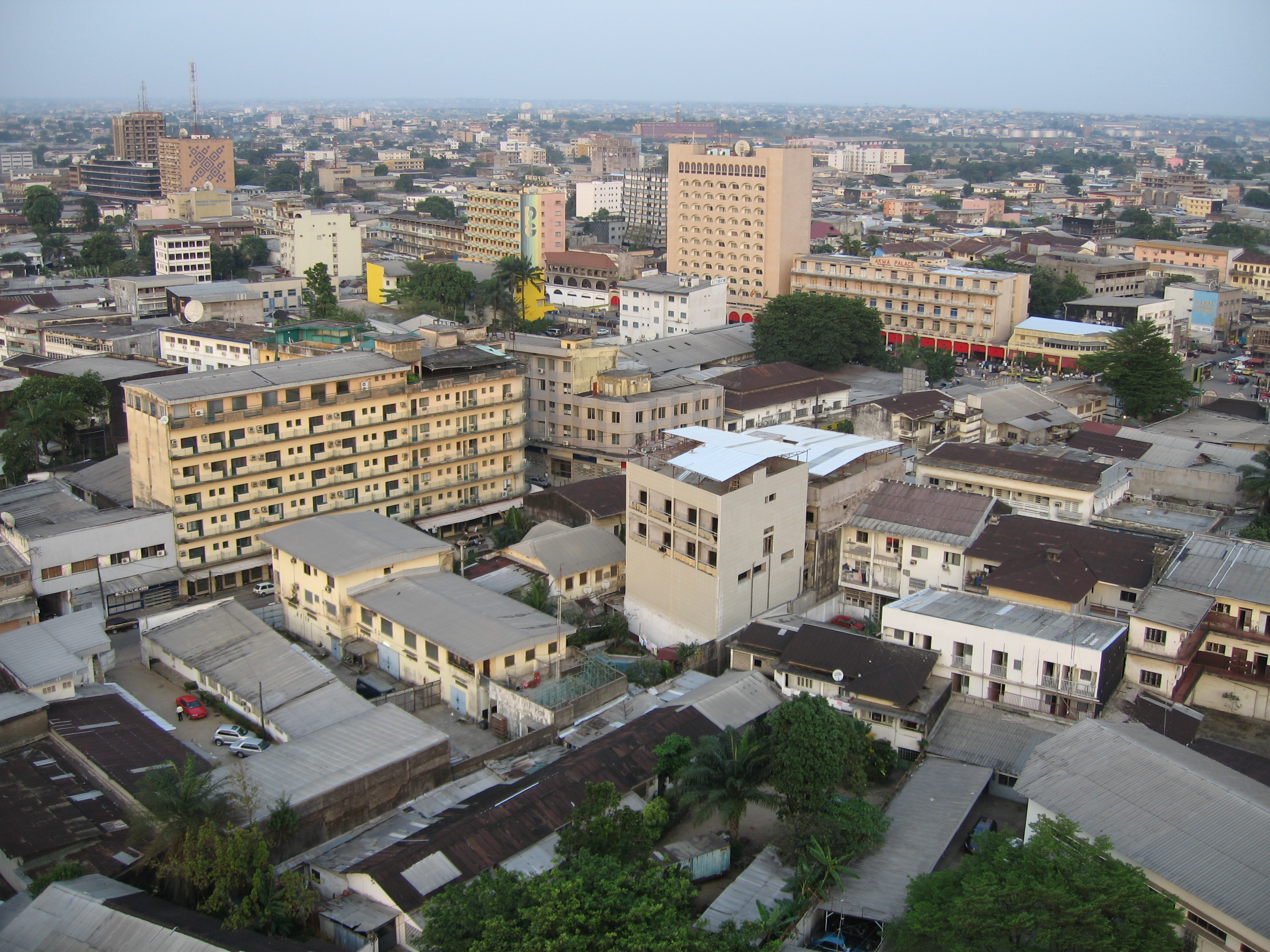
Douala, la capitale économique.

De 1965 à 1985, le Cameroun connaît une croissance soutenue (plus de 15 % par an en moyenne), portée par les prix des matières premières, et est longtemps parmi les pays les plus prospères du continent africain. La situation économique s'est ensuite fortement dégradée jusqu'à la dévaluation, en janvier 1994 du franc CFA, précédée par une diminution drastique des salaires de l'ordre de 70 %. Après une décennie de récession caractérisée par une forte baisse du PIB (-30 % entre 1985 et 1993) et une chute de 40 % de la consommation par habitant, le Cameroun renoue avec la croissance économique depuis 1994. Son PIB (environ 42,750 milliards de dollars américains en 2009, soit 2 300 dollars américains par habitant en PPA) représente aujourd'hui la moitié de celui de la Communauté économique et monétaire de l'Afrique centrale (CEMAC), ce qui lui confère une place importante au niveau régional. 
Pour ce qui est des importations, les principaux partenaires économiques du Cameroun sont la France (19,1 %), la Chine (13,3 %), le Nigeria (12,4 %). Pour les exportations, ce sont l'Espagne (15,1 %), les Pays-Bas (12,8 %), la Chine (9,4 %), l'Italie (9,3 %), la France (6,5 %) et les États-Unis (6,4 %), en 2010. La dette publique constitue 14,3 % du PIB (2009), tandis que la dette extérieure est d'environ 2 929 milliards de dollars américains (estimation 2009). En 2024, le Cameroun est classé en 123e position pour l'indice mondial de l'innovation.
Le Cameroun devient un pays producteur de pétrole en 1977. Prétendant vouloir faire des réserves pour les temps difficiles, les autorités gèrent les recettes pétrolières « hors budget » dans la plus totale opacité (les fonds sont placés sur des comptes parisiens, suisses et new-yorkais). Plusieurs milliards de dollars sont ainsi détournés au bénéfice de compagnies pétrolières et de responsables du régime. L'influence de la France et de ses 9 000 ressortissants au Cameroun reste considérable. La revue African Affairs note au début des années 1980 qu'ils continuent à dominer presque tous les secteurs clés de l'économie, à peu près comme ils le faisaient avant l'indépendance. Les ressortissants français contrôlent 55 % du secteur moderne de l'économie camerounaise et leur contrôle sur le système bancaire est total.

### Secteurs d'activités
Le pays dispose de ressources naturelles agricoles (bananes, cacao, café, coton, miel), forestières, minières (bauxite, fer, cobalt, nickel, manganèse, diamant, marbre) et pétrolières ; les compagnies minières junior de Vancouver ou de Toronto jugent qu'il « sera un pays minier de grande ampleur dans les années à venir »[source insuffisante], non sans conséquences négatives pour l'environnement et la santé, dans l'Est du pays notamment. 
La filière coton a pris de l'ampleur,, mais reste tributaire de fortes variations des cours mondiaux : 2 USD/lb en 2011, 0,70 USD/lb en 2015. Le pays est à la cinquième place du palmarès des sept premiers producteurs africains de coton au milieu des années 2010.
En 2010, la population active était répartie entre secteurs primaire (19,7 %), industriel (31,4 %) et tertiaire (48,9 %).

### Économie informelle

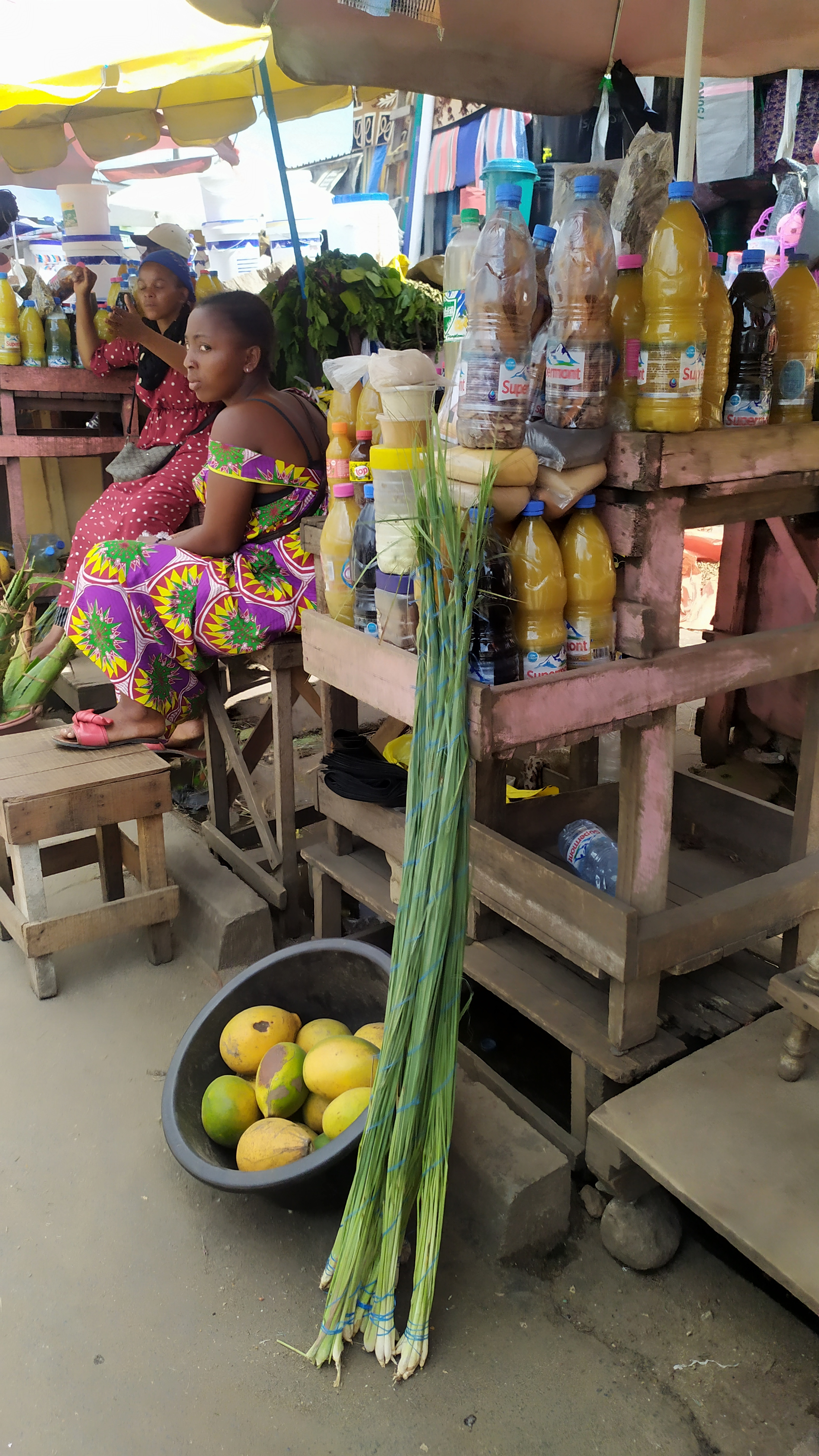
Commerce informel

75 % de la main-d'œuvre urbaine travaille dans le secteur informel et six ménages sur dix tirent au moins une partie de leurs revenus de ce secteur informel. Cette importance du secteur informel a tendance à croître de plus en plus depuis la crise économique. Il permet de remédier partiellement au problème du chômage (20 % de la population en 1995, 30 % en 2003). En 2011, le taux de chômage a dégringolé et est estimé à 13,1 %.

### Infrastructures de communication

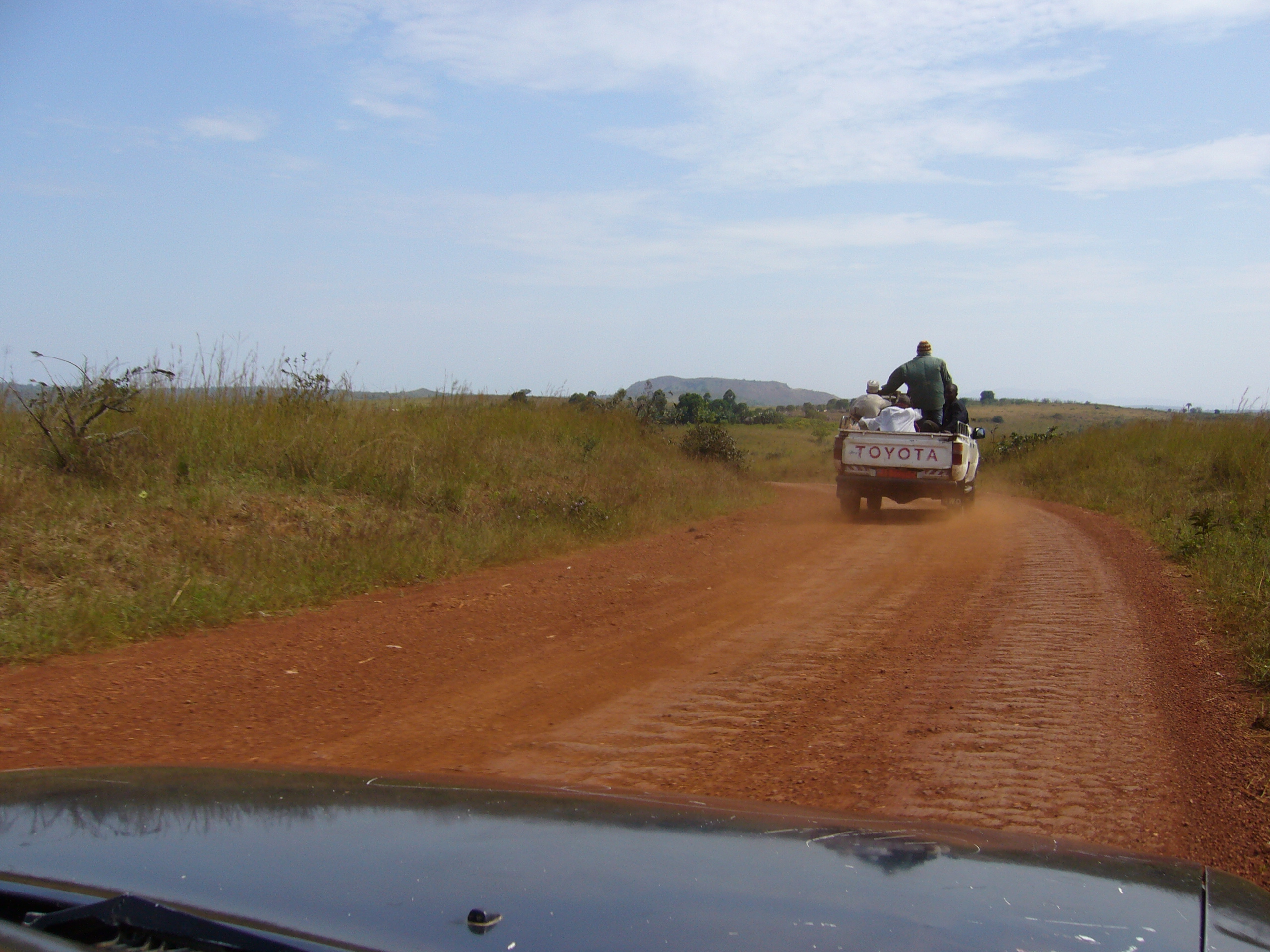
Route Ngaoundéré-Idool-Balam en 2009.

#### Routes et voies ferrées
Trois axes routiers transafricains traversent le Cameroun:
1. Transafricaine 3, Tripoli - Le Cap (Afrique du Sud) —
2. Route trans-sahélienne, Dakar (Sénégal) - N'Djaména (Tchad) —
3. Transafricaine 8, Lagos (Nigeria) - Mombasa (Kenya) —

Le Cameroun possède 50 000 km de routes, dont 6 000 bitumées.

#### Réseau ferroviaire

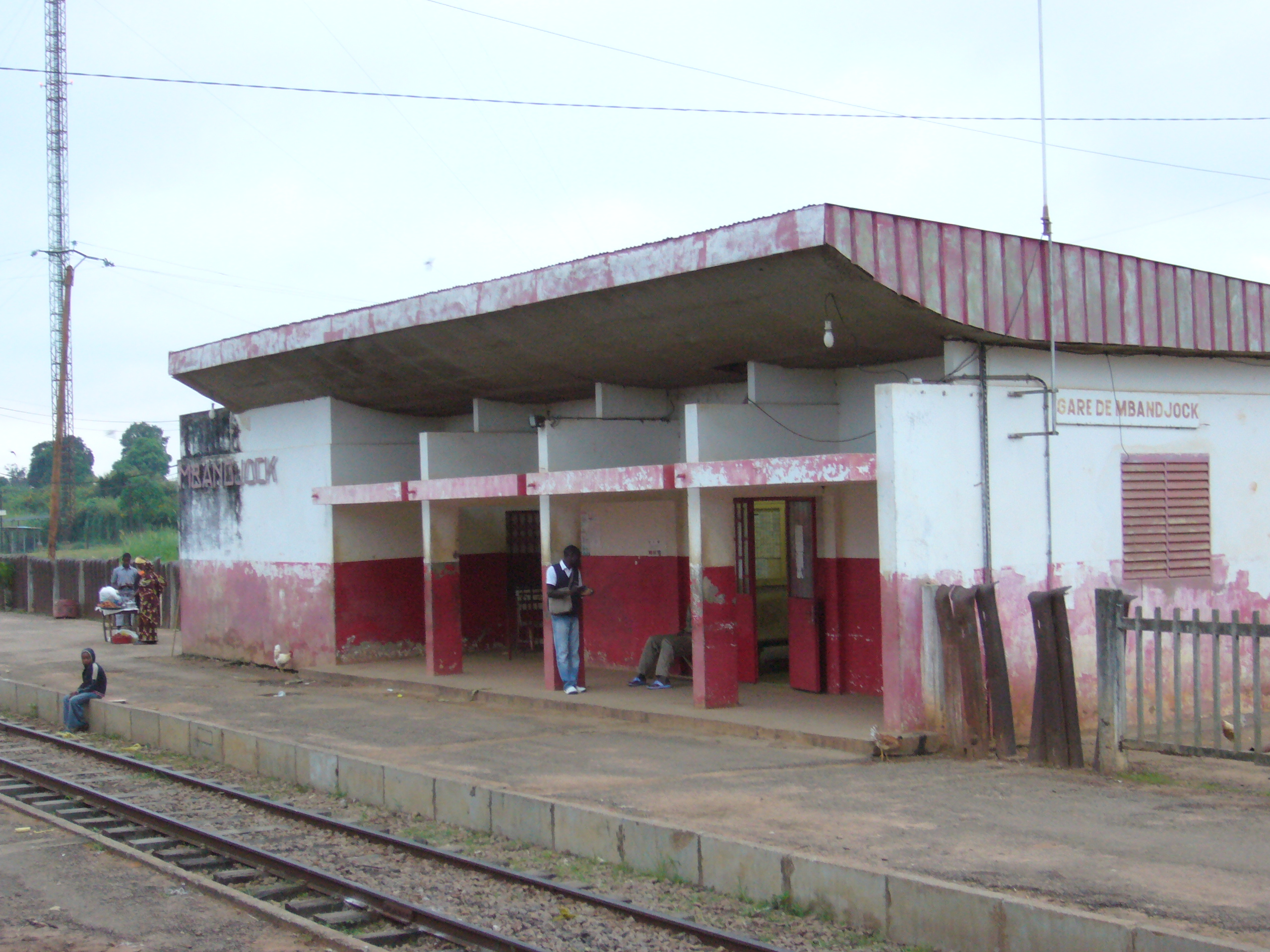
Gare de Mbandjock.

Le réseau ferroviaire totalise 1 020 km de voies ferrées avec la ligne du transcamerounais, gérée par la société Camrail. Camrail est une filiale de Bolloré Africa Logistics. En janvier 2022, il est annoncé que la société mère de Camrail, Bolloré Africa Logistics, va être rachetée par l'armateur MSC. On peut se demander si la compagnie de porte-conteneurs MSC poursuivra le transport de passagers sur les rails du Cameroun. En effet, les trains de passagers vont gêner l'activité principale de MSC, à savoir le transport de conteneurs par voie ferroviaire. Cette situation contraste avec celle du Nigeria tout proche, où la compagnie ferroviaire locale NRC réalise justement des bénéfices avec le transport de passagers.

#### Ports
Trois grands ports sont actifs, à commencer par le Port autonome de Douala. Les ports de Limbé et Kribi sont en grande partie financés par la Banque d'investissement chinoise et ont vocation à devenir des ports en eau profonde pour abriter les navires avec de plus grands tirants d'eau que ceux accédant aujourd'hui à Douala. Le Cameroun compte plusieurs ports dont les plus importants sont ceux de Douala et de Limbé. Il possède aussi un port fluvial saisonnier à Garoua (sur la rivière Bénoué). Le port en eaux profondes à Kribi est en fonction depuis 2016.

#### Transport aérien

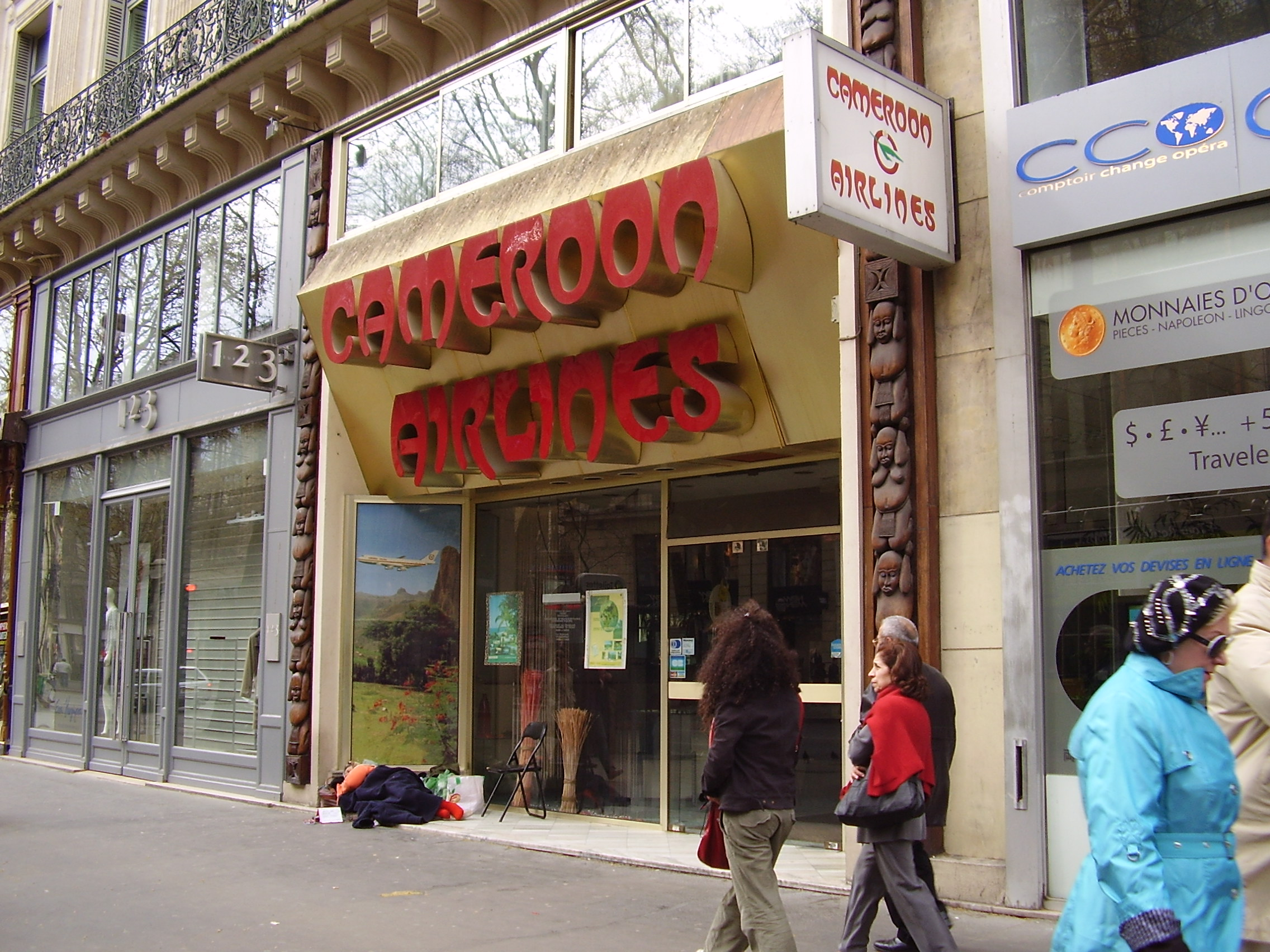
les bureaux de Paris de la compagnie camerounaise

Le Cameroun dispose de quatre aéroports internationaux (Douala, Yaoundé-Nsimalen, Garoua et Maroua Salak) et une dizaine d'aéroports secondaires. En 2008, la compagnie nationale aérienne Cameroon Airlines fait faillite. Son successeur, Camair-Co, effectue son premier vol le 28 mars 2011. Il existe quelques compagnies privées de taille modeste dont la flotte se limite à un ou deux porteurs de moins de 50 places desservant essentiellement l'intérieur du pays.

### Lutte contre la corruption
On retrouve la pratique de la corruption dans les plus hauts niveaux de l'État jusqu'au fonctionnaire au bas de l'échelle. La corruption quotidienne est qualifiée de nombreux noms : « tchoko », « bière », « taxi », « carburant », « motivation » et d'autres. Malgré son potentiel naturel, minéral et humain énorme, le Cameroun souffre encore aujourd'hui de plusieurs maux qui empêchent un véritable décollage économique : la corruption, une production énergétique déficitaire par rapport à la demande, des finances publiques insuffisamment épurées, une attractivité pour des investissements de capitaux privés et étrangers en retrait par rapport à d'autres pays, une lourdeur administrative souvent handicapante. À cela s'ajoute une inadéquation entre la formation des jeunes et les besoins du marché de l'emploi qui aggrave le chômage, et l'ampleur du secteur informel.

## Population et société

### Démographie

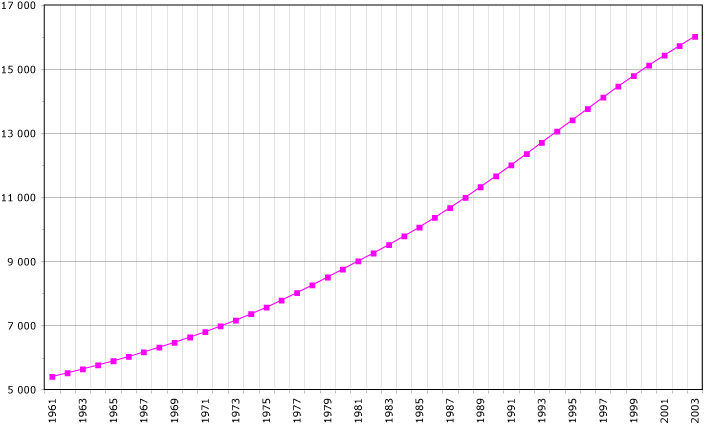
Évolution de la démographie entre 1961 et 2003.

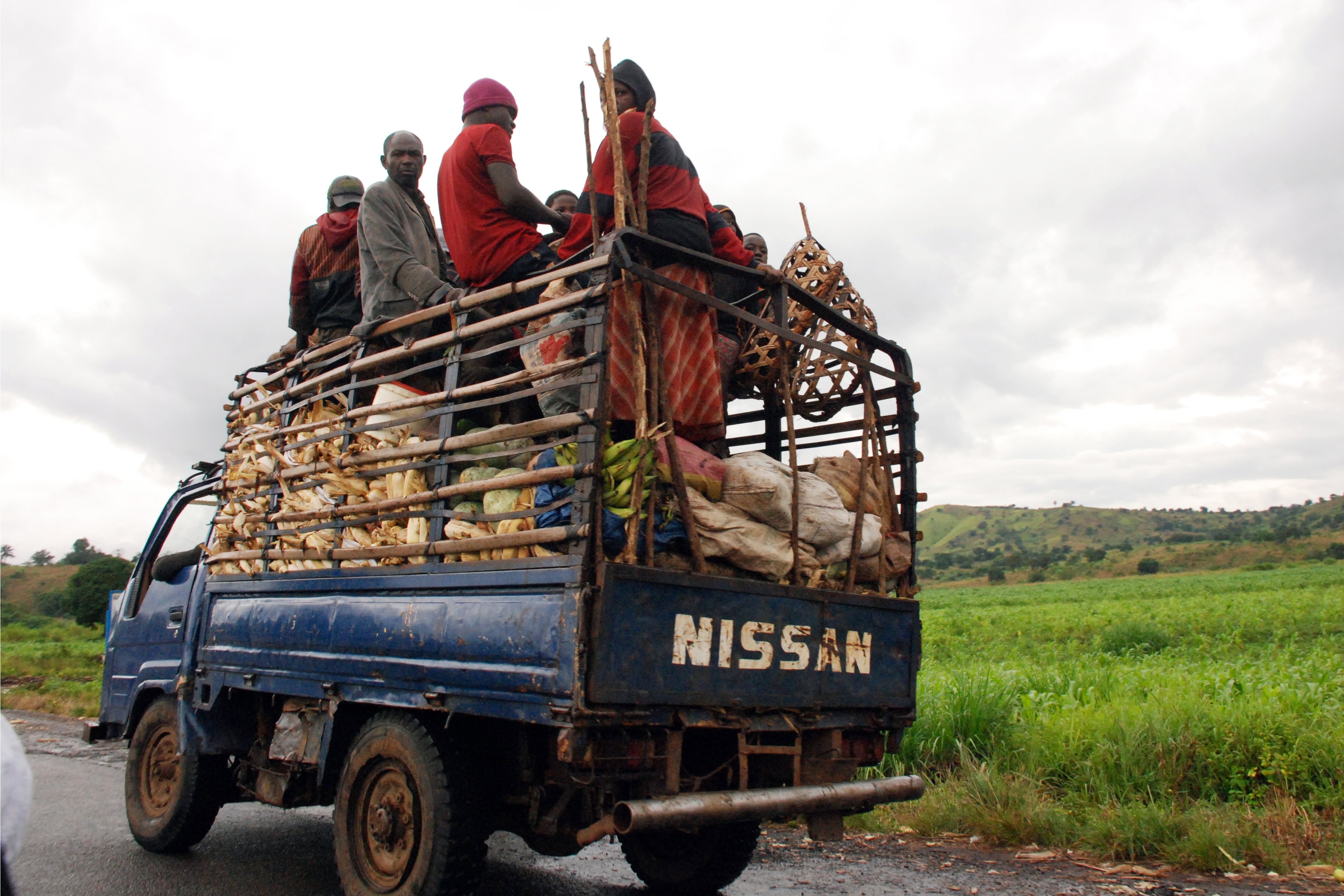
Population de la région de l'Ouest essentiellement agricole.

La population du Cameroun est estimée en 2015 à 20 000 000 d'habitants. Lors de l'indépendance du pays, en 1960, le Cameroun comptait un peu plus de 5 000 000 d'habitants.
En 2001, 6 villes dépassent le seuil des 200 000 habitants : Douala (la capitale économique, 1,5 million d'habitants), Yaoundé (la capitale politique et siège des institutions, environ 1,25 million d'habitants), Garoua (environ 357 000 habitants), Bamenda (environ 316 000 habitants), Maroua (environ 272 000 habitants) et Bafoussam (environ 242 000 habitants).

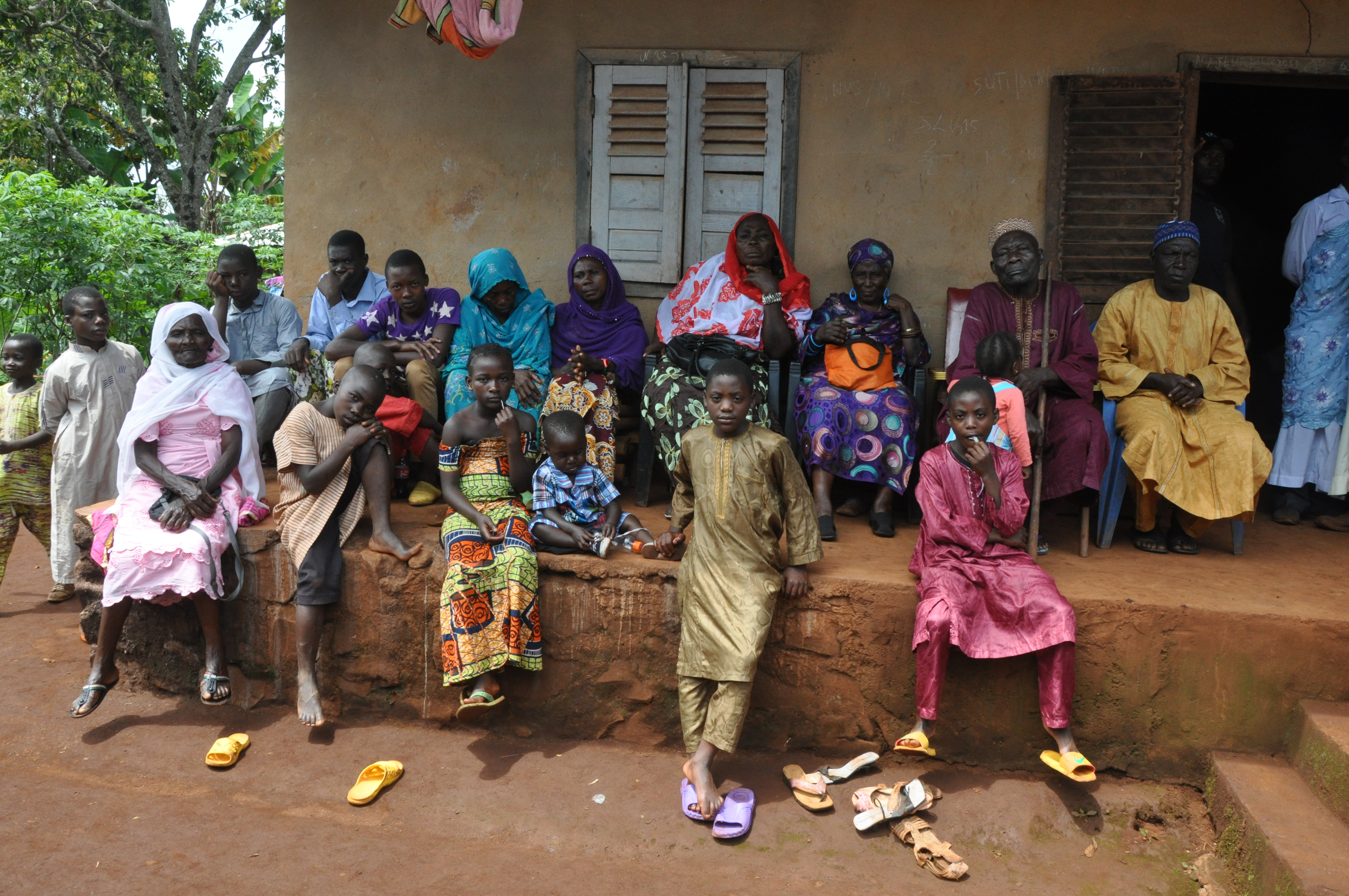
Une famille au village.

Cependant, les estimations démographiques varient selon les sources. Selon le quotidien gouvernemental Cameroon Tribune (en se basant sur les dossiers spéciaux hebdomadaires dans une ville du pays au cours des années 2008 et 2009), les dix agglomérations les plus peuplées sont : Douala (2,2 millions d'habitants), Yaoundé (1,7 million), Garoua (600 000), Bafoussam (400 000), Nkongsamba (300 000), Bamenda (280 000), Édéa (250 000), Kribi (220 000), Maroua (220 000) et Ngaoundéré (200 000). Le Cameroun compte au total une vingtaine de villes ayant au moins 50 000 habitants.
Selon les résultats du dernier recensement, le Cameroun compte toujours un peu plus de femmes (50,6 %) que d'hommes (49,4 %). La moitié de la population a moins de 17,7 ans et le poids démographique des moins de 15 ans se situe à 43,6 %. Les personnes âgées de plus de 60 ans ne représentent que 5,5 % de la population totale.
Malgré une démographie urbaine en constante croissance, une majorité (de 55 % à 65 % selon les estimations) de la population demeure en zone rurale.
Les provinces les plus densément peuplées (plus de 100 hab./km2) sont les provinces de l'Ouest, du Littoral, de l'Extrême-Nord et du Nord-Ouest. Par contre, les provinces de l'Adamaoua, de l'Est et du Sud sont très faiblement peuplées (moins de 15 hab./km2).
En fonction de l'importance numérique de l'effectif de leur population, les régions du Cameroun peuvent être classées en 3 catégories :
- première catégorie : les régions les plus peuplées avec plus de deux millions d'habitants ; ce sont les régions du centre (3 525 664 habitants), de l'extrême-nord (3 480 414 habitants), du littoral (2 865 795 habitants) et du nord (2 050 229 habitants) ;
- deuxième catégorie : les régions dont l'effectif de la population se situe entre 1  et   2 millions d'habitants : ce sont les régions du nord-ouest (1 804 695 habitants), de l'ouest (1 785 285 habitants), du sud-ouest (1 384 286 habitants) et de l'Adamaoua (1 015 622 habitants) ;
- troisième catégorie : les régions ayant moins d'un million d'habitants : ce sont les régions de l'est (801 968 habitants) et du sud (692 142 habitants).

| no | Région       | Chef-lieu  | Population | Superficie | Densité de population |
| -- | ------------ | ---------- | ---------- | ---------- | --------------------- |
| 1  | Adamaoua     | Ngaoundéré | 884 289    | 63 701     | 13,9                  |
| 2  | Centre       | Yaoundé    | 3 098 044  | 68 953     | 44,9                  |
| 3  | Est          | Bertoua    | 771 755    | 109 002    | 7,1                   |
| 4  | Extrême-Nord | Maroua     | 3 111 792  | 34 263     | 90,8                  |
| 5  | Littoral     | Douala     | 2 510 283  | 20 248     | 124                   |
| 6  | Nord         | Garoua     | 1 687 859  | 66 000     | 25,5                  |
| 7  | Nord-Ouest   | Bamenda    | 1 728 953  | 17 300     | 99,9                  |
| 8  | Ouest        | Bafoussam  | 1 720 047  | 13 892     | 123,8                 |
| 9  | Sud          | Ebolowa    | 634 855    | 47 191     | 13,4                  |
| 10 | Sud-Ouest    | Buéa       | 1 318 079  | 26 410     | 51,8                  |
|    | Cameroun     | Yaoundé    | 17 465 956 | 648 320    | 26,94                 |

### Niveau de vie et IDH
Le PNUD classe le Cameroun au 151e rang au niveau mondial sur 191 pays en 2021. Son indice de développement humain (IDH) s'est amélioré entre 1990 et 2019, passant de 0,452 à 0,583, avant de redescendre à 0,576 en 2021. Ce dernier classement est établi sur les données socio-économiques telles que l'éducation, la santé ou encore le revenu par habitant. Il donne une estimation du niveau de vie général d'un pays.

#### Indice de développement humain
| Année | 1990  | 2000  | 2010  | 2015  | 2018  | 2019  | 2020  | 2021  |
| ----- | ----- | ----- | ----- | ----- | ----- | ----- | ----- | ----- |
| IDH   | 0,452 | 0,442 | 0,513 | 0,560 | 0,577 | 0,583 | 0,578 | 0,576 |

#### Indicateur de pauvreté humaine (IPH-1)
- 47e sur 88 pays en développement (IPH-1 de 30,7 %).

Selon le Programme des Nations unies pour le développement (PNUD), l'indicateur de pauvreté humaine au Cameroun en 2004 est de 35,6 % de la population totale. La pauvreté est beaucoup plus présente dans les campagnes (70 %), tandis que la pauvreté urbaine touche près de 2 millions de personnes, essentiellement à Yaoundé et à Douala. La moitié des ménages n'est pas raccordée au réseau électrique et le tiers n'a pas accès à l'eau potable.

### Santé

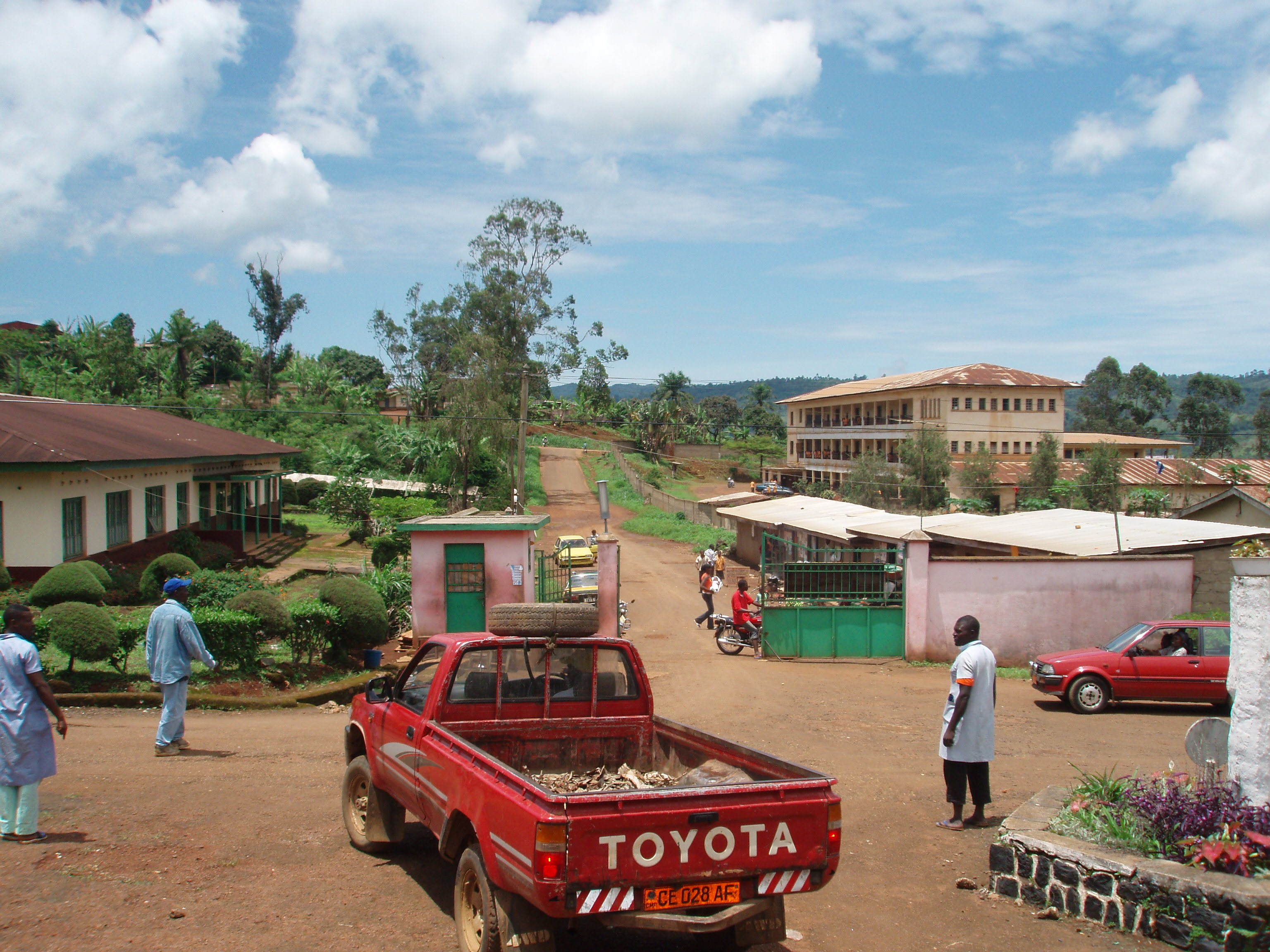
Entrée de l'hôpital Ad Lucem à Bafang.

Le système de santé camerounais se situe encore à un niveau bas. D'après l'OMS, il y a un médecin pour 10 400 habitants. On remarque aussi une répartition inégale des services médicaux dans le pays, et ce sont les zones enclavées du Grand Nord et de l'Est du pays qui en pâtissent le plus.
En 2009, on estime à 610 000 cas déclarés de VIH et de SIDA. On constate environ 37 000 décès à la suite de ces maladies[source insuffisante].

### Éducation

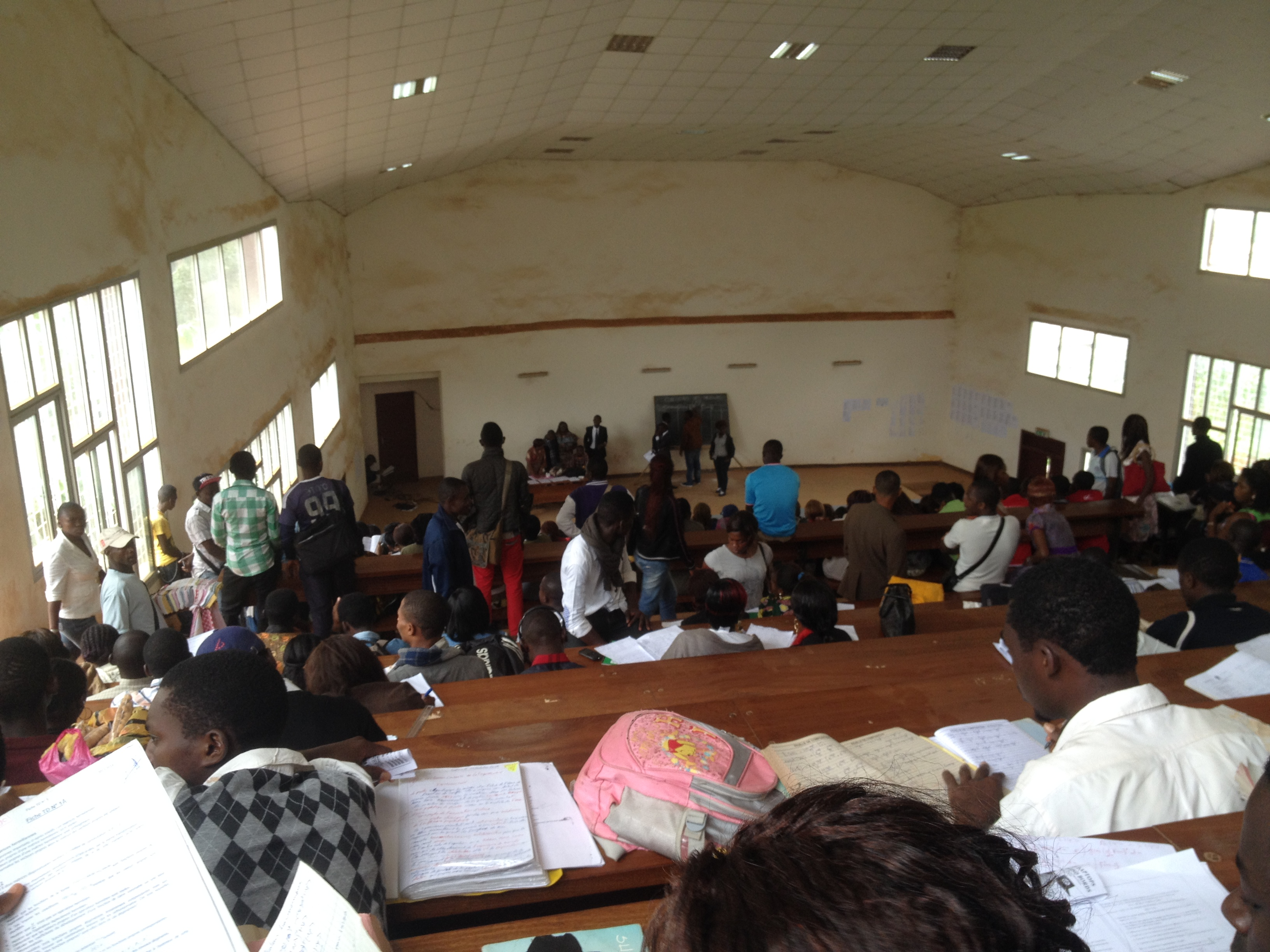
Amphithéâtre de l'université de Yaoundé 1 en 2014.

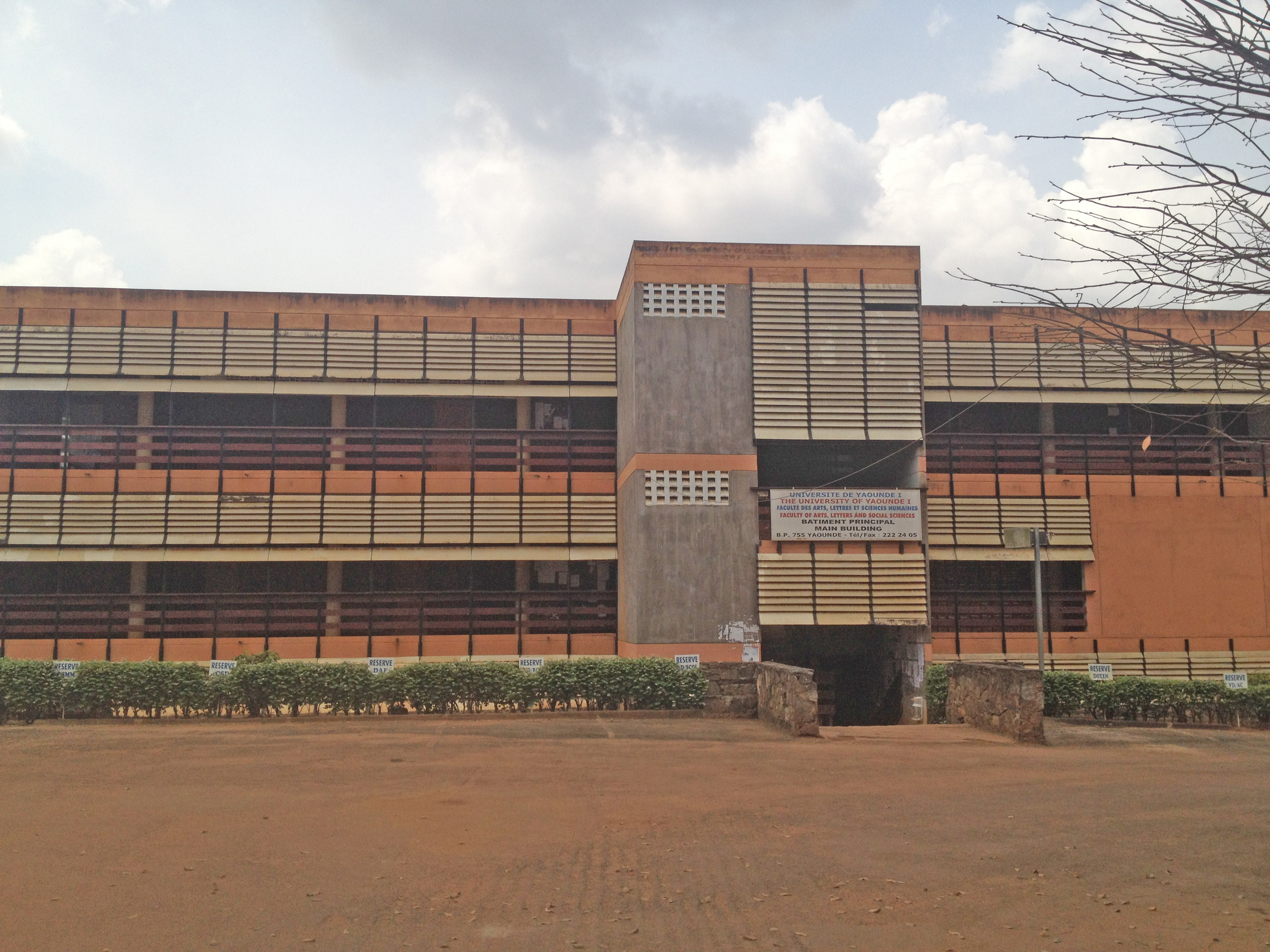
Université de Yaoundé 1 au Cameroun en 2014.

Le système éducatif comporte trois types d'enseignements : enseignement de base, enseignement secondaire et enseignement supérieur. La particularité du système éducatif est le bilinguisme. En effet, on peut étudier en français et en anglais et obtenir des diplômes équivalents. L'éducation est encadrée par deux principaux types d'enseignement :
- l'enseignement public, qui relève du domaine de l'État ;
- l'enseignement privé, constitué du privé (laïc et confessionnel).

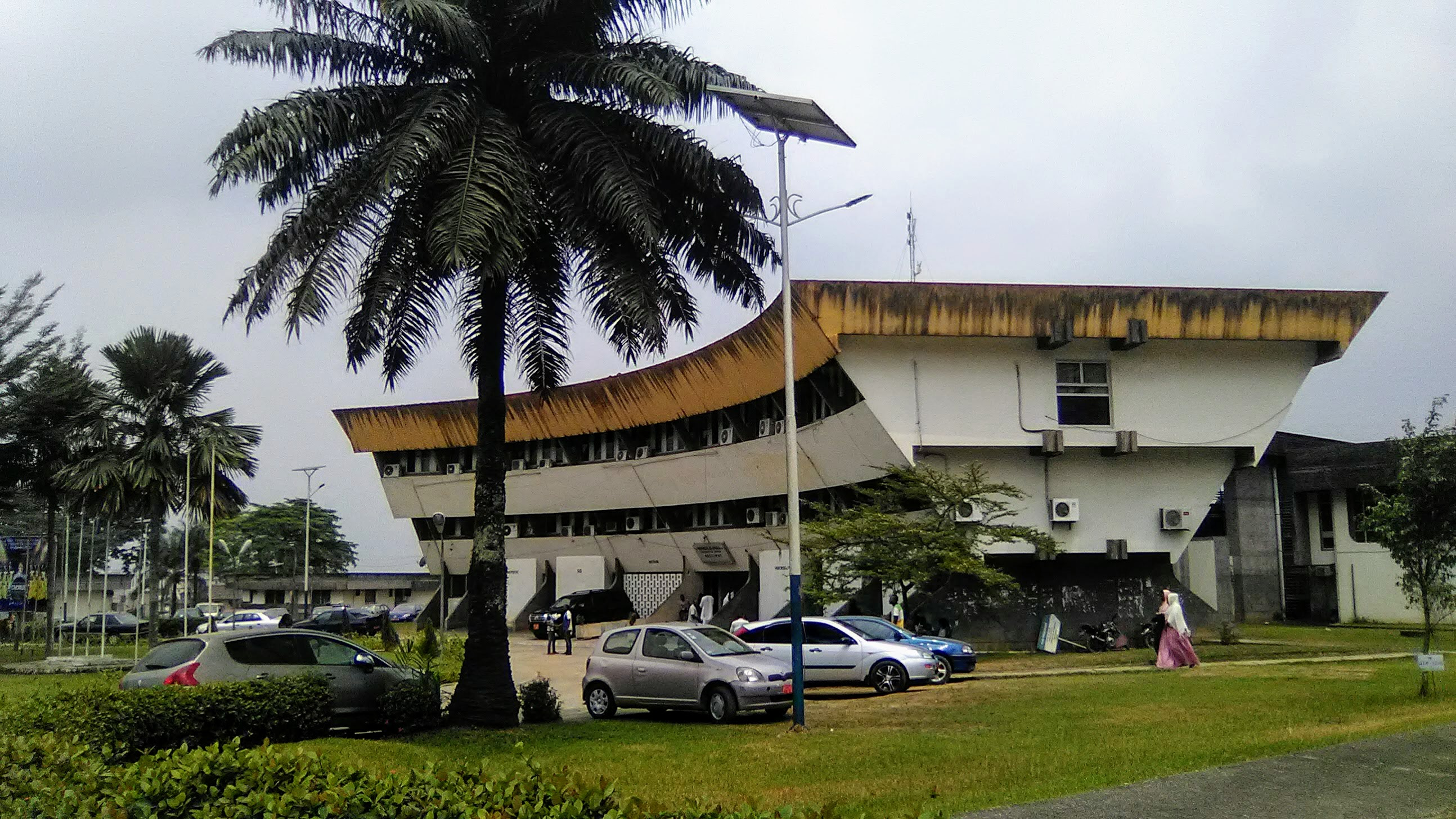
Université de Douala.

On dénombre des centaines d'établissements d'enseignement maternel, primaire, secondaire. Dans les grands centres urbains, l'alphabétisation est presque universelle alors que certaines régions du Cameroun, notamment la zone septentrionale, souffrent encore d'une sous-alphabétisation, ce qui n'empêche pas le pays d'afficher un taux d'alphabétisation d'environ 80 % selon l'UNICEF (un des taux les plus élevés du continent africain) ou de 70 % selon CIA World factbook. Cependant, le pays doit faire face à une pénurie d'enseignants, pas souvent bien formés ou alors démotivés par une très modeste rémunération.
L'entrée à l'école maternelle se fait en général à l'âge de trois ans. Le cycle maternel et primaire dure 8 ans, aboutissant à l'obtention d'un CEP (certificat d'études primaires).
L'accès au cycle secondaire se fait généralement par le biais d'un concours dit d'entrée en classe de 6e. Au Cameroun, le terme « lycée » désigne un établissement public, tandis que le qualificatif « collège » est attribué à un établissement privé. Le cycle secondaire dure 7 ans et il est sanctionné dans son cours par trois diplômes : le BEPC (brevet d'études du premier cycle) délivré après avoir accompli les quatre premières années, le Probatoire (niveau Première) et le Baccalauréat (niveau Terminale), ouvrant l'accès aux études universitaires.
En moyenne, dans les écoles primaires et secondaires, les heures de cours vont du lundi au vendredi de 7 h 30 à 16 h 30, avec une pause d'une heure à midi, à l'exception du mercredi où les cours s'arrêtent à 12 h 30. Dans plusieurs établissements, des cours sont aussi dispensés le samedi matin, selon le niveau d'études (généralement les classes d'examen).
La rentrée scolaire a lieu traditionnellement le premier lundi de septembre (sauf si celui-ci est le 1er septembre). L'année scolaire, à cheval sur deux années civiles, est divisée en trois trimestres d'inégale longueur : le 1er allant de septembre à décembre, le 2e de janvier à mars et le 3e d'avril à mai. Les épreuves des examens officiels (CEP, BEPC, Probatoire, Baccalauréat) se déroulent au mois de juin, en une seule session (il n'y a pas de session de rattrapage et l'oral au Baccalauréat a été annulé en 1993), à l'exception des épreuves sportives qui se tiennent souvent en mai.
Le Cameroun compte huit universités d'État (Yaoundé I, Ngoa Ekélé), Yaoundé II (Soa), Douala, Buéa, Dschang, Ngaoundéré, Bamenda, Maroua), une dizaine d'universités privées (dont l'université catholique d'Afrique centrale située à Yaoundé, l'université des Montagnes à Bangangté, l'université adventiste de Nanga-Eboko) et une cinquantaine d'instituts universitaires parapublics et privés répartis sur l'ensemble du territoire. En 2008, on dénombre plus de 140 000 étudiants. La rentrée universitaire a lieu traditionnellement en octobre.

### Médias

#### Presse
Le Cameroun compte une douzaine de journaux quotidiens. Les plus connus sont le Cameroon Tribune (quotidien gouvernemental bilingue), La Nouvelle Expression, Mutations, Le Jour, Le Messager, Le Quotidien de l'économie. On dénombre aussi des hebdomadaires comme Motbinama Press, Repères, Diapason, Intégration, Ça Presse, Nyanga, Situation, Le Popoli (journal humoristique), La Météo, La Nouvelle, Kalara, ou encore le bi-hebdomadaire économique, EcoMatin. Selon les données de 2013, le Cameroun compte près de 644 journaux.

#### Chaînes de télévision

Logo de la Cameroon Radio Television.

Le paysage audiovisuel s'est considérablement diversifié depuis l'ouverture aux médias privés au début des années 2000. La principale chaîne de télévision publique, la Cameroon Radio Television (CRTV), voit le jour en 1985 et est basée à Yaoundé, avec une station dans chacune des dix régions du pays. Les principales chaînes de télévision privées (STV1 et 2, Canal 2 International, Equinoxe TV, Samba TV, Vision 4, Ariane TV, Afrique média, LTM International, New TV…) sont basées à Douala et Yaoundé. Depuis les années 2000, les chaînes de télévision implantées au Cameroun initient des débats télévisés. Les plus en vue étant les débats télévisés du dimanche au cours desquels des acteurs socio-politiques, journalistes, universitaires, membres de la société civile sont régulièrement invités pour discuter des sujets d'actualité de la semaine. De tels dispositifs, malgré de nombreux manquements au niveau de l'organisation, contribuent indéniablement à l'émergence d'un espace public au Cameroun.

#### Radio

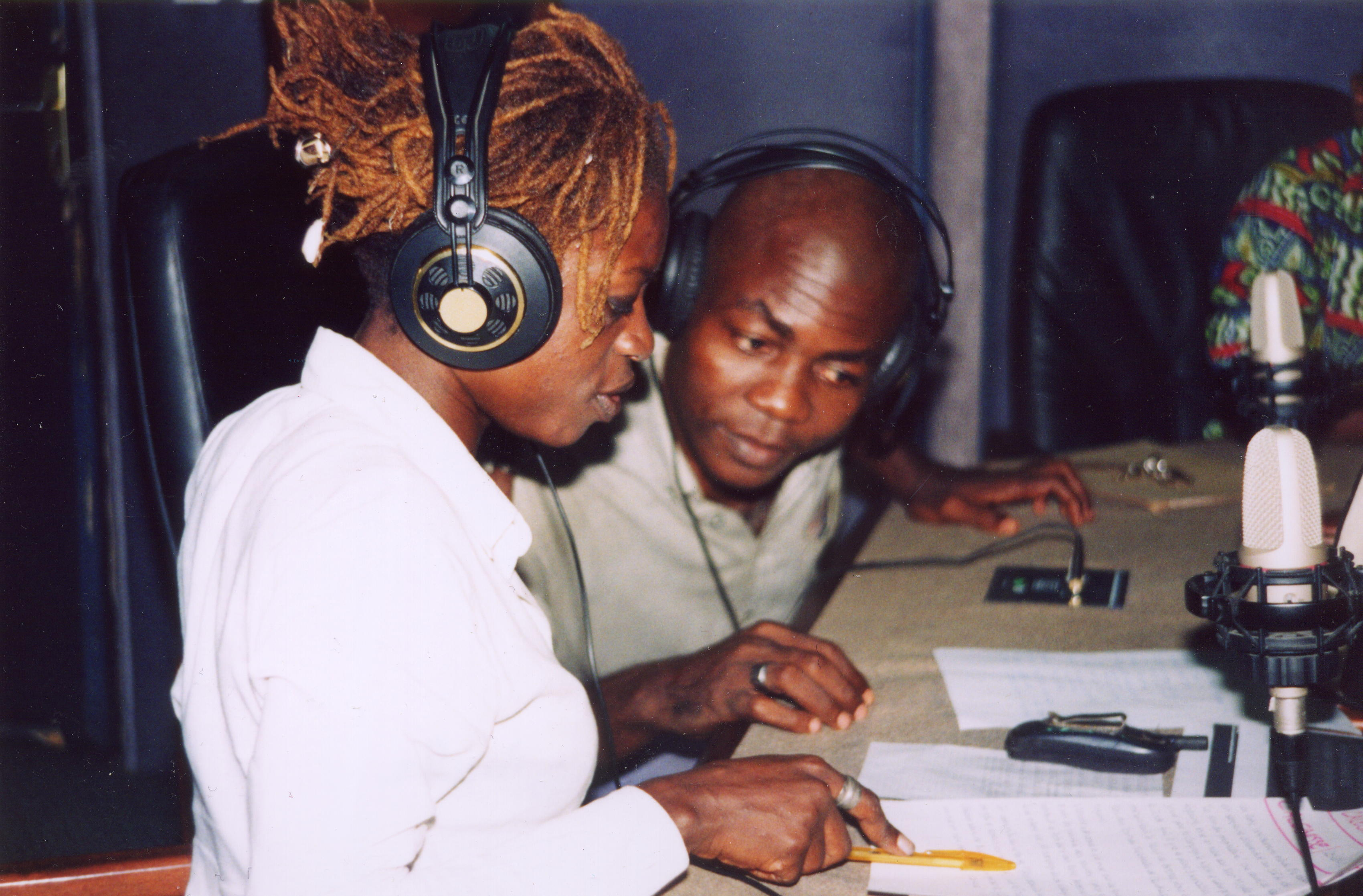
Studio de la radio CRTV (2003).

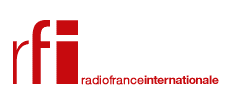

De nombreuses radios locales (RTS 1, Sweet FM[Laquelle ?], Radio Véritas, FM 94, Youth Radio, Radio balafon, Kalak Fm, Radio Lumiere, FM 105, Poala FM, Mount Cameroon FM, Radio Campus, Radio Bonne Nouvelle, Satellite FM, Radio Vénus, Sky Radio[Laquelle ?], Radio Environnement, Radio Reine, Afrik2, Il est Écrit…) émettent sur l'ensemble du territoire. Quelques grands réseaux radiophoniques internationaux sont captés comme RFI, BBC, Africa Radio, Medi 1 radio ou Radio Vatican. Il y a quelque temps[Quand ?], une véritable révolution s'est produite dans le paysage avec la mise en place de la première radio spécialisée dans le sport, RSI (Radio Sport Info), dont le promoteur Martin Camus MIMB, est un journaliste réputé dans le domaine. Ce qui nous offre un paysage diversifié et très dense.[réf. nécessaire]

### Sports

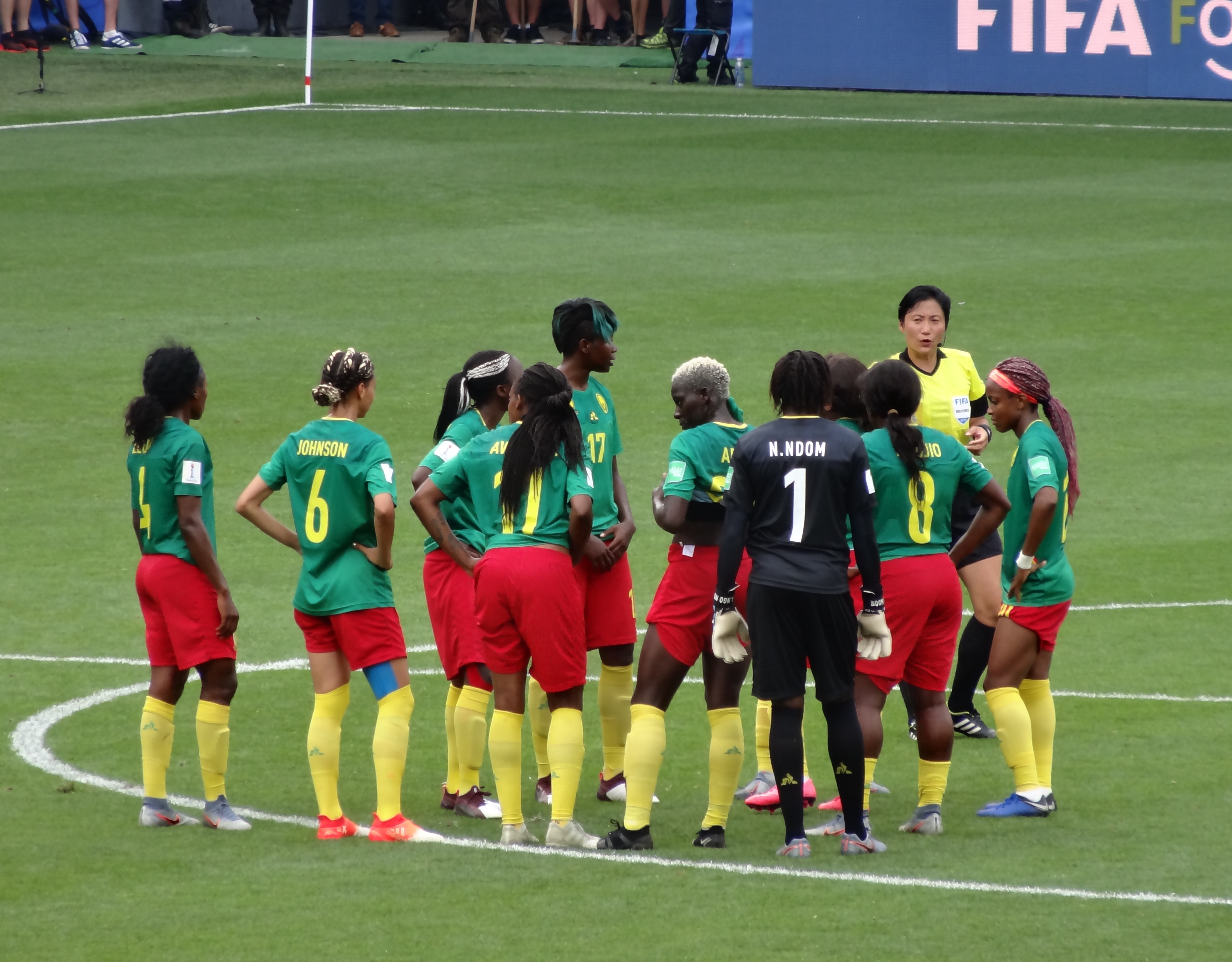
Les Lionnes Indomptables, équipe nationale féminine.

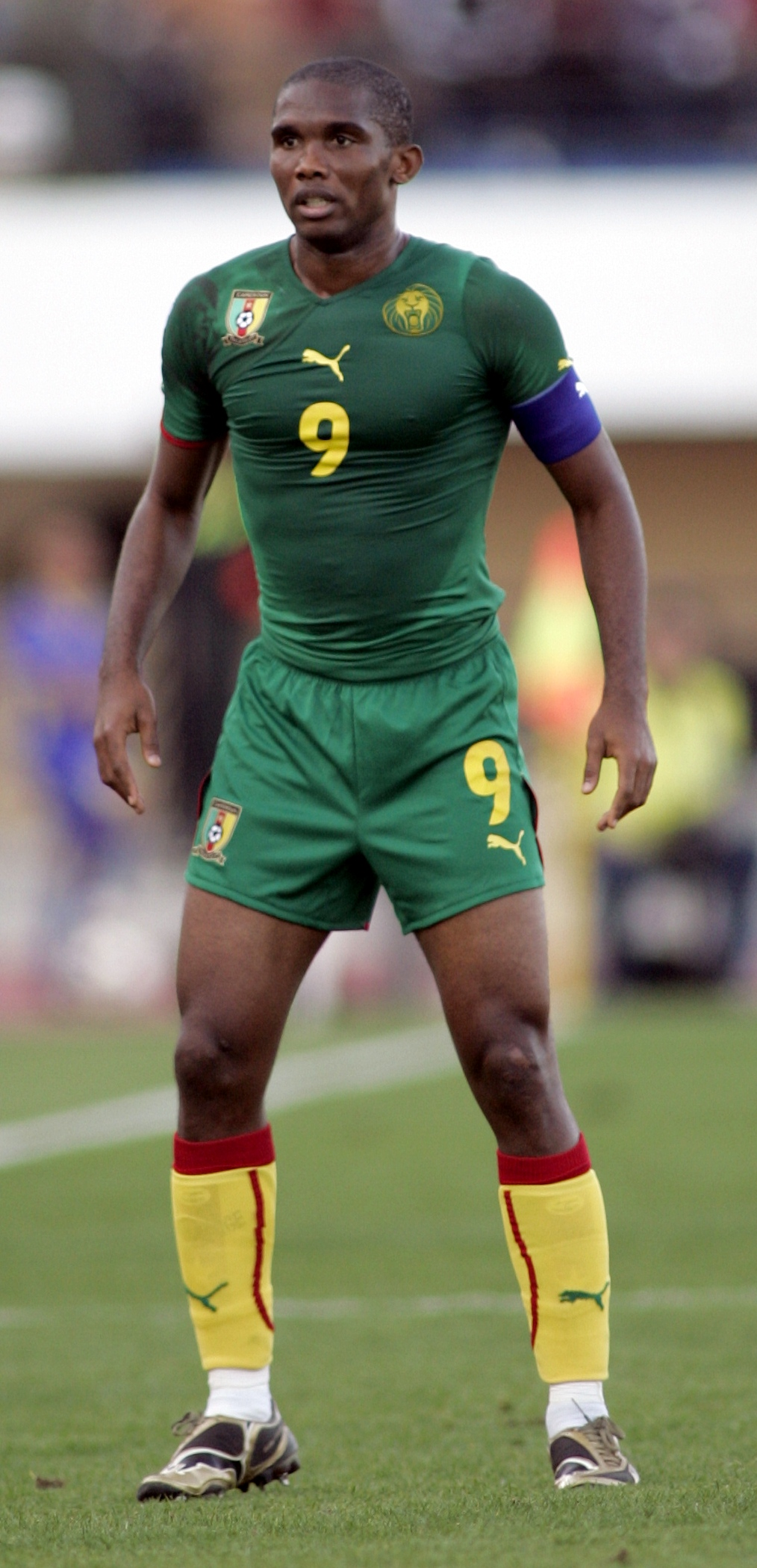
Samuel Eto'o, ancien capitaine des Lions Indomptables.

Parmi la diversité des disciplines sportives pratiquées sur le territoire, le football est certainement la plus populaire. Le Cameroun est connu à l'international notamment grâce à son équipe nationale : les Lions Indomptables, et ses joueurs internationaux évoluant dans des grands clubs européens. Le plus célèbre, Samuel Eto'o, a remporté le titre de joueur africain de l'année à 4 reprises entre 2003 et 2010. Depuis 2022, il est président de la Fédération camerounaise de football.
Le palmarès du Cameroun aux jeux olympiques est constitué de deux médailles d'or en athlétisme, deux médailles en boxe et une en football (2000).
Les sports collectifs, tels que le basket-ball, le volley-ball et le handball, voient leurs qualifications aux compétitions continentales et internationales être de plus en plus fréquentes.

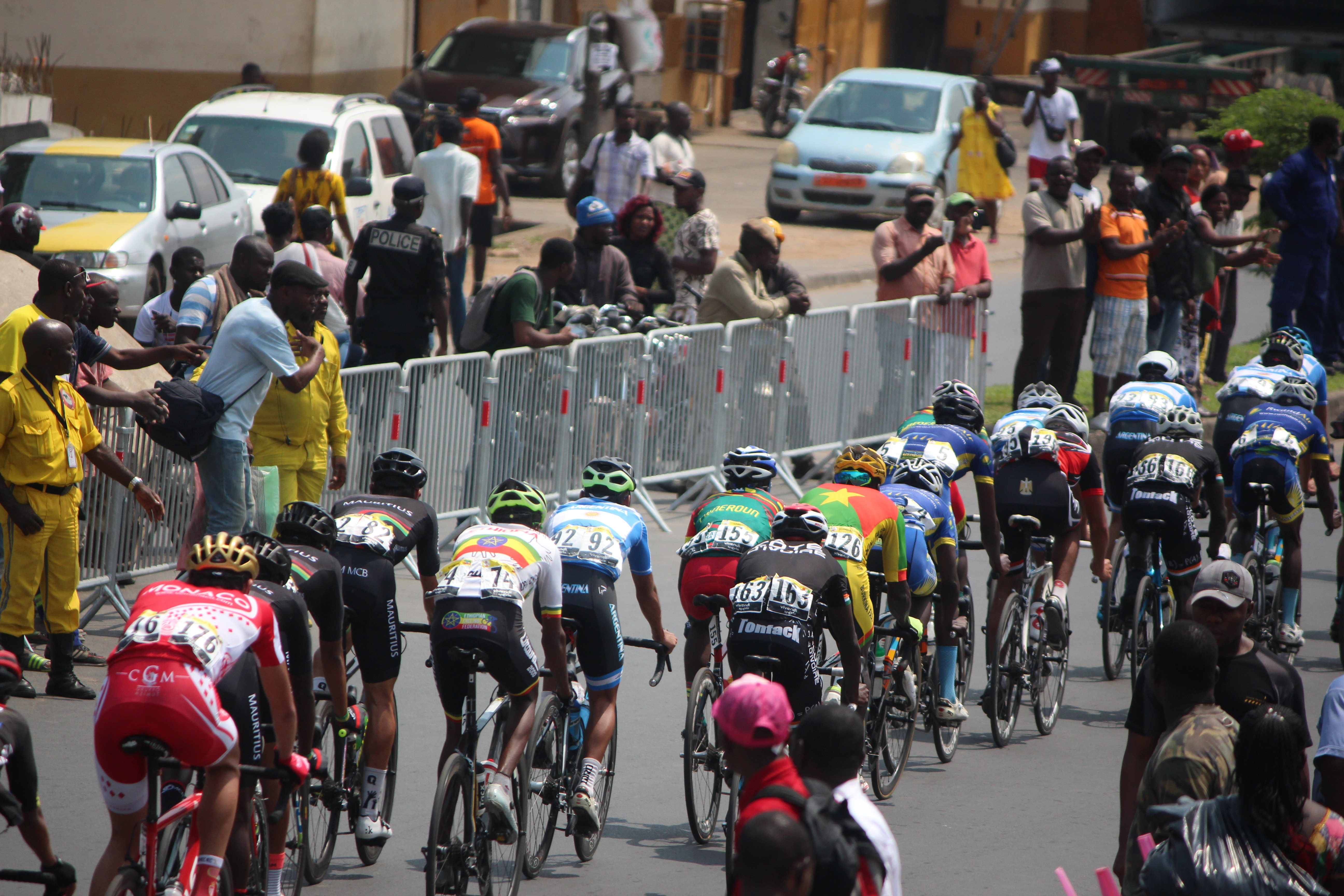
Le Tour du Cameroun en 2019.

Le Cameroun organise des compétitions nationales, telles que le Tour cycliste du Cameroun et la Course de l'espoir (ascension du Mont Cameroun), ainsi que des compétitions continentales (Afrobasket féminin 2015, CAN féminine 2016, Coupe d'Afrique des Nations TotalEnergie 2021, 2022).

## Culture
La culture camerounaise est caractérisée par une très grande diversité ethnique, linguistique, religieuse et culinaire liée à son histoire et sa géographie. Cette diversité permet le développement d'une créativité d'une grande richesse dans tous les domaines artistiques.

### Diversité culturelle

#### Ethnies

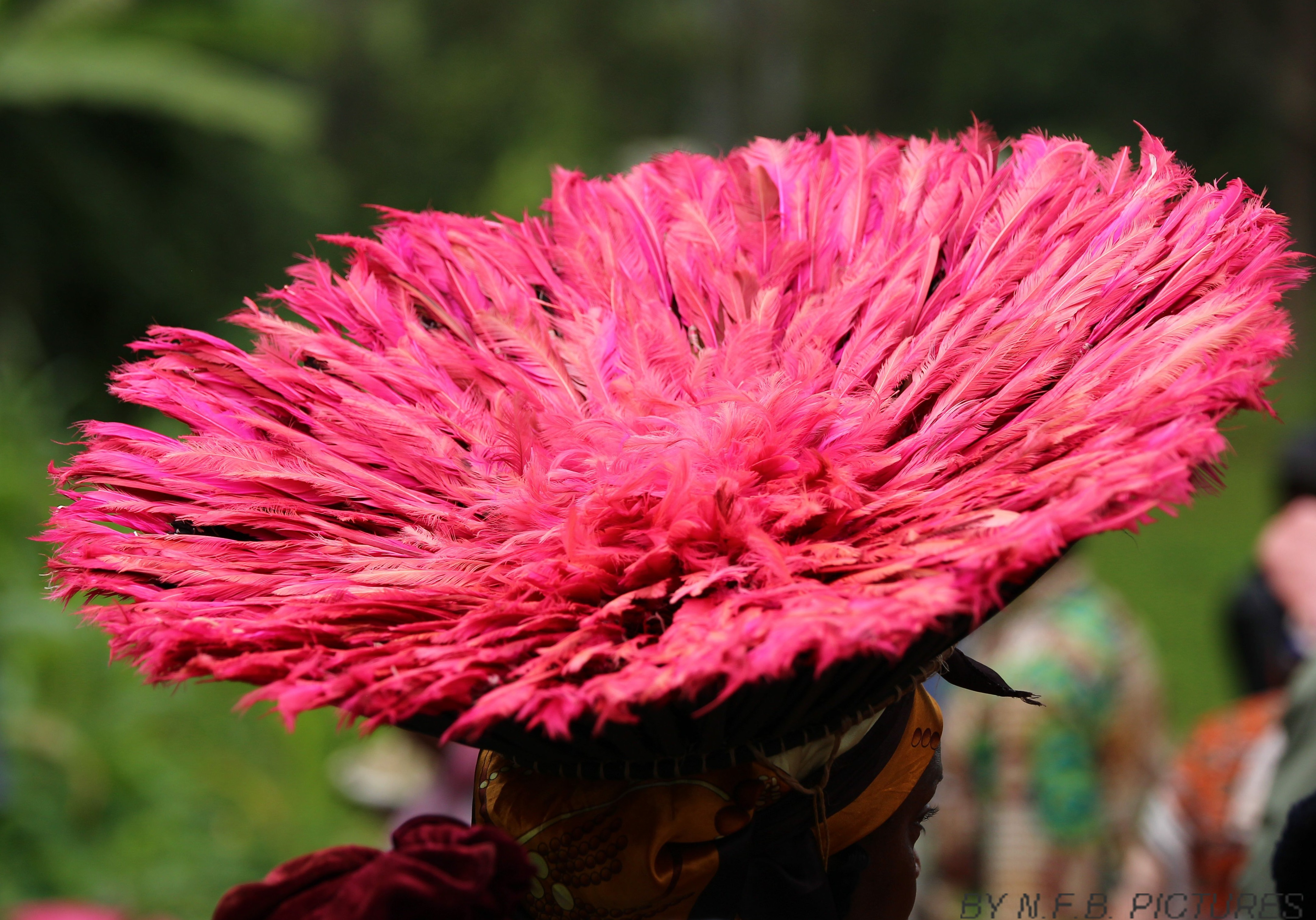
Chapeau de danse traditionnelle des Bamilékés dans la région de l'Ouest.

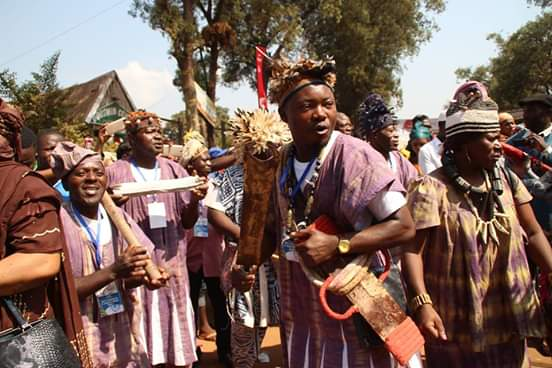
Costume Bamoun dans la région de l'Ouest.

Différents groupes socioculturels sont représentés au sein de la population camerounaise. À l'image de ses milieux naturels contrastés, le Cameroun est d'une grande diversité humaine. Trois grands ensembles peuvent être identifiés : 
- au grand nord, on distingue principalement deux grands groupes. Les Peuls (ou foulbés) et les « Kirdis ». Parmi ces « Kirdis », les montagnes du Cameroun depuis la région de Garoua jusqu'à Mora abritent une grande variété d'ethnies non-musulmanes. On y trouve généralement les ethnies Mofu, Mafa, Toupouri, Moundang, Guiziga, Massa, etc. Aussi, les Peuls des savanes du Nord se sont souvent organisés en Lamidats dirigés par un lamido, l'équivalent d'un chef de village. Leurs constructions sont encore visibles à ce jour et leurs coutumes perdurent. Les populations du Centre et du Sud possèdent également leurs coutumes, caractérisées par une très grande diversité linguistique. Les habitations des anciens chefs traditionnels ont presque disparu au profit de constructions modernes, la zone étant la plus développée du pays, mais plusieurs monuments commémoratifs y sont érigés ;

- au grand ouest, sont présents les Bamilékés (groupe dynamique dans le commerce, où ils excellent), le plus grand groupe ethnique du pays, aux côtés des Tikar (descendants de populations du nord) ainsi que des Bamouns (renommés pour leur histoire – surtout politique et militaire – et leurs créations artistiques). Ces groupes ont développé une civilisation originale, basée sur des chefferies qui sont autant de petits royaumes ;

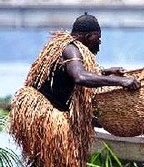
Messager Sawa pendant la fête du Ngondo.

- au grand sud, les principaux groupes sont les Beti (groupe principal de la zone forestière du centre, sud et est), les Eton, les Manguissa, les Ewondo, les Boulou, qui se rattachent au monde bantou. Les Bétis/Boulou, ethnie à laquelle le président Paul Biya appartient, détiennent de facto le pouvoir depuis 1982[51]. Les Bassa, les Yabassi, les Dibom (au centre-ouest et le littoral géographique du pays), et les Sawa et apparentés (peuplant la zone côtière) sont les autres principaux peuples. Les Bassa sont majoritairement installés dans plusieurs villes, en commençant par Éséka en passant par Édéa jusqu'à Yabassi et un peu dans le Moungo et le Wouri. Les Bassa sont structurés en plusieurs petits groupes. Les Gbaya, occupants majoritaires de plus de six unités administratives des régions de l'Est et de l'Adamaoua. Les Gbaya, faiblement représentés dans la classe politique, sont locuteurs de plusieurs dialectes : laii (Bétaré-Oya), do'oka (Garoua-Boulaï), yayoué (Meiganga) Bodomo… Les pygmées du Sud vivent principalement dans la forêt.

### Langues

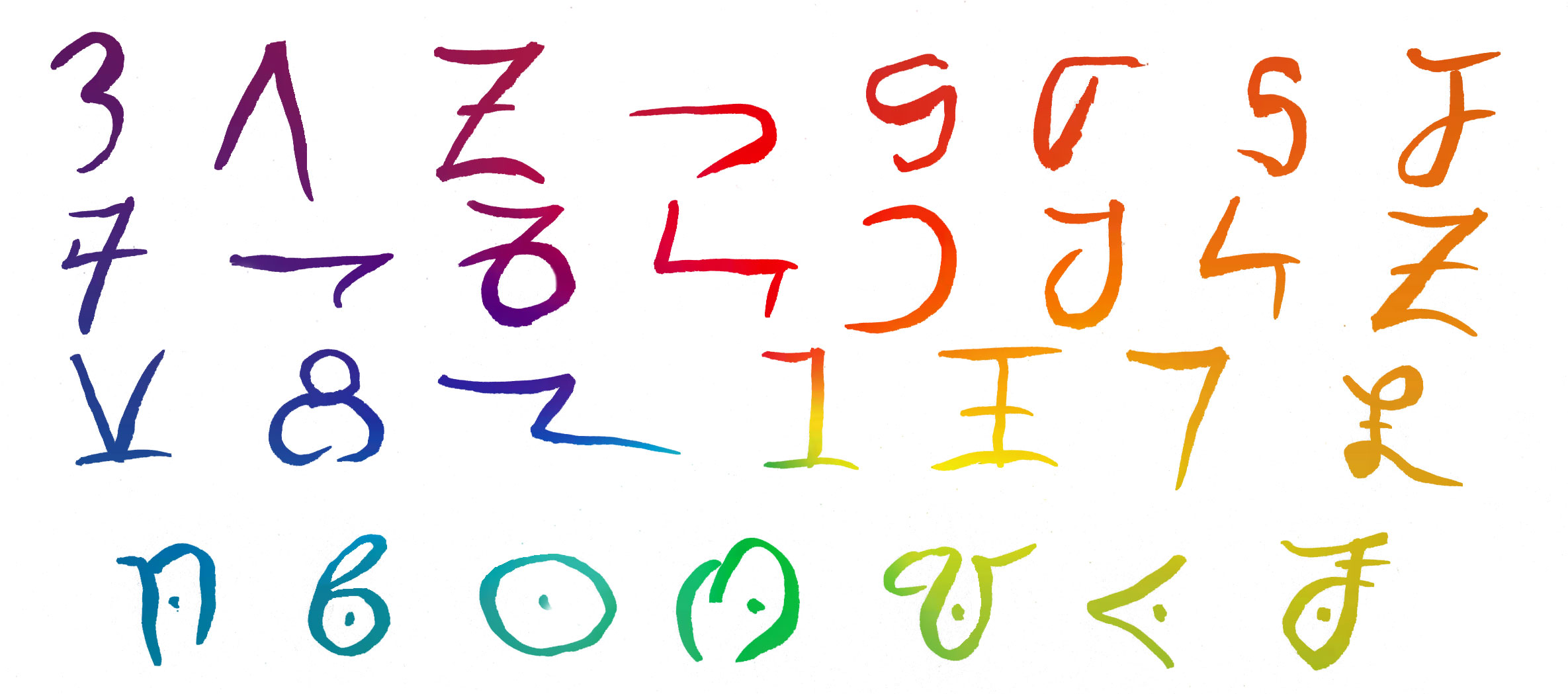
Signes de l'alphabet bassa.

On recense au Cameroun 309 langues, dont le ngumba, le gbaya regroupant plusieurs dialectes : laii (Bétaré-Oya), do'oka (Garoua-Boulaï), yayoué (Meiganga, Ngaoundal, Dir, Tibati), bBodomo, le bamoun, le tikar, le bankon, le tunen, l'eton, l'ewondo, le douala, le bassa, le yabassi, le dibom, le mbang, le ntumu (Vallée-du-Ntem), le bakweri, le boulou, le peul ou foufouldé, le mofu-gudur, le mofu du Nord, le haoussa, le psikye, le guidar, le moundang, le mousgoum, le toupouri, le massa, le guiziga – guiziga du Nord et guiziga du Sud –, les langues bamilékées composées de plusieurs sous-ensembles comme le nufi (à Bafang), le ghomalaʼ (à Bafoussam, Baham, Bahouan, Bamendjou, Pète-Bandjoun, Batié, Bansoa, Bandenkop, Batoufam…), le nuguru, le bafia, le medumba (à Bangangté), le yemba (à Dschang), le ngomba (à Bamesso), le ngiemboon (à Mbouda), et bien d'autres. Contrairement à la majorité des pays africains, le Cameroun n'a donc pas de langue régionale dominante ou commune. Cette variété fait également du Cameroun l'un des 25 pays au monde possédant une «mégadiversité linguistique» avec la 7e place mondiale, mais la 2e en Afrique après le Nigeria.
En plus de ces langues, plusieurs langues créoles se sont développées depuis le commencement des explorations européennes modernes et de la colonisation. Cela a entraîné un brassage de populations, et ce, particulièrement depuis le début du XXe siècle. Aujourd'hui encore, la jeunesse urbaine a créé une forme d'argot complexe dit camfranglais (mélange de français, d'anglais, de locutions dialectales camerounaises et de verlan) qui varie selon les villes. Par ailleurs, le pidgin English, proche de sa version nigériane, sert parfois de lingua franca aux commerçants à travers tout le pays (en particulier dans sa moitié Sud). Il tend à se répandre dans la population au travers des productions audiovisuelles nigérianes et à la faveur des relations entre francophones et anglophones du pays. En 2011, une chaîne de télévision privée utilise le pidgin pour ses émissions d'informations.

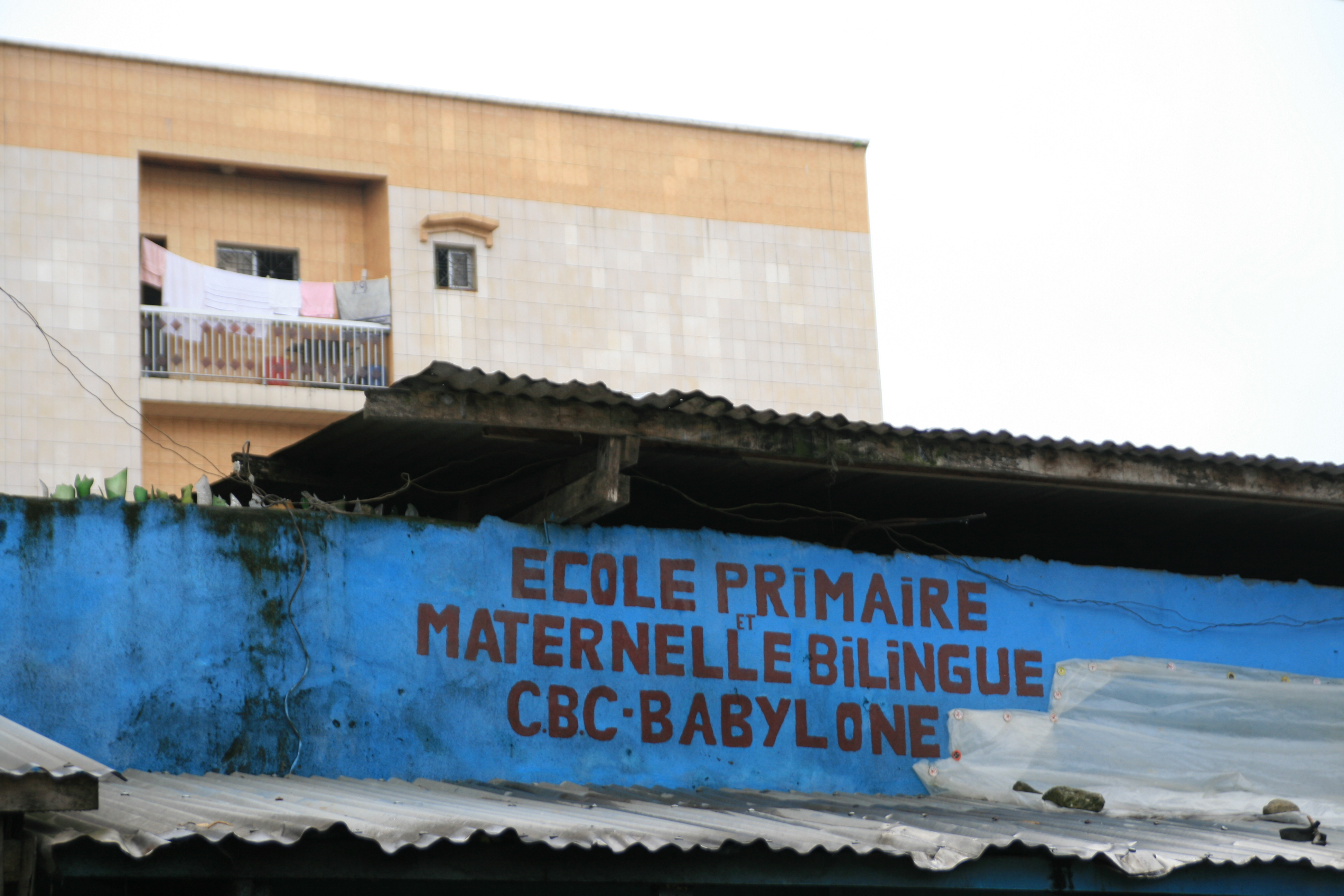
École primaire maternelle bilingue à New Bell (Douala).

#### Langues officielles

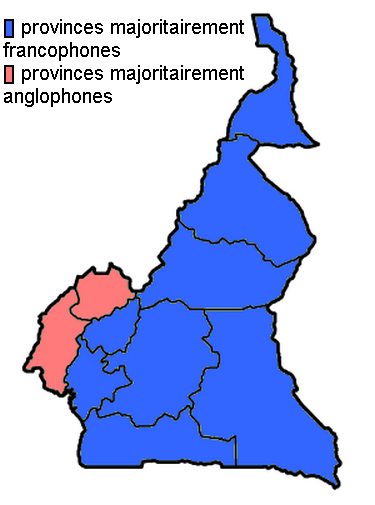
Carte des provinces majoritairement francophones et anglophones.

Les langues officielles sont le français (environ 80 % de la population est francophone et vit dans des subdivisions francophones) et l'anglais, lequel est parlé dans deux subdivisions administratives limitrophes du Nigeria, celle du Nord-Ouest et celle du Sud-Ouest.
Ce sont les deux langues de l'administration, de l'enseignement et des médias. Ce bilinguisme au Cameroun est un héritage de la colonisation et permet au Cameroun de faire à la fois partie du monde francophone et anglophone. Le Cameroun constitue ainsi le seul pays bilingue français / anglais d'Afrique jusqu'à ce que le Rwanda ajoute en 2003 l'anglais au français comme langue officielle, et est un des rares pays ayant un tel bilinguisme au monde avec le Canada, les Seychelles, le Vanuatu et Maurice. Malgré tout, le français est largement avantagé dans l'administration et les médias par le fait de la prépondérance démographique / territoriale des francophones. Certains anglophones se plaignent d'ailleurs de discrimination à l'égard de leur langue,, conduisant fin 2016 à une crise socio-politique qui dégénère en conflit armé fin 2017. 
Cependant, le bilinguisme est officiellement encouragé par le gouvernement et la plupart des documents officiels lus ou écrits le sont dans les deux langues. L'administration, les représentants des autorités sont tous censés être bilingues, et il est en principe attendu des citoyens camerounais qu'ils puissent communiquer dans les deux langues. La chaîne de télévision publique CRTV émet notamment ses informations dans les deux langues par alternance. Par ailleurs, six des huit universités publiques sont bilingues, dont deux sous régime linguistique anglophone, l'université de Buéa et l'université de Bamenda, et de nombreux lycées et écoles primaires bilingues existent sur l'ensemble du territoire.

### Religions
Le Cameroun est un État laïc mais est cependant membre de l'Organisation de la coopération islamique. Sa population est composée de :
- 61 % de chrétiens :
  - les catholiques (37 %) sont répartis en 22 diocèses. Leur plus haut dignitaire est Samuel Kleda, archevêque de Douala qui succède au cardinal Christian Wiyghan Tumi, archevêque émérite de Douala,
  - les protestants (24 %) sont répartis principalement sur le littoral et les provinces anglophones du Nord-Ouest et du Sud-Ouest et en grande partie au Sud-Cameroun,
  - les orthodoxes: 0,5 % sont répartis principalement sur le littoral, le Centre et l'Est,
  - autres chrétiens: 4 % ;
- 32 % de musulmans, concentrés dans l'Adamaoua, le Nord, l'Extrême Nord et à l'ouest (peuple bamoun) ;
- 3,6 % d'animistes; les adeptes des religions traditionnelles sont principalement présents à l'ouest, au sud et à l'est ;
- 1 % d'autres religions ;
- 2,4 % d'athées.

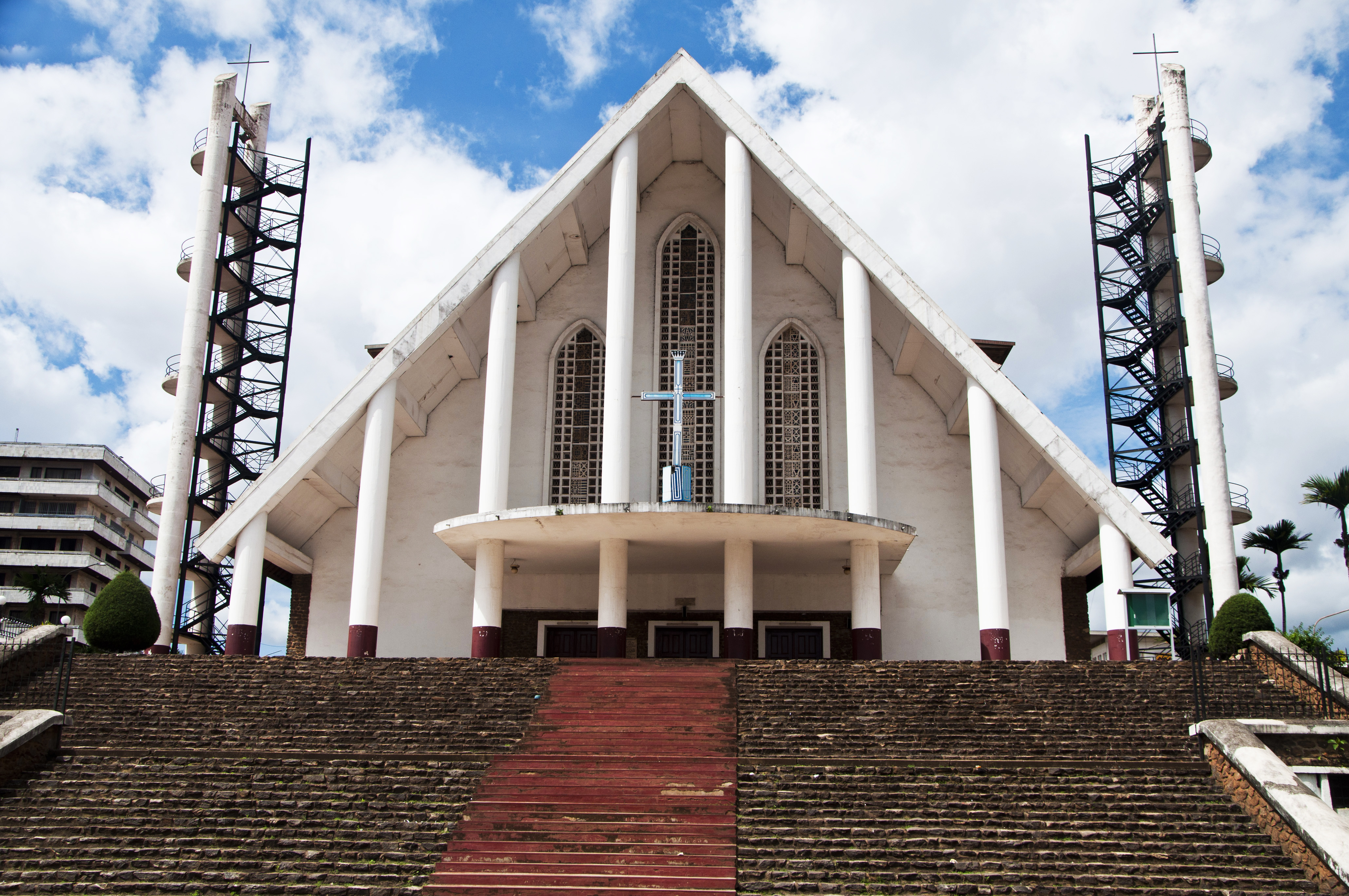
Cathédrale Notre-Dame-des-Victoires de Yaoundé.
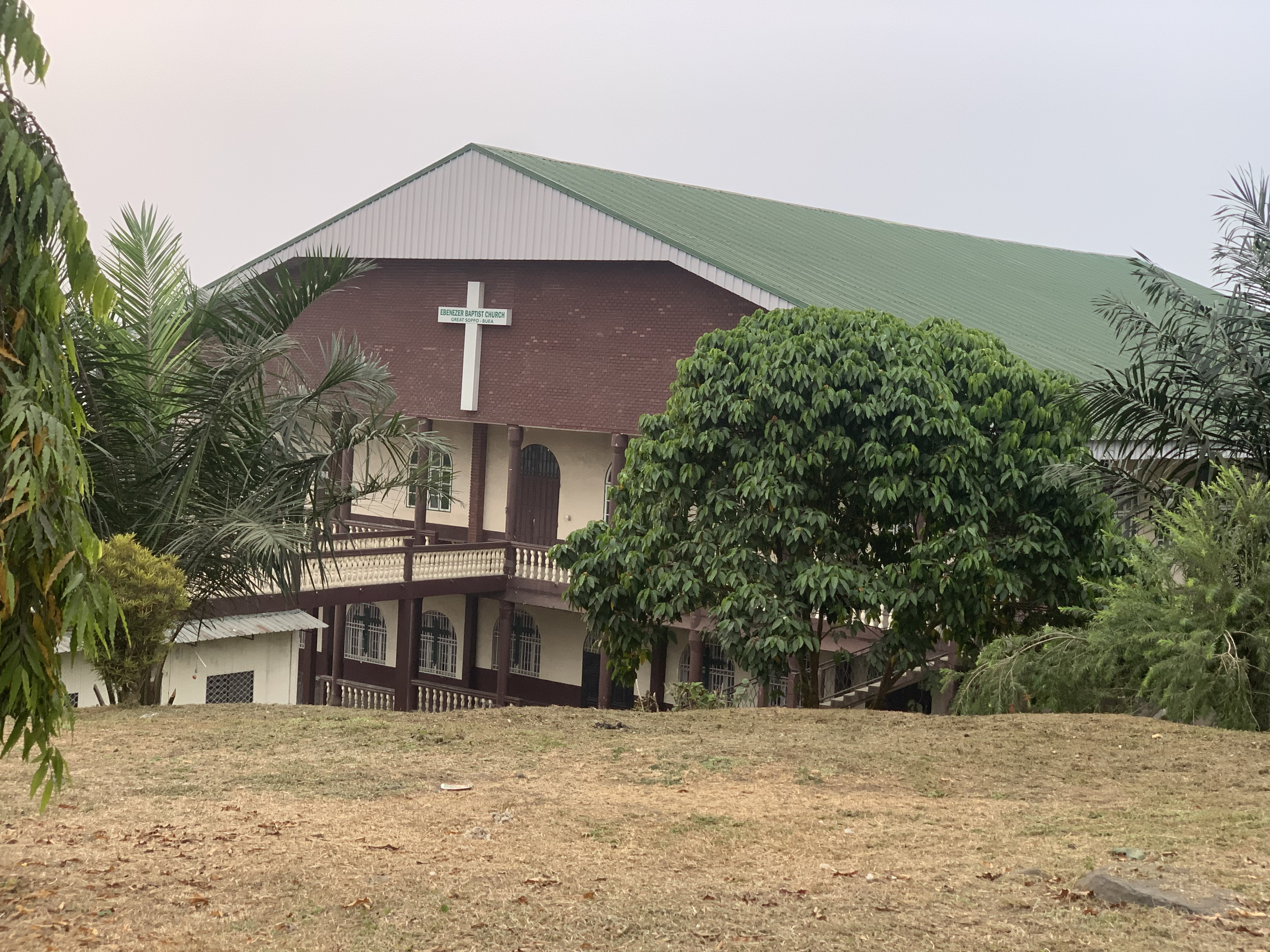
Église baptiste Ebenezer Great Soppo à Buea (Convention baptiste du Cameroun).
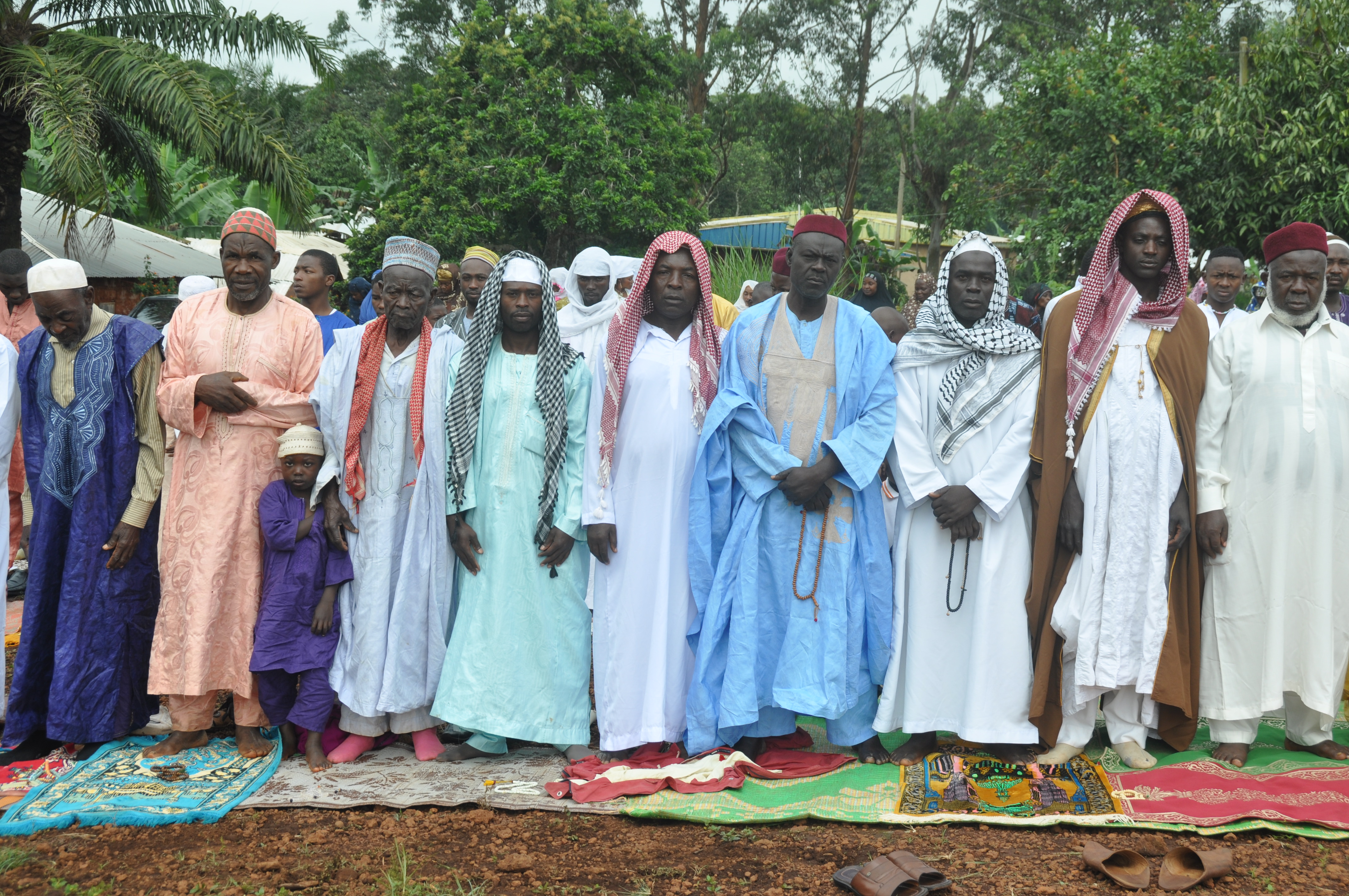
Prière dans une communauté musulmane de Foumban.
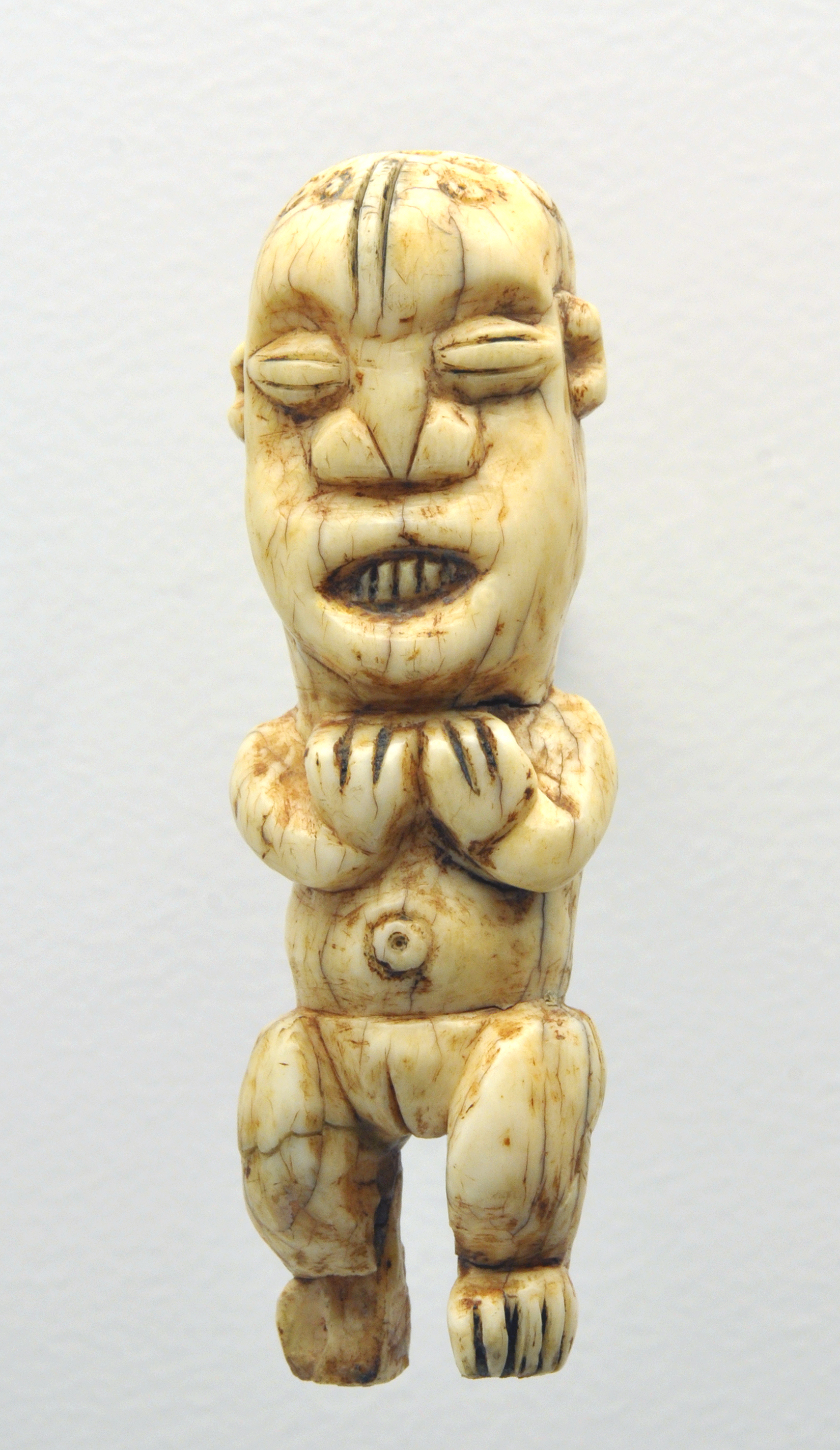
Amulette du Grassland.

### Gastronomie
Le Cameroun, à l'image de sa diversité ethnique, présente une vaste diversité culinaire.
Les plats camerounais sont le galow (gambo), le folléré, le bokko, le ngniébé (poisson ou viande fumée), le ndolé, le bongo'o, le poulet DG (poulet frit avec du plantain frit et des légumes), le kuem sans sel, l'eru et le taro (taro à la sauce jaune).
Ces plats peuvent être consommés avec différents accompagnements, comme le bobolo, le pen (couscous de maïs), le ndjapche, le miondo (bâton fin de manioc), le dang-waaké (farine de manioc ou blé transformé en des petits morceaux qui s'accompagne d'une sauce ou des œufs. cuits), le nkôno ngond, le nkui et le kondré (préparation à base de bananes plantains, légumes et condiments). Les condiments peuvent être la sauce d'arachide, le achu (sauce jaune) et l'okok.

Enfin, les desserts sont le waïna rôogo (petits beignets à partir de manioc cru râpé), les mââssé (beignets faits à partir de la farine de riz bien sucré), le koki, le mintoumba et le ntas.

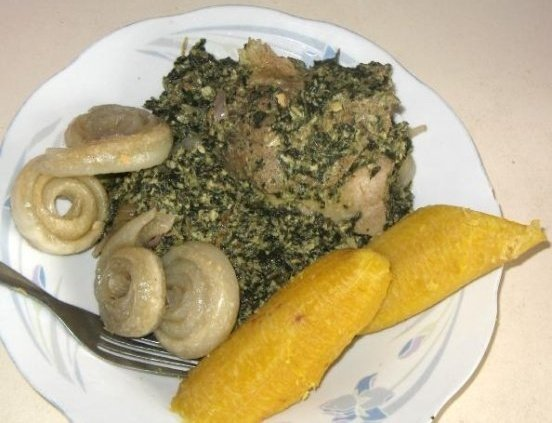
Le ndolé.
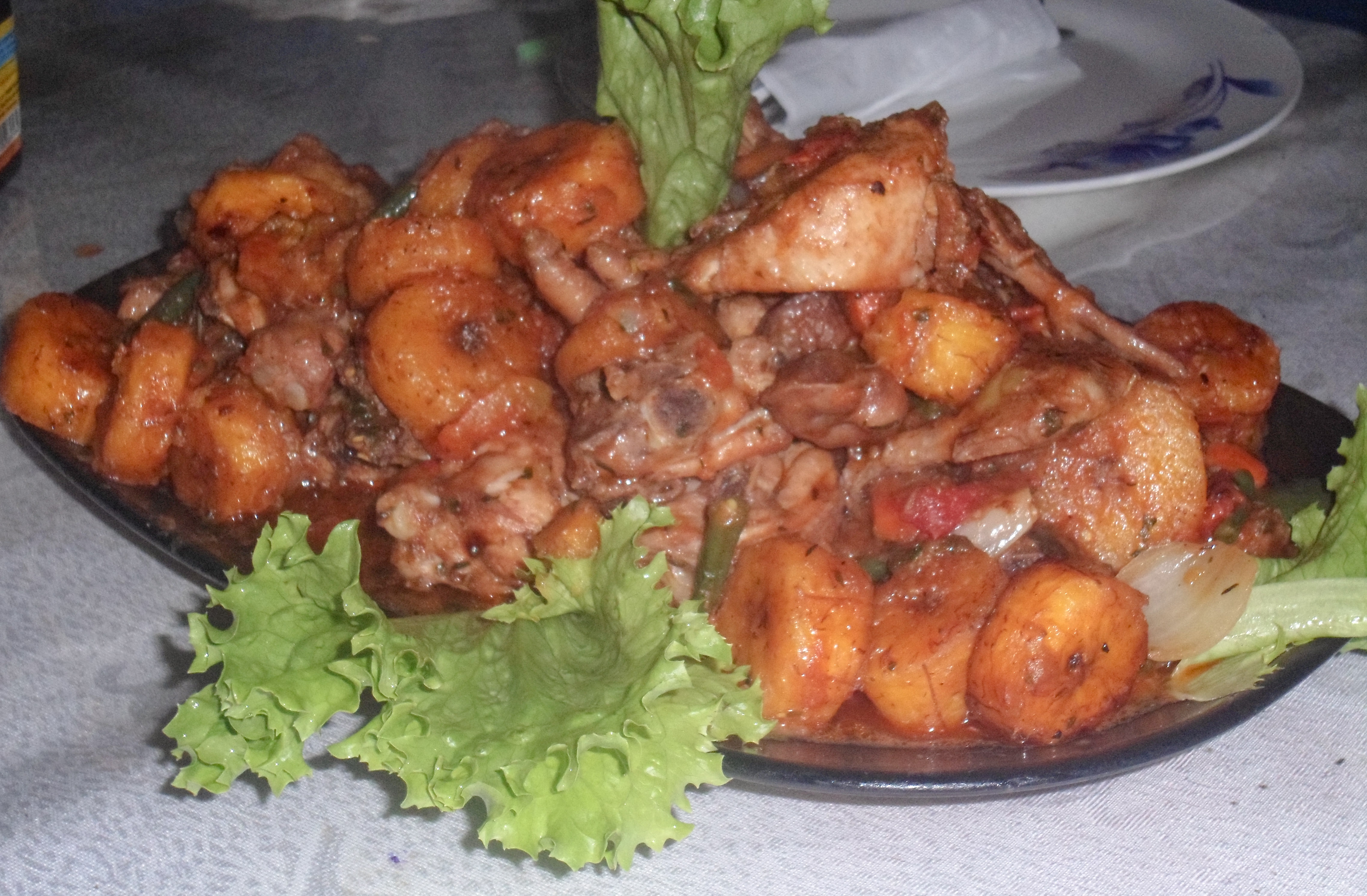
Le poulet DG.
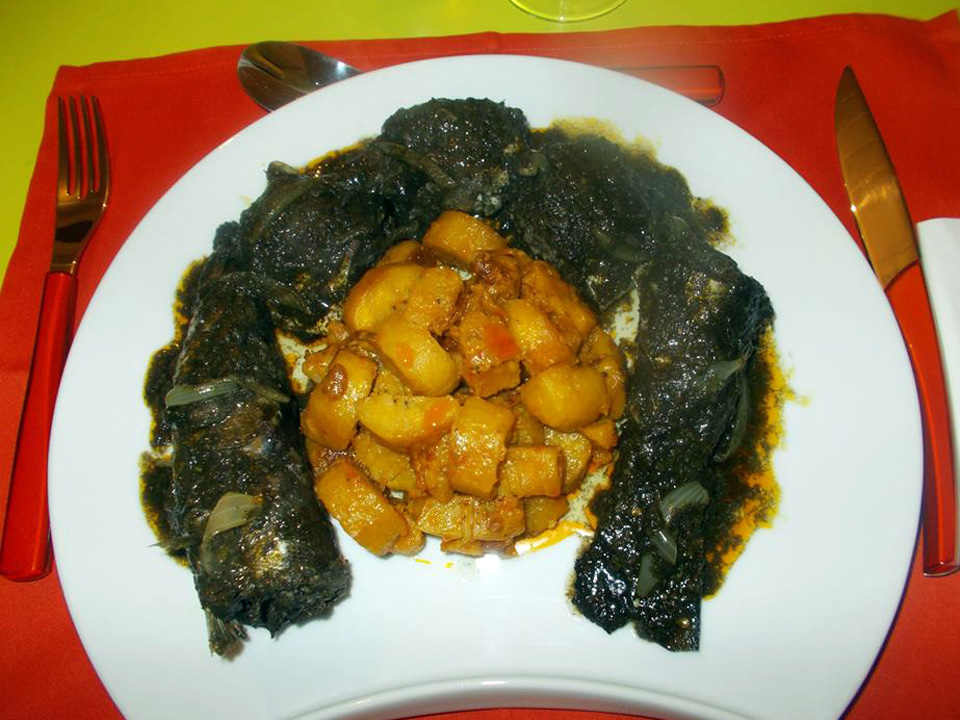
Bongo'o tjobi et banane plantain.
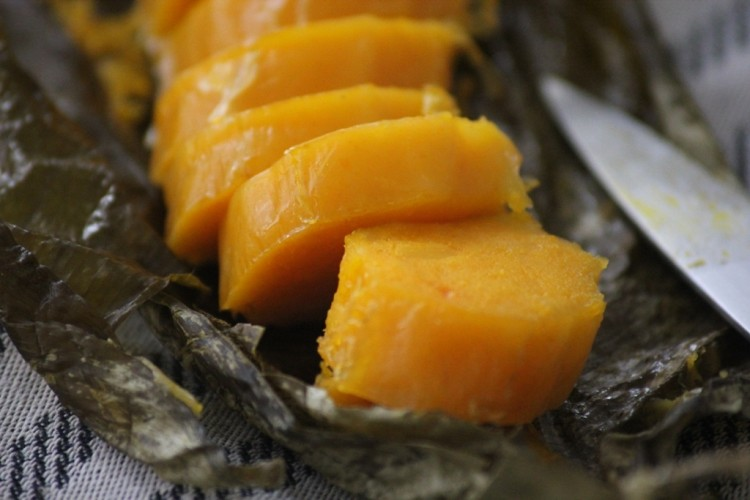
Mintumba.
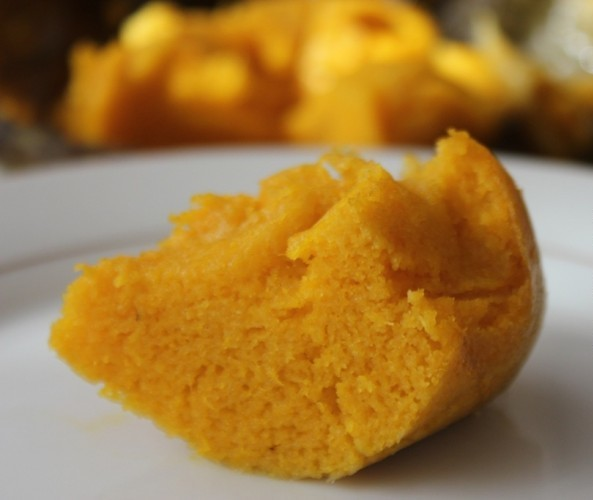
Koki (gateau de Niébé).
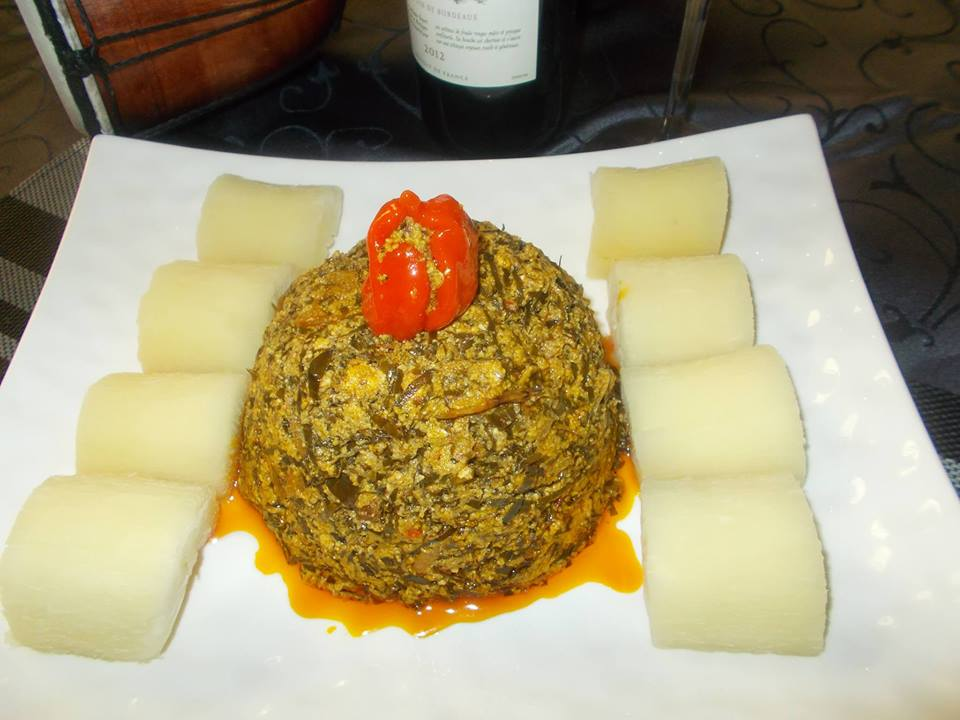
Okok (ou ikok ou nkumu) mixé et son manioc vapeur.
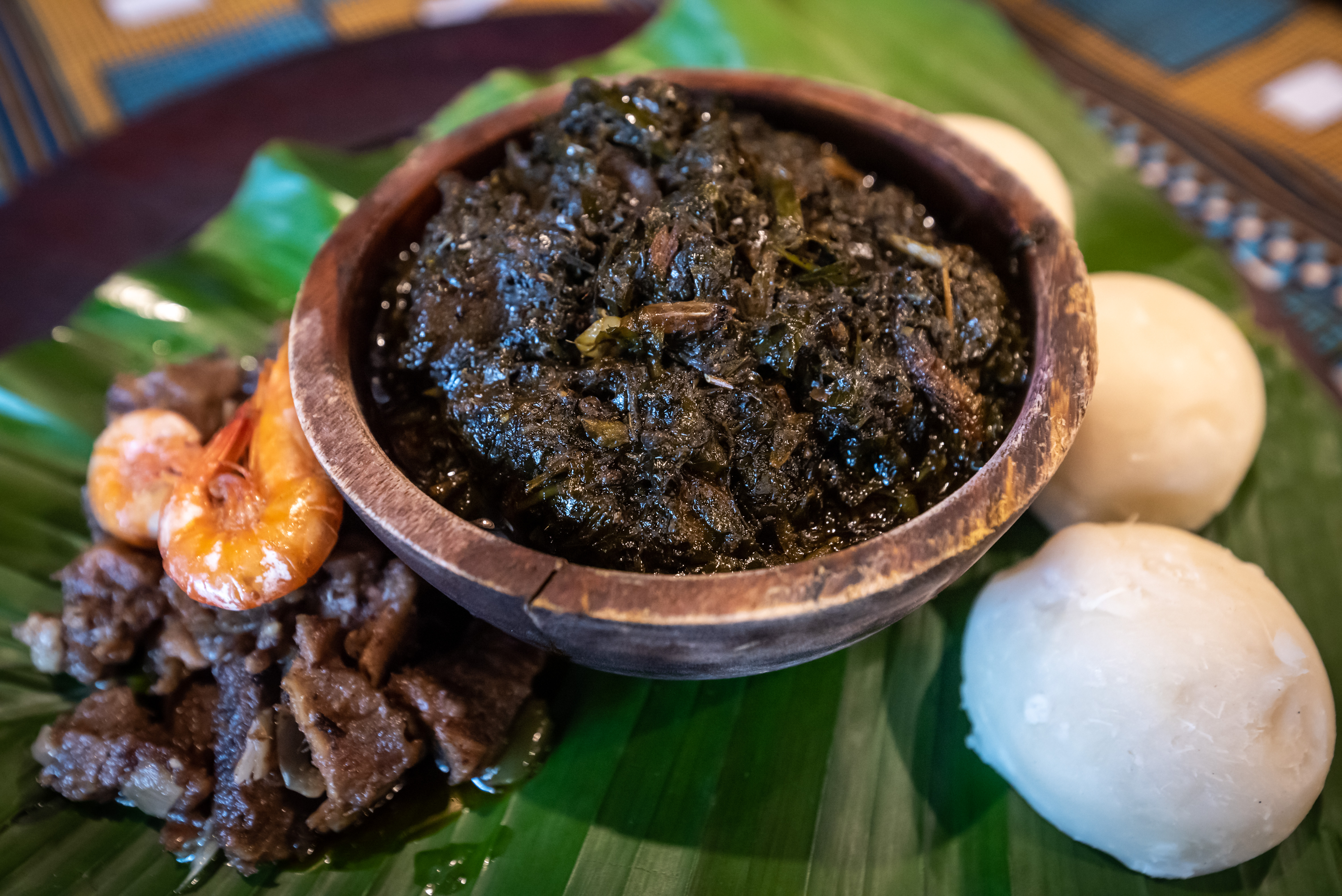
Le eru accompagné de foufou.

### Diversité artistique

#### Art
L'art camerounais est caractérisé par une très grande diversité de style liée à son histoire et sa géographie (diversité des ethnies, des langues, des religions…). Cette diversité culturelle permet le développement d'une grande créativité sur tous les supports de l'art contemporain (art plastique, peinture, sculpture, photographie…) et inspiré par son art traditionnel (masques, statuettes, architecture…).
Les œuvres publiques, les événements artistiques, les lieux d'expositions et les galeries d'art se développent petit à petit au Cameroun.

#### Musique

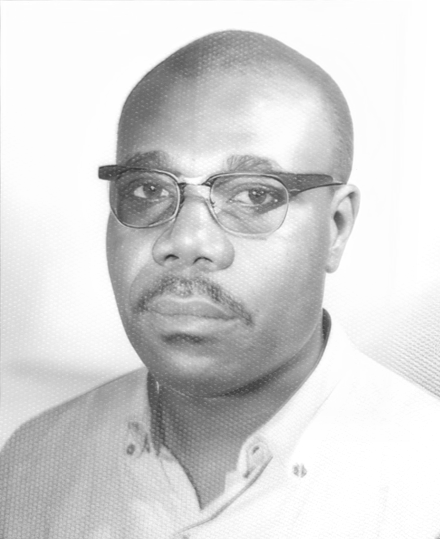
Manu Dibango 1964

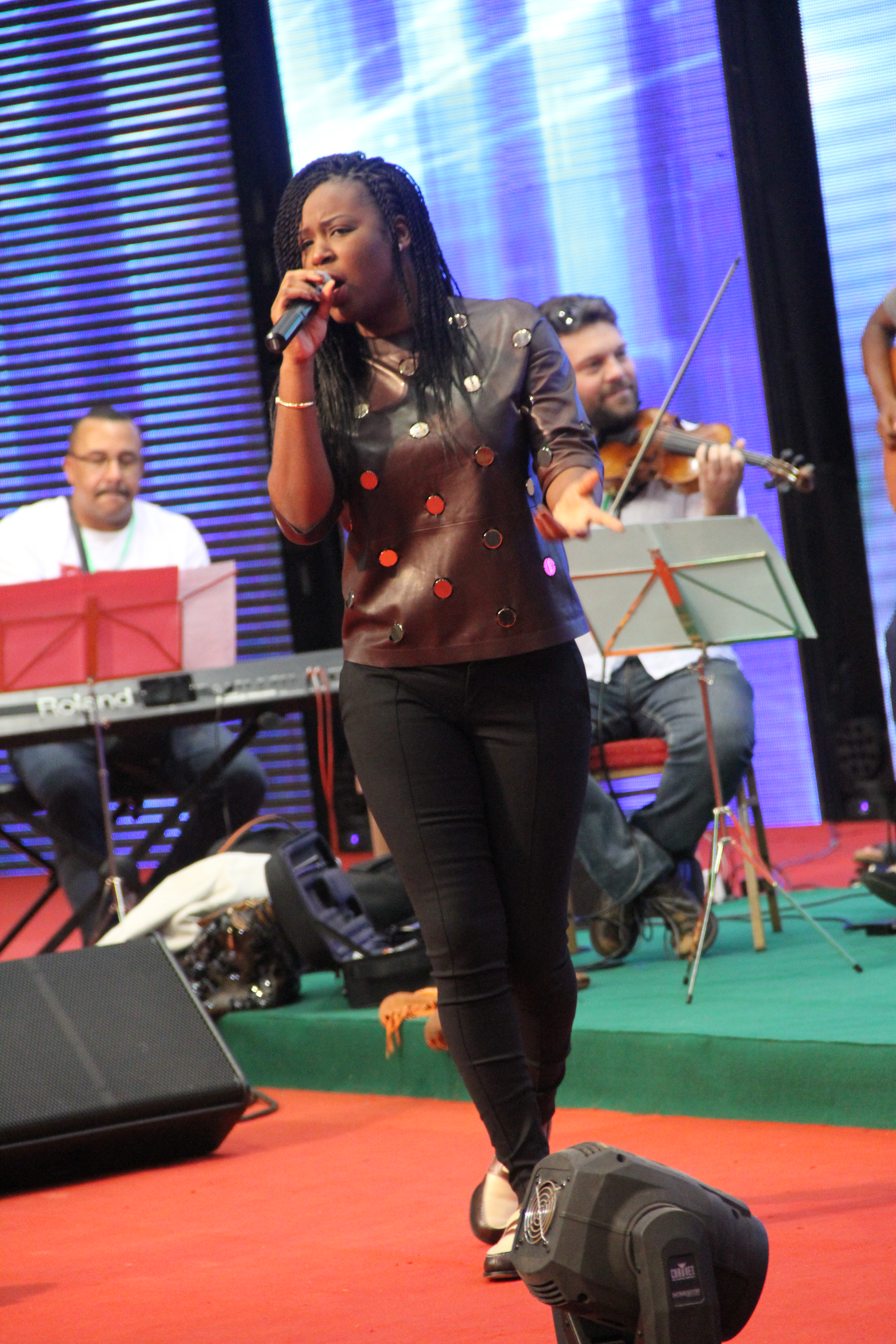
Charlotte Dipanda

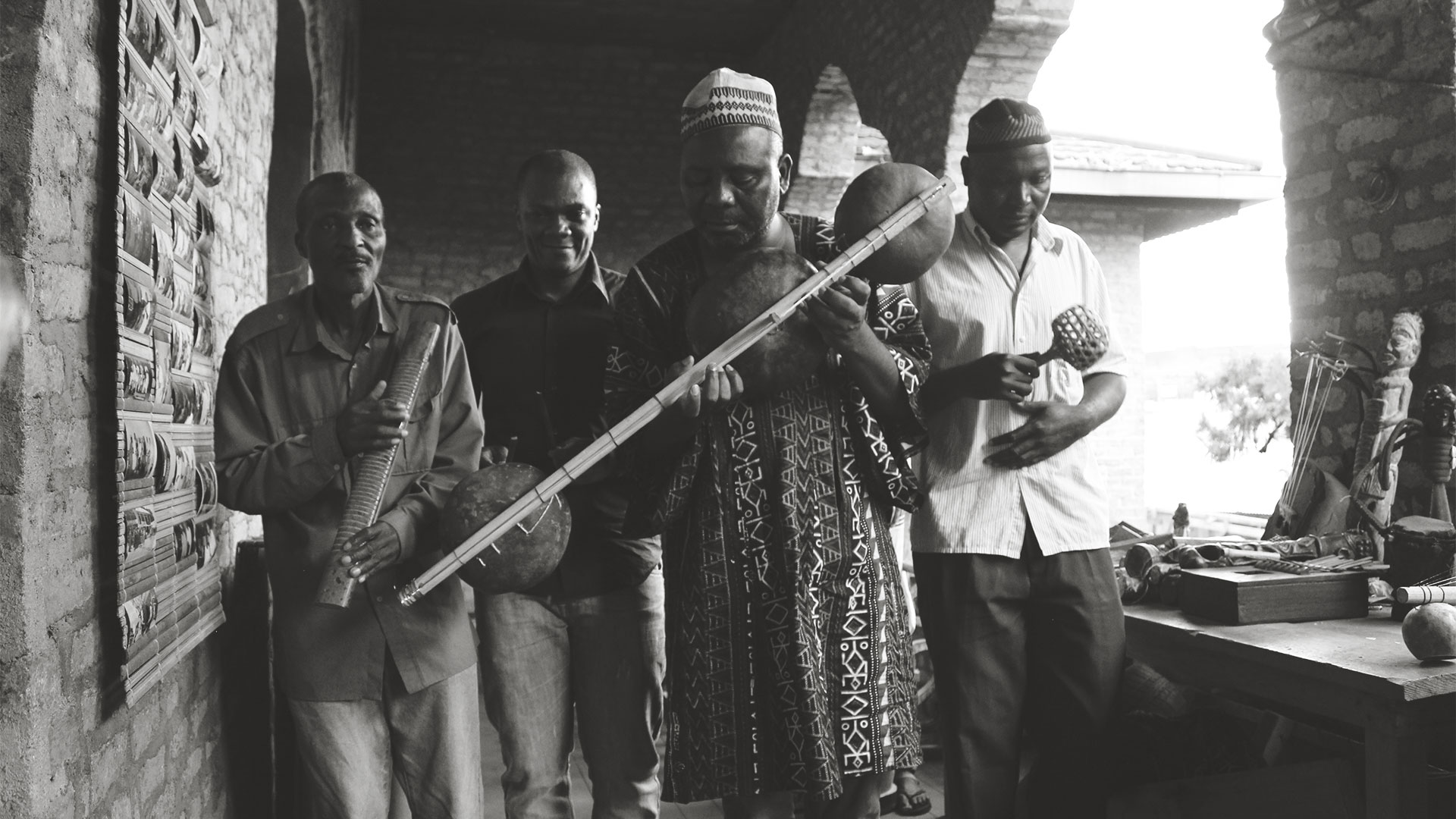
Les musiciens Bamoun à l'usage du Mvett

Depuis les temps anciens, la musique traditionnelle est le moyen de commémorer les faits et événements ayant marqué une famille, une ethnie, un peuple durant son vécu. Elle est riche en sons et couleurs, et on peut y remarquer l'usage d'instruments tels le mvett, le tam-tam, le tambour, le balafon et diverses formes de percussions. De nos jours, l'ouverture du pays et les nouvelles technologies de l'information et de la communication ont fortement transformé l'univers musical camerounais à tel point que cette musique devenue tradition-moderne est fortement et fièrement représentée et vendue dans le monde entier, notamment l'œuvre d'artistes parmi lesquels, notamment, Ekambi Brillant, Elvis Kemayo, André-Marie Tala, Ben Decca, Grace Decca, Charlotte Dipanda, Kareyce Fotso, Manu Dibango, Petit-Pays, Richard Bona, Simon Ngaka, Josco L'inquiéteur zr Sam Fan Thomas. 

## Tourisme
Cette section ne s'appuie pas, ou pas assez, sur des sources secondaires ou tertiaires indépendantes du sujet. Le texte peut contenir des analyses inexactes ou inédites de sources primaires.
Pour l'améliorer, ajoutez-en, ou placez des modèles {{Source secondaire souhaitée}} ou {{Source secondaire nécessaire}} sur les passages mal sourcés. (avril 2020)

### Progression du tourisme
Le tourisme est peu développé. En 2002, le tourisme représentait 2,5 % du PIB, et en 2005, il n'en représente que 1,8 %, soit 25 dollars américains par habitant. Le gouvernement affirme à plusieurs reprises sa volonté de développer ce secteur, mais des tarifs aériens élevés comparés aux destinations asiatiques et un prix élevé du visa ont un effet dissuasif.
Pour pallier la faiblesse du tourisme, le gouvernement a lancé un plan d'aménagement à long terme, susceptible de porter la masse de 200 000 visiteurs à 500 000 pour 2009. Pour cela, le gouvernement a noué des liens de coopération en ouvrant des bureaux touristiques dans les grandes villes européennes telles que Paris, Londres et Madrid. 
Ces programmes passent également par la recherche de nouveaux investisseurs. C'est notamment le cas avec la Chine, qui a signé un contrat spécial avec le gouvernement camerounais afin d'envoyer à partir de 2008 quelque 50 000 Chinois par an au Cameroun. La recherche de nouveaux partenaires vise aussi les États-Unis, via un partenariat culturel et des échanges entre les deux pays.
En 2012, le Cameroun a accueilli 817 000 touristes.

### Quelques sites touristiques

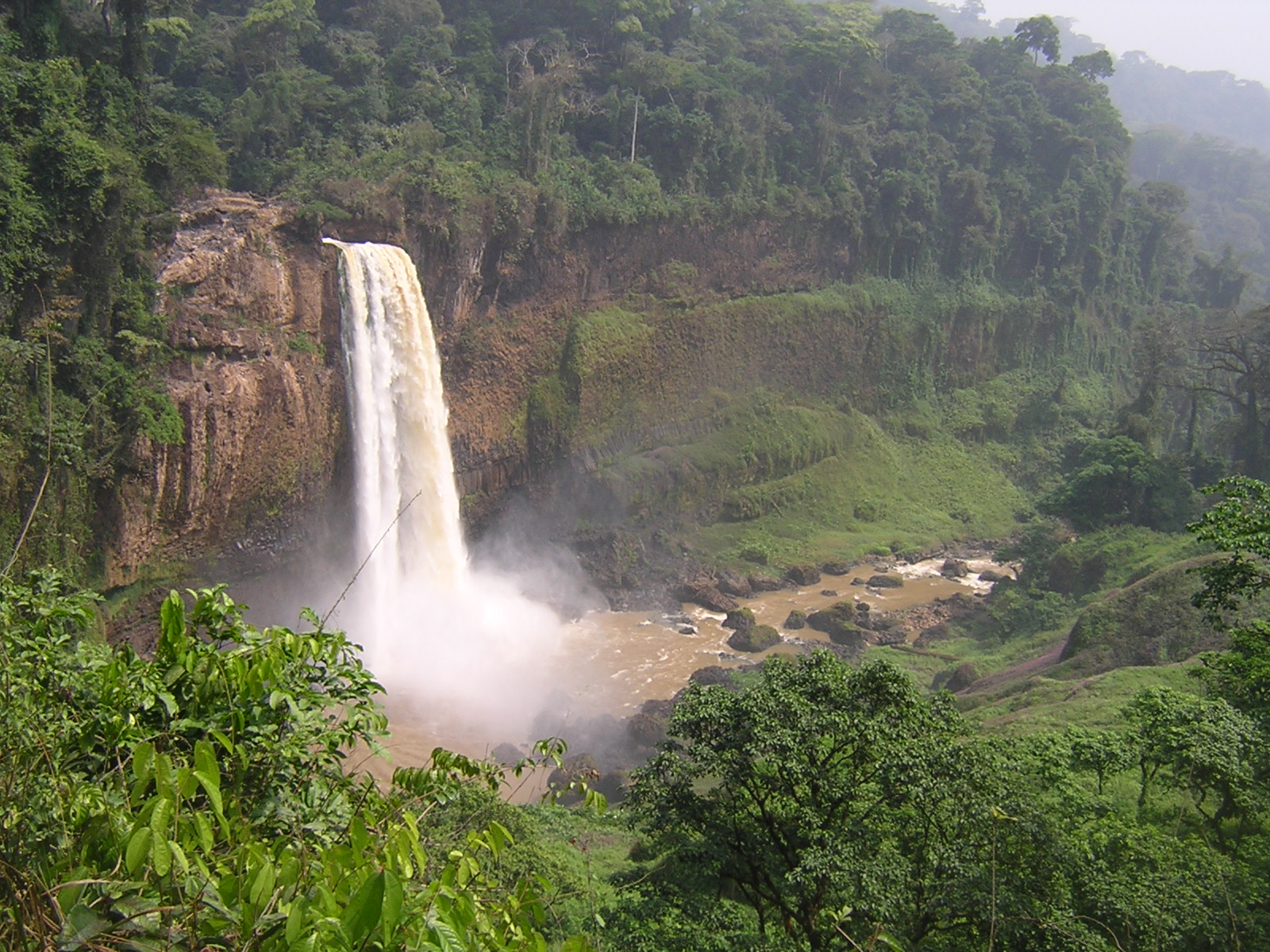
Chute d'Ekom Nkam.

Le Cameroun possède trois sites naturels classés au patrimoine mondial par l'UNESCO :
- La réserve de faune du Dja.
- Le parc national de Waza.

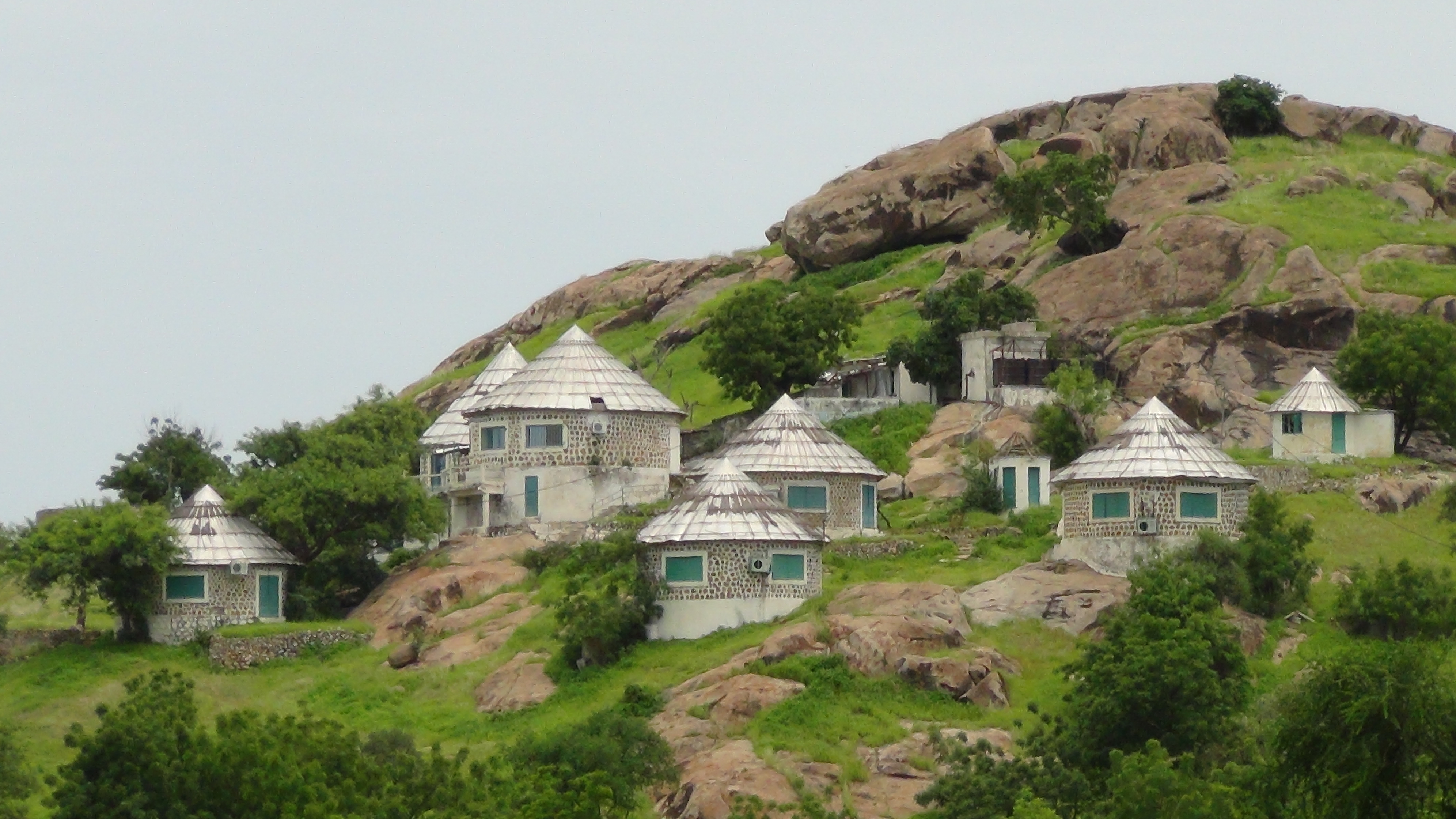
Campement au parc national de Waza

- Campement au parc national de WazaLe parc national de Lobéké qui fait partie du Trinational de la Sangha.

Officiellement, le ministère du Tourisme recense 120 sites à potentiel touristique, dont une soixantaine en mesure d'accueillir des touristes.

## Divers

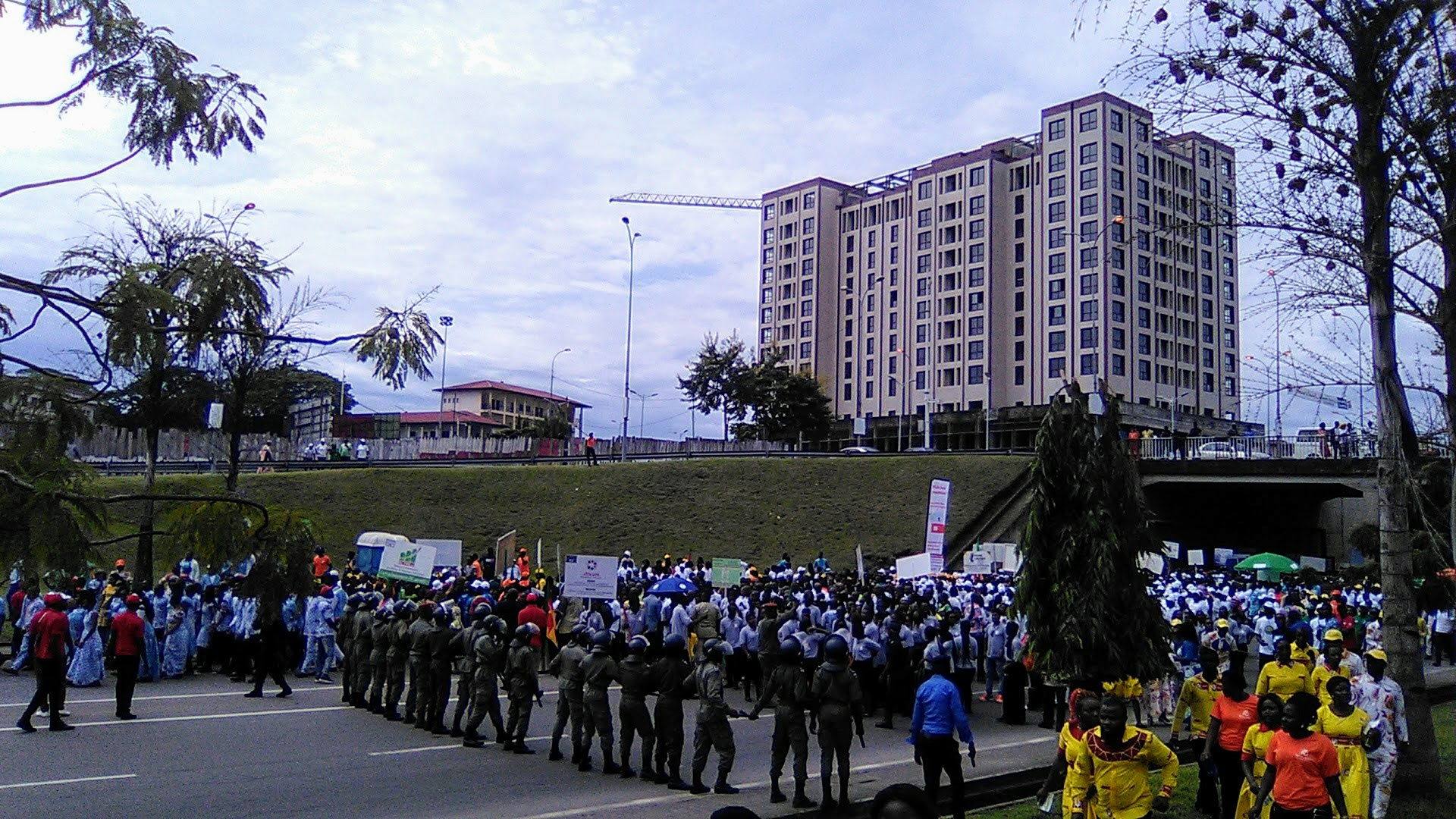
Fête du travail à Douala en 2019.

### Fêtes et jours fériés

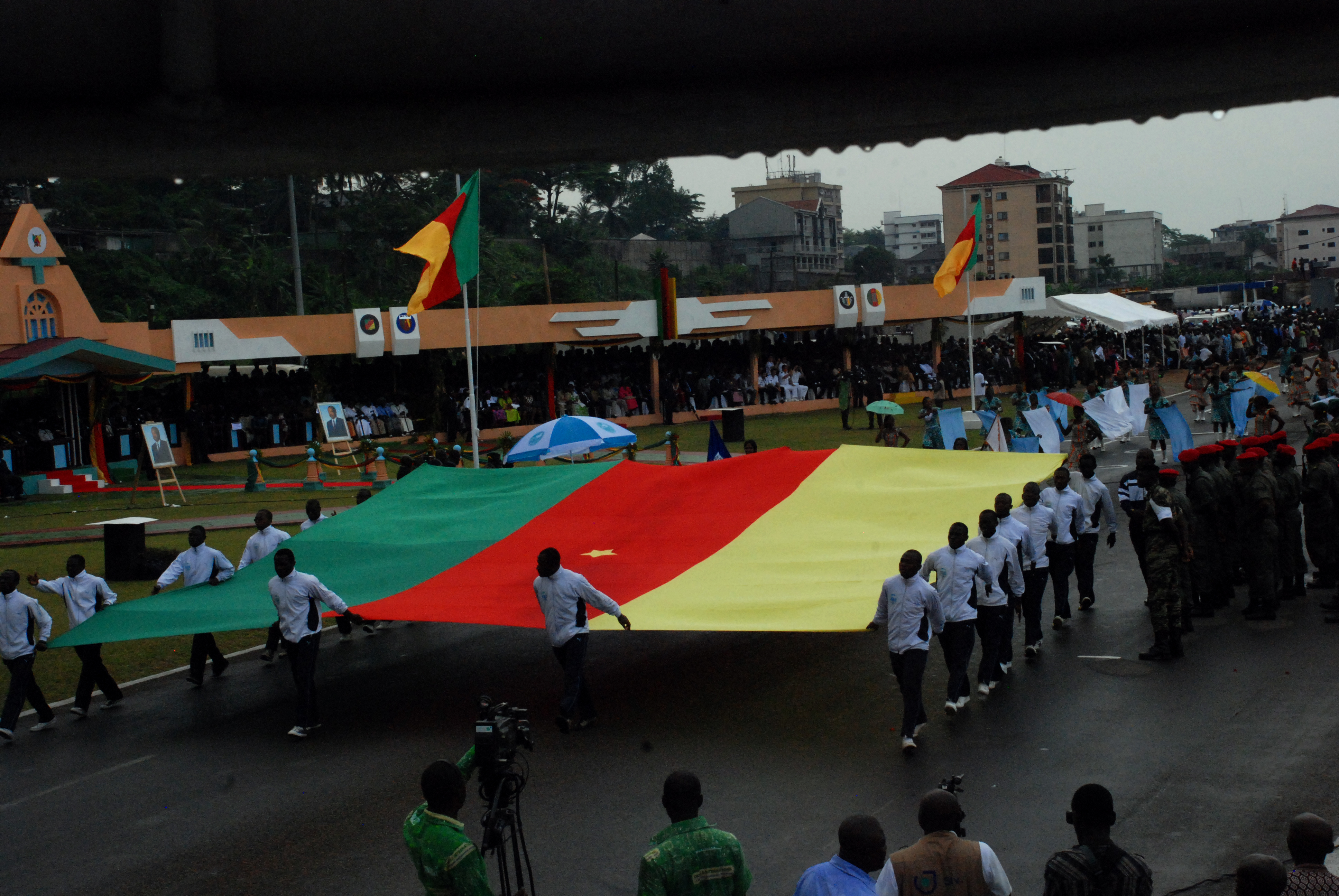
Défilé des étudiants avec le drapeau du Cameroun lors de la fête nationale.

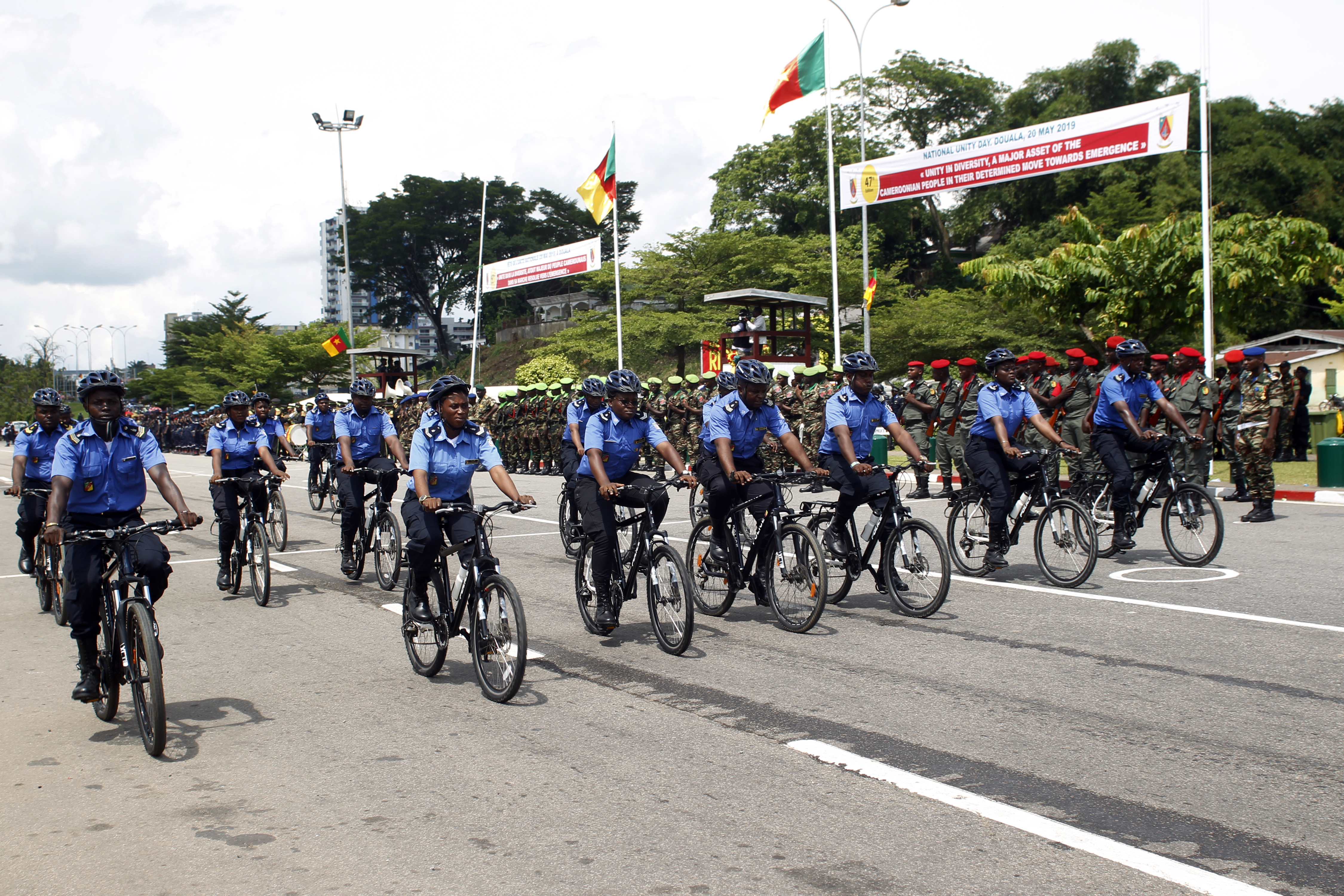
Défilé des policiers lors de la fête nationale.

| Date                        | Nom                          | Remarques                                                                            |
| --------------------------- | ---------------------------- | ------------------------------------------------------------------------------------ |
| 1er janvier                 | Jour de l'an                 | Date de l'indépendance du pays : 1er janvier 1960                                    |
| Variable                    | Fête de la Tabaski           | Aussi appelée « fête du mouton »                                                     |
| Variable                    | Fête du Ramadan              | Marque la fin du jeûne du mois de Ramadan                                            |
| 11 février                  | Fête de la Jeunesse          |                                                                                      |
| Variable                    | Vendredi saint               | Jour de la crucifixion de Jésus sur la croix                                         |
| 1er mai                     | Fête du Travail              | Fête célébrée en faveur des travailleurs du secteur formel                           |
| Variable                    | Ascension                    | Fête chrétienne (Montée de Jésus au ciel)                                            |
| 1 semaine après l'Ascension | Pentecôte                    | Fête chrétienne (Descente du Saint-Esprit sur les Apôtres (Disciples de Jésus))      |
| 20 mai                      | Fête nationale ou de l'unité | Date de la naissance de la république unie du Cameroun et la fin du système fédéral. |
| 15 août                     | Assomption                   | Élévation de Marie (mère de Jésus au ciel)                                           |
| 25 décembre                 | Noël                         | Fête chrétienne (Naissance de Jésus-Christ, fils de Dieu)                            |